# 文禄・慶長の役
文禄・慶長の役（ぶんろく・けいちょうのえき）は、天正20年/万暦20年/宣祖25年（1592年）に始まって翌文禄2年（1593年）に休戦した文禄の役と、慶長2年（1597年）の講和交渉決裂によって再開されて慶長3年/万暦26年/宣祖31年（1598年）の太閤豊臣秀吉の死をもって日本軍の撤退で終結した慶長の役とを、合わせた戦役の総称である（他の名称については後節を参照）。全兵船の3分の1以上を動員して、対馬を侵略した朝鮮による応永の外寇以来の朝鮮半島国家との戦争であった。
なお、文禄元年への改元は12月8日（グレゴリオ暦1593年1月10日）に行われたため、4月12日の釜山上陸で始まった戦役初年のほとんどの出来事は、厳密にいえば天正20年の出来事である。また特に注記のない文中の月日は全て和暦）で表記。（ ）の年は西暦である。
日本の天下統一を果たした豊臣秀吉は大明帝国の征服を目指し、配下の西国の諸大名を糾合して遠征軍を立ち上げた。秀吉は（明の）冊封国である朝鮮に服属を強要したが拒まれたため、この遠征軍をまず朝鮮に差し向けた。小西行長や加藤清正らの侵攻で混乱した首都・漢城を放棄した朝鮮国王宣祖は、明の援軍を仰いで連合軍でこれに抵抗しようとした。明は戦闘が遼東半島まで及ばぬよう日本軍を阻むために出兵を決断した。以後、戦線は膠着した。休戦と交渉を挟んで、朝鮮半島を舞台に戦われたこの国際戦争は、16世紀における世界最大規模の戦争であったともされる。
未決着のまま終息したため、対馬藩は偽使を用いて独断で国交の修復を試み、江戸時代に柳川一件として暴露された。戦役の影響は、明と朝鮮には衰退の原因となる深刻な財政難を残した。豊臣家にも武断派と文治派に分かれた家臣団の内紛をもたらしたので、三者三様に被害を被ったが、西国大名の中には多数の奴婢を連れ帰るなどして代償を得た大名もあった。

## 名称
豊臣政権時から江戸時代後期あたりまでは、秀吉が明の征服を目指す途上の朝鮮半島で行われた戦役であるということから、「唐入り」や「唐御陣」と呼ばれたり、「高麗陣」や「朝鮮陣」などの呼称が用いられていた。秀吉自身は「唐入り」と称し、他の同時代のものとしては「大明へ御道座」という表現もあった。
「朝鮮征伐」という表現も歴史的に頻繁に用いられており、江戸前期の1659年（草稿成立は1644年頃）に刊行された堀杏庵（堀正意）『朝鮮征伐記』においてすでに見られる。この戦役を征伐とする表現は後述する倭乱の場合とは逆の立場であるが、北条氏直を攻めた小田原征伐や島津義久を攻めた九州征伐などでも用いられており、朝鮮だからとことさら卑下して表現したわけではない。しかしながら、13世紀に起きた元寇において蒙古が日本に侵攻する際、属国の高麗が主要な役割を果たした事から、朝鮮半島は征伐されるべき悪人の地との思想も広まっており、秀吉もその思想を持っていたものとされる。また現在の韓国においても、元寇を「麗蒙の日本征伐」と呼んでいる。堀杏庵は、秀吉は民の苦しみを顧みずに戦役を行ったとして撫民仁政の思想から批判した が、征伐そのものを否定したわけではなく、江戸期の絵本太閤記や明治期のその他の歴史書籍の多くにおいて、朝鮮征伐は単純に秀吉の数ある業績の一つと捉えられていた。これは江戸中期の学者山鹿素行が提唱した朝鮮を日本の属国と定義した史観（中朝事実） や、江戸後期の日本史研究を主導した水戸学者たちが秀吉が死去しなければ明も日本領になっていたとの考えが影響しており、彼の行為は称賛に値こそすれ、批判の対象にはならなかったからである。明治初期に起こった征韓論に伴ってこの戦役も「征韓の役」などと呼ばれたこともあったが、これは島津綱久が万治年間（1658年-1660年）に編纂を命じた『征韓録』が先であり、幕末の水戸学者川口長孺なども『征韓偉略』（1831年）を著した。征韓は意味としては朝鮮征伐と同義である。
「朝鮮出兵」の呼称も早くからあり、戦後も昭和期には教科書で広く使われていたが、出兵の表現も次第に避けられるようになっている。1960年代の世相を反映して、朝鮮出兵が海外侵略であったということが強く意識された結果、朝鮮社会が受けた被害にもより関心が持たれ、「朝鮮侵略」が盛んに使われた時期もあり、「大陸侵攻」などの表現も登場した。1980年代になると史学では多角的分析が主流になるが、1990年代になると日韓の文化交流が解禁されて韓国の書籍が翻訳されるなどし、後述の朝鮮での呼称も日本の書籍でみられるようになって、用語は多様化した。近年の日韓関係を反映して、教科書等の記述にはかなり変動があったわけであるが、現在は、第一次出兵を「文禄の役」として第二次出兵を「慶長の役」とし、併せて「文禄・慶長の役」とする呼称で定着している。また略称としては単に、前役、後役とも言う。
中国では「朝鮮之役（朝鮮役）」と呼ばれるが、後者は朝鮮戦争（または朝鮮での戦役）という意味であり、1950年の同名の戦争やその他の朝鮮での戦争と区別する意味で、近代以降、当時の元号である万暦を付けて「萬曆朝鮮之役」と称されている。日本で書き言葉に漢文が使われていた影響で「朝鮮役」という呼称も古くは使われたが、これはこの中国語の呼称をそのまま用いたものであった。中国から見て遠征であったという解釈では「萬曆東征」という呼称もある。また「萬暦日本役」という呼称もあったとされるが、戦地を戦役名とするのが慣習であり、現在はあまり使われていない。現代では「抗倭援朝」とも呼ばれる。
朝鮮半島（韓国・北朝鮮）では李王朝の時代から、この戦役も小中華思想を基にして従来通りに倭乱であると定義し、戦乱が起こった時の干支を取って、文禄の役を「壬辰倭乱」 と呼び、慶長の役を「丁酉倭乱」 または「丁酉再乱」 と呼んだ。現在も韓国ではこの倭乱が用いられており、2つの戦役を一つと見て壬辰倭乱を戦争全体の総称として使う場合もある。また、北朝鮮では「壬辰祖国戦争」 という呼称も用いられる。
近年、三国の自国史を超克することを目的として行われた日韓中共同研究では「壬辰戦争」という呼称が提唱された。韓国の歴史学界でも、倭乱の使用は自国中心史観で不適切として、一部の教科書では2012年から「임진전쟁 / 壬辰戰爭」との表記に変わった。ただし韓国では「임진왜란 / 壬辰倭亂」が未だに一般的な呼称で、書籍や新聞、テレビ等で広く用いられている。
英語圏では「The War of Bunroku-Keicho」「The Imjin War」「Japanese invasion of Korea」 や「Japan's Korean War」などの名称があるが、これらはそれぞれが既出の日中韓の名称の英訳に相当する。

## 背景

### 日朝関係前史
隣国である日本と朝鮮半島との間は歴史的に関わりが深く、戦争や侵略の経験も相互に持った。秀吉が生きていた当時からも大部分は認識されており、現在では以下の外交および軍事的出来事が前史として両国に存在していたことが分かっている。
663年に、唐・新羅連合軍と大和朝廷・百済連合軍が衝突した白村江の戦いがあり、大和・百済側が敗北した。これ以後、大和朝廷は朝鮮半島への直接介入をやめてしまい、（何度か計画は持ち上がったものの）日本側からは数万に及ぶ大規模な出兵は文禄の役まで約千年間も途絶えることになった。しかし一方で交易は断続的に続けられた。他方、812年から906年までの間、小規模な海賊による新羅の入寇が繰り返され、997年から1001年にかけての高麗海賊による入寇があった。1019年には、高麗（及び傘下の女真族）による刀伊の入寇があった。
1224年から5回に渡って、高麗の金州（現慶尚南道金海市）や巨済島などに初めて倭人の海賊が襲来。後に倭寇と呼ばれる海賊の活動が始まった。高麗は大宰府に海賊取締りを要請し、少弐職にあった武藤資頼は大使の目の前で海賊90名を処刑させた。その後、モンゴル軍の侵攻を受けた高麗は元に降伏。珍島や済州島に逃げた三別抄が1271年に日本に救援を求めるが、無視された。
1274年と1281年に元率いる軍勢（モンゴル人、南宋人、高麗人）が日本の九州北部に侵攻する、いわゆる元寇があった。北条時宗の鎌倉幕府が二度に渡って撃退するが、対馬・壱岐では虐殺や童女・童子をさらって奴婢とするなどの蛮行があった。その後、日本は動乱期を迎えて南北朝時代の1350年頃から倭寇（庚寅倭寇）が活発化したという前後関係から、倭寇は元寇への報復であったという主張は安土桃山や江戸時代にすでに語られていたようだが、現代の歴史学では倭寇と海賊衆の実態から考えればその指摘は正しくないというのが定説である。むしろ承久の乱で敗者を支持して厳しい立場となった西国武士団が海に活路を求めたのを始まりとし、室町幕府の内紛（観応の擾乱）によっても同様のことが起きて、九州探題今川了俊が南朝勢力を降したときにも、さらに船団で海外に脱出する者が増えたと考えられていて、江戸末期の『日本防考略』でも倭寇をして「日本あふれ」と定義していた。

#### 朝鮮半島と日本列島との関係
倭寇の襲来におびえる高麗では、軍備が荒廃して満足に戦えず、倭人（投化倭人）を巨済島や南海県などに住まわせ、時に食料を供給することで鎮撫しようとしたが、倭寇はそこを新たな出撃地としただけで海賊活動はやめず、この政策は完全に失敗した。倭寇は府庫の米だけでなく奴婢の獲得を狙うようになり、逃亡した禾尺・才人といった高麗賤民なども倭寇の側に合流した。1375年には家臣団を連れて投降した倭人の藤経光を誘殺しようとして失敗し、逆に激しい報復を受けた。以後、倭寇は暴虐の度をむしろ高めて「倭寇猖獗」と呼ばれる前期倭寇の最盛期を迎えた。1380年には朝鮮で鎮浦大捷と撃退が称賛される倭寇500隻 の大襲撃があった。高麗は海賊取締を要請したが日本の北朝に無視されたため、1389年、対馬に軍を差し向ける康応の外寇を行ったといわれている。
高麗が滅び朝鮮に代わると、太祖李成桂は日本に禁寇を要求した。1392年、南北朝合一を果たして動乱を治めたばかりの足利義満は日本側として初めてこれに応じ、今川了俊に倭寇取締が命じられた。了俊はさらに守護大名大内義弘に命じて倭寇鎮圧の功績を上げた。朝鮮側がいう1396年の壱岐・対馬征伐は日本側に記録がないが、いずれにしても、日朝の取締強化によって前期倭寇は減退の傾向を見せていた。しかし1419年、太宗上王と世宗が応永の外寇（己亥東征）の際に壱岐・対馬を慶尚道管轄下だと主張、保有船の3分の1以上を超える227隻1万7千余の大軍勢で、壱岐・対馬を侵略した。ちょうどこの頃、明の永楽帝との関係がこじれていた時期で、将軍足利義持は明が朝鮮と連合して攻めてきたのかと驚き、京都では三度目の蒙古襲来という噂が広がって大きな衝撃が広がった。幸い、この外寇は宗貞盛の僅かな手勢によって撃退され、台風を恐れて撤退した。結局、これが朝鮮側からの最後の日本侵攻となった。前期倭寇は、明の海禁、勘合貿易が始まるなどしたことで1444年頃にほぼ終息した。他方、日朝貿易の増加は、通交統制となって、1510年に恒居倭人（朝鮮居留日本人）の反乱である三浦の乱という副産物を生んだ。
後期倭寇は、1511年にポルトガルがマラッカを滅ぼして東アジアでの交易を始め、1523年に寧波の乱が起きるなどして、勘合貿易が途絶えて、明王朝の海禁政策を逃れた中国人が増える状況で、再び活発化した。歴史学者村井章介らの研究 などを基にすれば、16世紀初頭の1501年から1525年頃には、明、李朝、日本、琉球、東南アジア諸国の環シナ海地域においては、それまでの勘合貿易などの朝貢形式の明王朝主導の貿易ではなく、海禁政策に反する非合法な中国人倭寇商人の活動や、堺や博多の豪商などを中心にしたネットワークが構築されてシフトしていったという。後期倭寇は禁制を破った中国人や南蛮人なども混在した集団となったことで、襲撃の主な標的は朝鮮半島からもっぱら中国沿岸に移った。
しかし朝鮮でも1544年に後期倭寇による蛇梁倭変が起こり、通交統制がさらに厳しくなって天皇と大内氏・少弐氏の使節以外の日朝通交が禁止された。これに困った宗氏が偽使を用いて朝鮮と締結したのが、1547年の丁未約条である。この時、対馬宗氏が朝鮮に駿馬を求め、朝鮮が日本に服属している旨を明朝に伝えたとの報告を行った。これに対して朝鮮の司憲府大司憲林百齢は激怒しているが、日朝間の立場は明と対馬の宗氏とを介して複雑に絡み合っており、後の文禄の役の原因の一つともなる。（後述）
嘉靖帝の時代の武力による海禁政策の厳格な施行で、かえって海外に拠点を持つ後期倭寇の活動は過激化して最盛期となった。王直などの中国人大頭目が率いる倭寇が、五島列島などを根城に活躍したのはこの頃である。1554年6月には済州島で唐人と倭人の同乗する船が朝鮮水軍と衝突する事件が起き、1555年には乙卯の倭変があり、倭寇が明の南京や朝鮮の全羅道を侵した。また1555年には達梁倭変があり、1557年に丁巳約条が締結された。後期倭寇はポルトガル人貿易と競合し、明の取締強化と、群雄割拠した戦国大名が勢力圏を広げて日本側の根拠地を追われたことで、衰退。1588年、秀吉の海賊停止令発布によって終息した。

### 日明関係前史
1402年、足利義満は京都北山に明使の返礼を受け入れて建文帝の冊封を受諾した。中国で靖難の変が起こったため、1404年に永楽帝が改めて義満のことを「日本国王」として冊封して金印を下賜した。以後1547年までの150年間で19回に及ぶ遣明船（勘合船）が出されて、勘合貿易が交わされた。これは実質的には朝貢であったが、10年1貢 という特異なものであった。義満は冊封儀礼も行っていたとされるが、次の4代将軍足利義持は外交方針を改めて1411年に冊封関係は断絶された。6代将軍足利義教が一時復活させるが、以後も途切れがちで、勘合貿易を独占していた大内氏の滅亡（1551年）によって、日明関係はほぼ断絶した。

### 中朝関係前史
モンゴルの高麗侵攻以来、元朝の属領となっていた高麗は王統がモンゴル貴族化していたが、恭愍王の代になって紅巾の乱で中国が混乱したことで元の統治が弱まり、自立を目指すようになった。王は元の皇后を出した奇氏（奇皇后）の勢力を粛清して独立を図ったが、倭寇と紅巾軍に悩まされて国内外は混乱。成立間もない明の冊封を受けようとしたのが理由で、恭愍王は親元派に暗殺された。高麗は一時的に北元との関係を復活させるが、この内乱を制した武人の李成桂が、1392年に禅譲を受けて主君恭譲王から王位を継ぎ、明の洪武帝から「朝鮮」の国号と権知高麗国事の号を賜って、朝鮮を創始するに至った。一方で、2年後に旧主を含む高麗の王統は皆殺しにされた。
朝鮮でも日本と同様に、1401年に明の建文帝から第3代の太宗が誥命と金印を下賜され、中国で靖難の変があって、1403年に永楽帝が改めて太宗を「朝鮮国王」として封じて、正式に冊封体制に入った。しかし朝鮮は、日本よりも交流が密で、年に3回 の朝貢使節を送るという1年3貢 を行った。これら4節には望闕礼を執り行うこととなっており、朝鮮王と王世子は明制の官服である冕服を着て、王城漢城より明の皇帝に向けて遥拝儀礼を行って、百官と共に万歳三唱した。
このように、明の蕃王である朝鮮国王の臣下としての立場は明確であり、後に秀吉が明遠征を先導せよなどと唆したことは全く受け入れられない要求であった。
1591年5月、秀吉の国書を受けた朝鮮（後述）では、宗主国である明に奏聞するべきかどうか議論になった。東人派の間では情勢の不明の内に奏聞するのは混乱させるだけで、波風を立てると否定的で、奏聞の代わりに聖節使に任命した金応南に事情を説明させることにした。ところが明では、すでに4月に琉球を訪れた商人陳申が通報し、それが福建と浙江の巡撫という地方官僚を介して正式な報告として上げられていた。しかも内容は日本が明侵攻を計画し朝鮮がその先導役となるというものであって、明は朝鮮が日本と共謀しているのではないかとの疑念を抱いていた。遼東巡撫に兵を派して国境の警備を固めさせるとともに、朝鮮の情勢を内偵させた。
明は8月に来訪した金応南の説明に満足し、朝鮮節使を慰労して銀2万両を送った。ところが、入れ替わり遼東都司から征明嚮導の真偽を詰問する文書が、同じ頃に朝鮮朝廷に届いて彼らは驚愕した。慌てた朝鮮朝廷では、柳成龍と崔岦が作成した朝鮮国王名義の陳倭情報奏文 を韓応寅に持たせて急派した。その間も9月には薩摩の在日明国人の医師許儀俊の「すでに朝鮮は日本に服属して征明嚮導に協力しようとしている」 という追いうちとなる報告が明にあり、また琉球王国からも使者が来て奏聞された。鄭迥や蘇八といった帰化中国人の複数の情報筋からも、朝鮮が日本に服属したという内容が明には届けられていた。
1592年正月頃に明の朝廷に陳奏文が提出され、改めて日朝交渉の経緯を詳しく説明したが、朝鮮通信使を日本に送った事実はひた隠しにされ、中国人による通報などは朝鮮に対する誣告であると非難するばかりで、日本の出兵計画を大それたことで虚偽だと片づけていた。このため結果的に明が「征明嚮導」の疑念を払拭するには至らず、戦役が起こった後も、明の猜疑心は消えなかった。むしろ（朝鮮がないと言っていた）朝鮮出兵が現実のものとなったことで明側の疑念は深まったのであった。遼東の明将らは朝鮮朝廷を難詰し、指揮権の統一にも反対して、朝鮮民衆の日本軍協力を疑い、朝鮮に対しては一定の距離を置いた。

### 朝鮮の内情
権威の後ろ盾を明に求めた李成桂は、軍師であった鄭道伝の進言により、国内を、仏教を崇めた高麗時代とは一転して、朱子学を国教 とすることで道徳秩序のある儒教国家として繁栄させようとした。しかし鄭自身が王子の序列争いに巻き込まれて斬首されるなど朝鮮王朝の動乱は収まらなかった。兄達を蹴落として王位を奪った李芳遠の後を継いだ世宗以後の君主は平和に腐心して儒学思想を極端に信奉するようになったが、かえって人臣の間に家長的名分主義や排他主義が蔓延し かつ争いは止まなかった。官人となるためには誰もが儒学を学ばねばならなかったが、書院ごとに儒生は徒党をなして、官人になってからも先輩につき従って政権掌握を目指すようになって、士禍と党争が始まったからである。勲旧派（中央貴族層）と士林派（新興両班層）との争いの次は、士林派から分裂した東人派（改革）と西人派（保守）の争いがあり、東西両派の争い時に文禄の役が始まったが、東人派はさらに南人派と北人派に分裂するなど、戦時下にもかかわらず一向に党派争いは収まらず、団結することはなかった。結果としては朝廷の秩序はしばしば乱され、王や后、王子、外戚、中央と地方の両班が、絶え間ない勢力争いに明け暮れて、陰謀や粛清を数世紀に渡って続けたことで、国力は浪費され、人臣には混乱が生じ、国家は衰退をきたした。
このような内紛を繰り返した李氏王朝から民心が離れていた、日本側に協力する民がいたほどであったという内容の記述は、ルイス・フロイスの著作にも見られる。当時の朝鮮王である宣祖（李昖）は、儒学の発展と講学には非常に熱心であったが、極端に権威主義的で、しばしば逆鱗に触れて家臣に厳罰を降す気まぐれな王で、政治に飽き、徳がなく、人民に好かれていなかっただけでなく、後の両戦役の章で述べるがいくつもの致命的な判断の誤りを犯した。このため朝鮮の史料においてすら、宣祖実録（25年5月の条）には「人心恨叛し、倭と同心」と認め、宣祖が「賊兵の数、半ばが我が国人というが、然るか」と臣下に尋ねたと記述されており、王都を捨てて逃亡する王には、民事を忘れて後宮を厚くすることを第一として金公諒（寵姫仁嬪金氏の兄）を重用したと非難が集まり、投石する百姓が絶えずに衛兵もこれを止めることができなかったという。また、金誠一の『鶴峯集』にも「倭奴幾ばくもなし、半ばは叛民、極めて寒心すべし」 という記述があった。（後述）
『壬辰戦乱史』の著者である李炯錫によれば、朝鮮が「分党政治と紀綱の紊乱、社会制度の弊害と道義観の堕落、朝臣の無能と実践力の微弱性、軽武思想と安逸な姑息性、事大思想と他力依存性、国防政策の貧困」などの弱点を露呈していたことが侵略を受ける間接的要因となったと総括する。また後述するが、当時の朝鮮半島の人口は日本の1/4に過ぎなかったことも留意したい。

## 動機に関する諸説
秀吉が明の征服とそれに先立つ朝鮮征伐、すなわち「唐入り」を行った動機については古くから諸説あるが、どれも確証には至っておらず、歴史上の謎の一つであると言われている。
動機について現在知られている説は以下の通り。。
鶴松死亡説（鬱憤説）

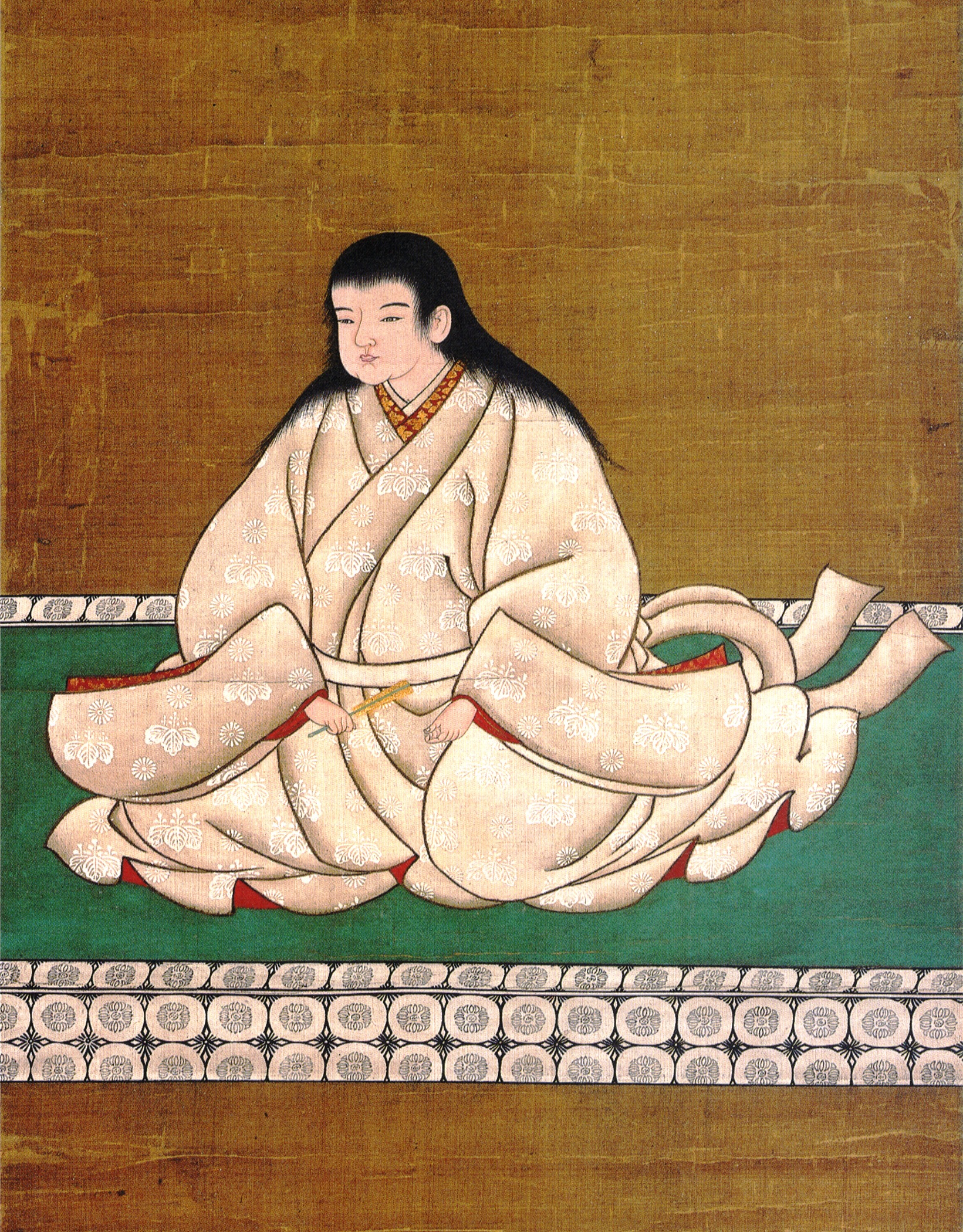
豊臣秀吉の嫡男（次男）であったが、夭折してしまった鶴松（棄丸）（妙心寺所蔵）

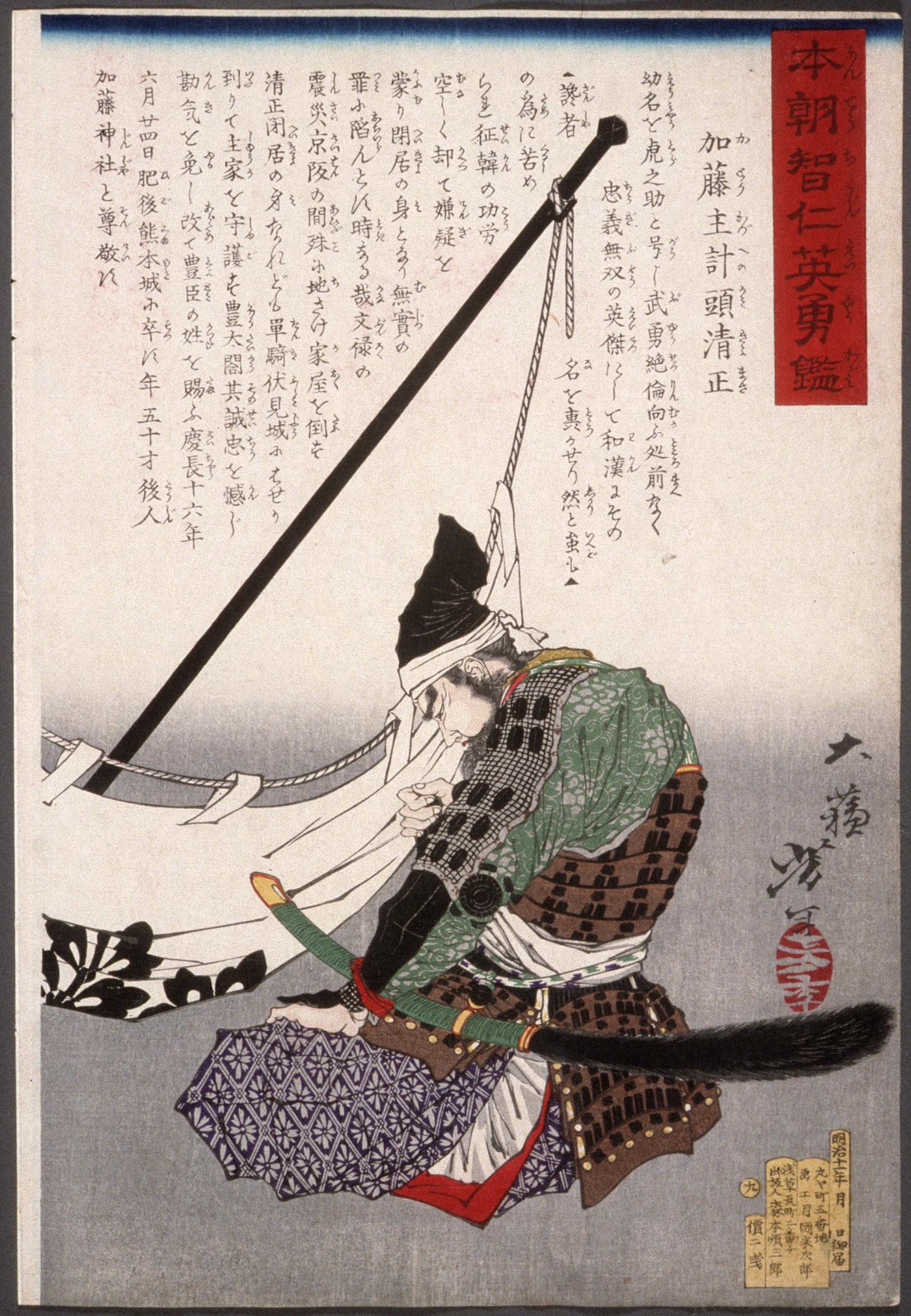
『本朝智仁英勇鑑』加藤主計頭清正

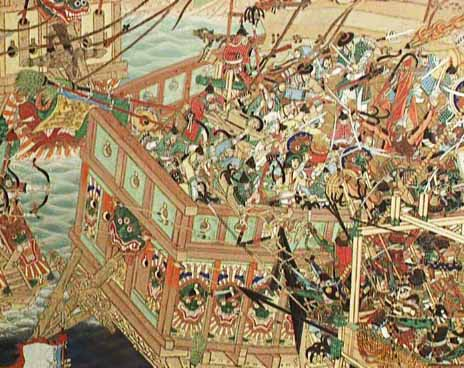
『朝鮮戦役海戦図屏風』昭和16年前後／太田天洋（明治17-昭和21）

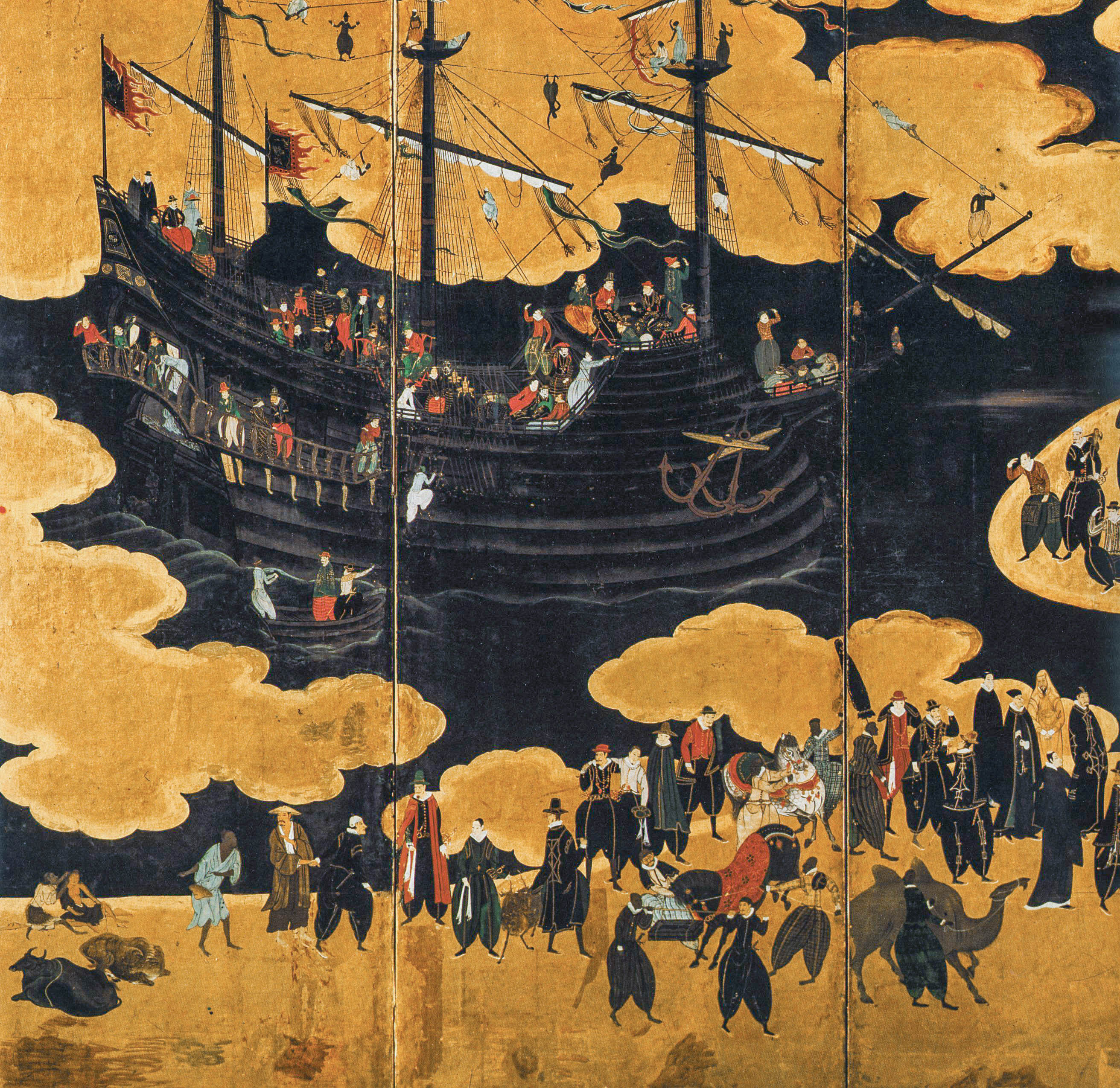
狩野内膳の『南蛮屏風』

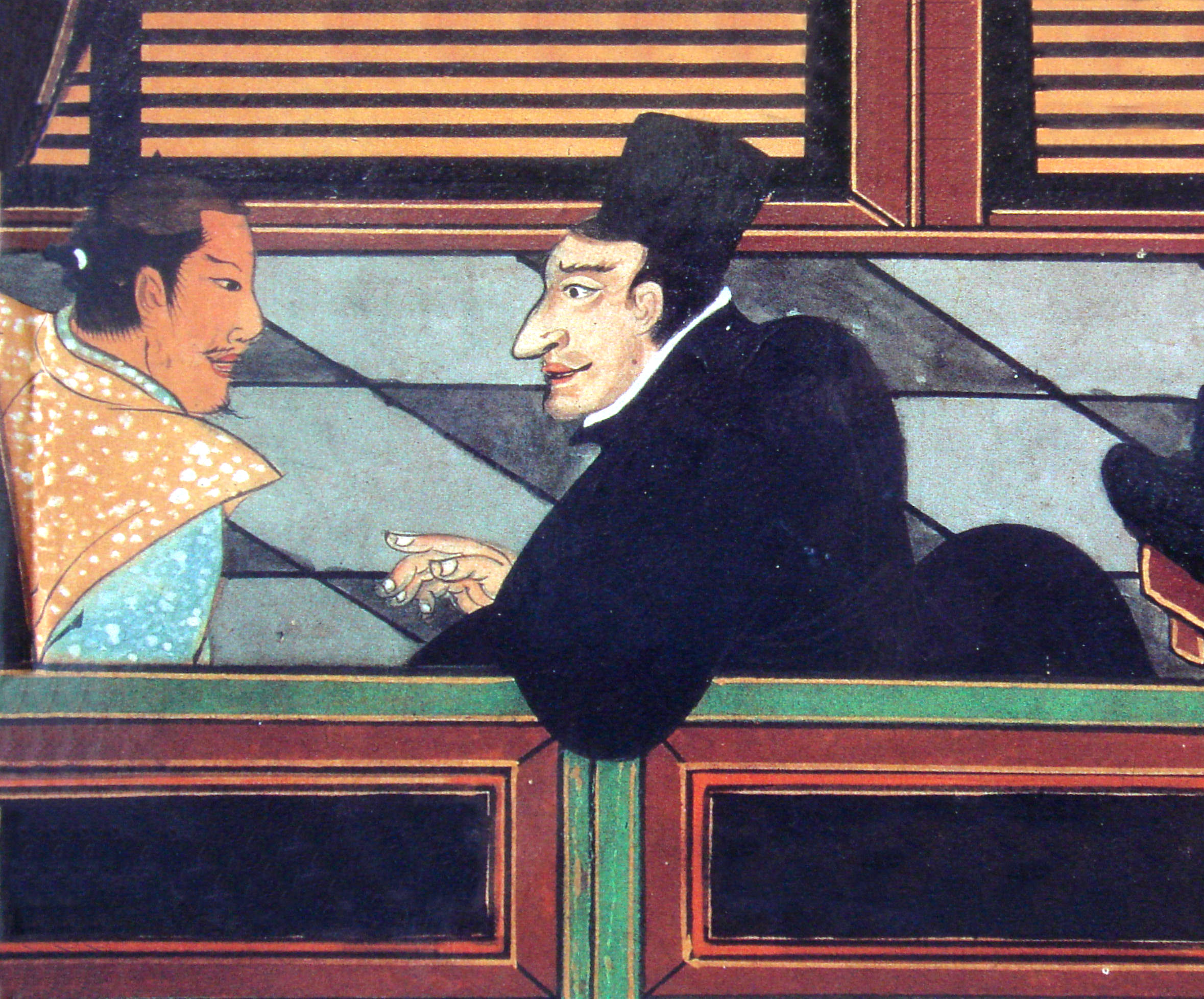
イエズス会員と日本人

1591年（天正19年）正月、征明の遠征準備を始めさせた秀吉であったが、その直後（日付の上では2日後）に弟である豊臣秀長が病死、さらに8月には豊臣鶴松の死という不幸が相次いだ。秀吉は相次ぐ身内の死に悲嘆に暮れたが、その極みに至って、却って自らの出陣と明国を隠居の地とする決意を新たにしたと、秀吉と同時代人の貴族である近衛信尹が『三藐院記』にて記している。征明の決意を公に表明したのは愛息の死の直後であった。林羅山はこれを受けて『豊臣秀吉譜』において「愛児鶴松を喪ったその憂さ晴らしで出兵した」という説を書き、『朝鮮征伐記』など様々な書籍でも取り上げられている。しかし、二人が死ぬ以前より｢唐入り｣の計画はすでに実行段階に入っていたと考えるのが自然であり、順序から考えれば(秀吉が彼らの訃報にどう接したかは別として)これを動機と直接結びつけるのは不自然な点が多い。東洋史学者池内宏も同様の批判をした上で「後人のこじつけ」であると否定的に評した。
功名心説（好戦説/征服欲説）
遠征動機を秀吉の功名心とする説の根拠は、秀吉が朝鮮に送った国書に「只ただ佳名を三国に顕さんのみ」と端的にその理由を述べている点にある。このため動機の一つであることは容易に推定できるのであるが、江戸前期の儒学者貝原益軒 が、欲のために出兵するは“貧兵”であり、驕りに任せた”驕兵”や怒りに任せた“忿兵”でもあって、天道に背いたが故の失敗であったと批判したのを皮切りとして、道義に適わぬことがしばしば問題とされた。道学者の道徳的批判に過ぎないと言えばそれまでだが、功名心に対する価値観は（第二次世界大戦の）戦前と戦後でも劇的変化があり、動機と評価を合わせて考える場合は、英雄主義による賛美が大義なき戦争という批判に変わったことに留意すべきであろう。歴史家徳富蘇峰は秀吉を英雄と賛美しつつも遠征動機を端的に「征服欲の発作」と述べた。
動乱外転説
江戸後期の儒学者である頼山陽も、国内の動乱を外に転じるための戦役だったという説を唱えて有名だった。明治期の御雇教授マードックも、国内の安定のために諸大名の資源と精力を海外遠征で消費させる方策であったという見解を示した。『日本西教史』の著者ジャン・クラッセの場合は「太閤は日本の不平黨が叛逆すべき方便を悉く除去せんと欲し、その十五萬人を渡海させしめ」船を呼び戻して「軍隊再び日本に帰るを妨げ、飢餓困難に陥り死に就かしめんと欲する」 とまで細かく書いている。しかし、この説の矛盾は、秀吉が遠征の失敗を予期したことを前提にしている点である。実際に出征した諸将を見れば、子飼い武将を含む譜代や外様でもより身近な大名が中心で、徳川家康のごとき最も警戒すべき大老は出征しなかった。豊太閤三国処置などから判断すると出征した諸将に大きな報奨・知行を与えるつもりで、逆に秀吉は遠征の成功を信じて疑わなかったのである。池内宏はこれを「机上の空論」と評し、（敗北主義的な頼山陽の説が気に入らない）蘇峰も国内の諸大名に「秀吉に喰って掛るが如き気概はなかった」として「架空の臆説、即ち学者の書斎的管見」と完全否定している。
領土拡張説
急成長を遂げてきた豊臣家は、諸将の俸禄とするために次々と新たな領地の獲得を必要としていたという説は、戦国大名としては当然のこととして当初より検証なく受け入れられてきた。功名を立てることと領土獲得はしばしば同じことであるため両説は重複して主張されることがあるが、歴史学者中村栄孝は秀吉は名声不朽に残さんがために「当時わが国に知られていた東洋の諸国をば、打って一国と為すのを終局の希望として、海外経略の計画は進められていた」 と大帝国建設が目的だとし、「政権確立のため、支配体制の強化を所領と流通の対外的拡大に求め、東アジア征服による解決を目指していた」 とも述べた。また、中村は「その目的も手段も、殆ど海内統一に際して群雄に臨んだ場合と異なることがなかった」 と書状等から分析し、諸国王が諸大名と同様に扱われたことを強調。蘇峰も秀吉は朝鮮を異国とは思わず「朝鮮国王は、島津義久同様、入洛し、秀吉の節度に服すべきものと思った」とした。これらの見解は、天下統一の達成が日本列島に限られるという現代の国境概念の枠中で考えることを否定するものでもあった。
勘合貿易説（通商貿易説/海外貿易振興説）
秀吉の戦略は可能な限り平和的手段で降服させるように努めてそれに従わないときにのみ征伐するというものであったが、海外において明との勘合貿易の復興や通商貿易の拡大を目指したときに、朝鮮が明との仲介要請を拒否したことが、朝鮮出兵の理由であったという説は、日本史学者田中義成や辻善之助、柏原昌三など多くの学者が唱えてきたものである。秀吉の平和的外交を強調する一方、侵略の責任の一端が朝鮮や明にあったことを示唆する主張として、しばしば批判を受けた説であったことも指摘せねばならないが、この説の問題点はむしろ貿易が当初からの目的と考えるには根拠が薄いことである。
歴史学者の田保橋潔が「どの文書にも勘合やその他の貿易についての言及はない」 と批判したように、肝心の部分は史料ではなく想像を基にしている。蘇峰は「秀吉をあまりにも近世化した見解」ではないかと疑問を呈した。日明交渉において突如登場した勘合貿易の復活の条件が主な論拠となるが、中村栄孝が「明國征服の不可能なるを覚った後、所期の結果とは別に考慮されたものに他ならない」 と述べたように当初からの目的だったか疑わしいうえに、秀吉が万暦帝の臣下となることを前提とする「勘合」と「冊封」の意味を秀吉本人が理解していなかったという説 もあって、慶長の役の再開理由が単に朝貢（勘合貿易）が認められなかっただけでなく、朝鮮半島南部領有（四道割譲）の拒否にもあったのであればこの説は成り立たないと指摘された。ただし、名古屋大学名誉教授三鬼清一郎は領土拡張説と勘合貿易説は二者択一ではないと主張してこれに異議を唱え、対外領土の拡張も対明貿易独占体制の企ての一部であるとした。また歴史学者鈴木良一は、豊臣政権の基盤は弱く商業資本に依存していたと指摘し、商業資本による海外貿易の拡大要求が「唐入り」の背景にあったとした。
国内集権化説（際限なき軍役説）
国内の統一や権力集中あるいは構造的矛盾の解決のための外征であったとする説も多数存在するが、豊臣政権の統治体制が未完で終わったために検証できないものが多いのが難点である。
日本史学者である佐々木潤之介の話によると、「全国統一と同時に、集権的封建国家体制建設＝武士の階級的整備・確立と、統一的な支配体制の完成に努力しなければならず、統一的支配体制の完成事業は、この大陸侵略の過程で推進した」 と指摘した。同じく朝尾直弘も家臣団内部の対立紛争を回避し、それらを統制下におくための論理として「唐国平定」が出てきたとし、惣無事令など日本国内統制政策の際にも「日本の儀はいうに及ばず、唐国までも上意を得られ候」という論法を用いていたことから、大陸を含む統合を視野にいれていたとし、朝鮮出兵による軍賦役を利用して身分統制令を課して新しい支配＝隷属の関係を設定したと論じた。貫井正之教授は「大規模な海外領土の獲得によって、諸大名間の紛争を停止させ、全大名および膨張した家臣団をまるごと統制下に組み込もうとした」と論じ、構造的矛盾を解決する必要不可欠なものであったと主張した。
日本史学者の山口啓二も「自らの権力を維持するうえで諸大名への『際限なき軍役』の賦役が不可避であり、戦争状態を前提とする際限なき軍役が統一戦争終結後、海外に向けられるのも必然的動向である」と主張し、「秀吉の直臣団は少数の一族、子飼いの武将、官僚を除けば、兵農分離によって在地性を喪失した寄せあつめの一旗組が集まって軍隊を構成しており、戦功による恩賞の機会を求めていたので、豊臣氏自体が内側で絶え間なく対外侵略を志向して、麾下の外様大名を統制するために彼らを常に外征に動員し、豊臣氏の麾下に管理しておかなければならなかった」と説明した。
国内統一策の延長説
これは統一が軍事的征服過程であるという従来見解を否定する点が特徴の説で、歴史学者の藤木久志も天下統一＝平和を目指す秀吉にとって惣無事令こそが全国統合の基調であったとし、海賊禁止令は単に海民の掌握を目指す国内政策だけでなく海の支配権＝海の平和令に基づいており、全ての東アジア外交の基礎として位置付けられたとし、「国内統一策つまり惣無事令の拡大を計る日本側におそらく外国意識はなく、また敗戦撤退の後にも、敗北の意識よりはむしろ海を越えた征伐の昂揚を残した」 と述べた。対明政策は勘合の復活、すなわち服属要求を伴わない交易政策であるが、朝鮮・台湾・フィリピン・琉球には国内の惣無事令の搬出とでもいうべき服属安堵策を採るなど、外交政策は重層性が存在し、秀吉は「朝鮮に地位保全を前提とした服属儀礼を強制」して従わないため出兵した。結果的に見れば戦役は朝鮮服属のための戦争であるが、それも国内統一策の延長であったと主張した。
東アジア新秩序説
下剋上で生まれた豊臣政権は、従来の東アジアの秩序を破壊する存在であったとする説。明・中国を中心とした東アジアの支配体制・秩序への秀吉の挑戦であったという考えは、戦前においては朝鮮半島の領有を巡って争った日清戦争の前史のように捉えるものであり、明治時代前後に支持を得た。しかし頼山陽の『日本外史』にある秀吉が日本国王に冊封されて激怒したという有名な記述は近代以前に流布された典型的な誤解 であり、基本的な史実に反する点があった。史料から秀吉自身が足利義満のように望闕礼を行ったと十分に判断でき、史学的には秀吉が意図して冊封体制と崩そうとしたという論拠は存在しないといっていい。
しかし一方で、16世紀と17世紀の東アジアにおける明を中心とする国際交易秩序の解体によって加熱した商業ブームが起き、この時期に周辺地域で交易の利益を基盤に台頭した新興軍事勢力の登場を必然とし、軍事衝突はこの「倭寇的状況」が生み出したという岸本美緒教授や、「戦国動乱を勝ちぬいて天下人となった豊臣秀吉が、より大きな自信と自尊意識をもって、国際社会に臨んだのは、当然のなりゆき」 という村井章介名誉教授など、秀吉が冊封をどう考えていたかに関係なく、統一国家日本が誕生したこと自体が東アジアの国際情勢に変動を促した要因であったとする東アジア史からの指摘もある。論証も十分ではないという批判 もあるが、動機とは異なるものの世界史の中での位置づけという観点からこの説は一定の意味を持つ。
また、ケネス・スオープ米ボール州立大学準教授（現・南ミシシッピ大学教授）が「日本と朝鮮の間の戦争だとの見方はやめるべきだ」として「明（中国）を中心とした東アジアの支配体制・秩序への秀吉の挑戦。これは日本と中国の戦争だ。秀吉軍の侵攻直前に明で内乱が起きたため、明はすぐに兵を送ることができなかったが、朝鮮の要請ではなく、自分の利益のために参戦した」と述べ地政学的見地から日中衝突の必然性をもって説明する学者もいた。
こうした見方に対して、東洋史学者の新宮学は秀吉が述べたとされる『豊太閤三国処置太早計』から読み解けるのは、秀吉の発想は完全な明の冊封体制の焼き直し（従来の東アジアの秩序の継承）に過ぎない、としている（詳細は後述）。
キリシタン諸侯排斥説
ルイス・フロイスやジャン・クラッセ、『東方伝道史』のルイス・デ・グスマンなど同時代の宣教師達が主張した説で、「基督（キリスト）信者の勇を恐れ之を滅せんことを謀り、戦闘の用に充て戦死せしめんと欲し、若し支那を掌握せば基督信者を騙して支那に移住せしめん」 と秀吉が考えていたという。
戦役がバテレン追放令やキリシタン弾圧と重なり、同じ頃フィリピンやインドに伸ばした秀吉の外交が彼らの目にはキリスト教世界全体に対する攻撃と映っていた可能性はあるが、小西行長を筆頭としてキリシタン大名は排斥されておらず、そのような事実はなかった。動乱外転説に似ているが、排斥対象がキリスト教徒に限定されているところに特色がある。
元寇復讐説
秀吉が元寇の復讐戦として文禄慶長の役を起こしたという説は、辻善之助が「空漠なる説」 と一蹴しており、事実とはかけ離れたものである。しかし、特に根拠のない俗説の類であるとしても、朝鮮の書物においても交渉当事者であった景轍玄蘇が言及していたことが記録されており、信じる者は当時からいたようである。
しかしそれ以外でも大名や武士の間でも噂にあり、この当時ではないが遡ること信長が討たれ明智を討つと権力を掌握した時に、予想のできなかった信長の死という悲しみと混乱の中で、まずこれから国をどうするか真っ先に取り掛かる問題として、外国からの侵略対策の問題に真っ先に当たらないといけないとの考えを強く持っており「日本は以前外国から国の存滅に関わる大きな攻撃を受けたこと（即ち元寇の意）から、それをどうにかしないといけない」と来る日も来る日も悩んでいたという側近の記録が残っている。天下統一の最初から、国内ではなく海外の中での日本をどうするかで頭を中でいっぱいであった。それ故に、その兆候に沿ったことを生涯で他にはほとんど行っておらず晩年になって該当するその通りに実行していることから、朝鮮出兵は最初からその未来の構想を立てていて人生の最後にそれを実行した可能性や影響を受けた一つの理由とも考えられる。
朝鮮属国説（秀吉弁護説）
異端の儒学者山鹿素行が主張したもので、神功皇后の頃より「凡朝鮮は本朝の属国藩屏」なのだから従わぬ朝鮮を征伐して「本朝の武威を異域に赫（かがやか）すこと」は至極当然であるというもの。功名心説（好戦説）が道義的批判を受けた反撥から生まれた儒者的論法だが、動機や原因というよりも単なる称賛であり、しかも朝鮮征伐は本来の目的ではなく秀吉に古代の知識があったかも疑わしいとして、国家主義者の蘇峰すら「恰好たる理屈を当て嵌めたものに過ぎぬ」 と評した。

## 原因

### 秀吉の唐国平定構想

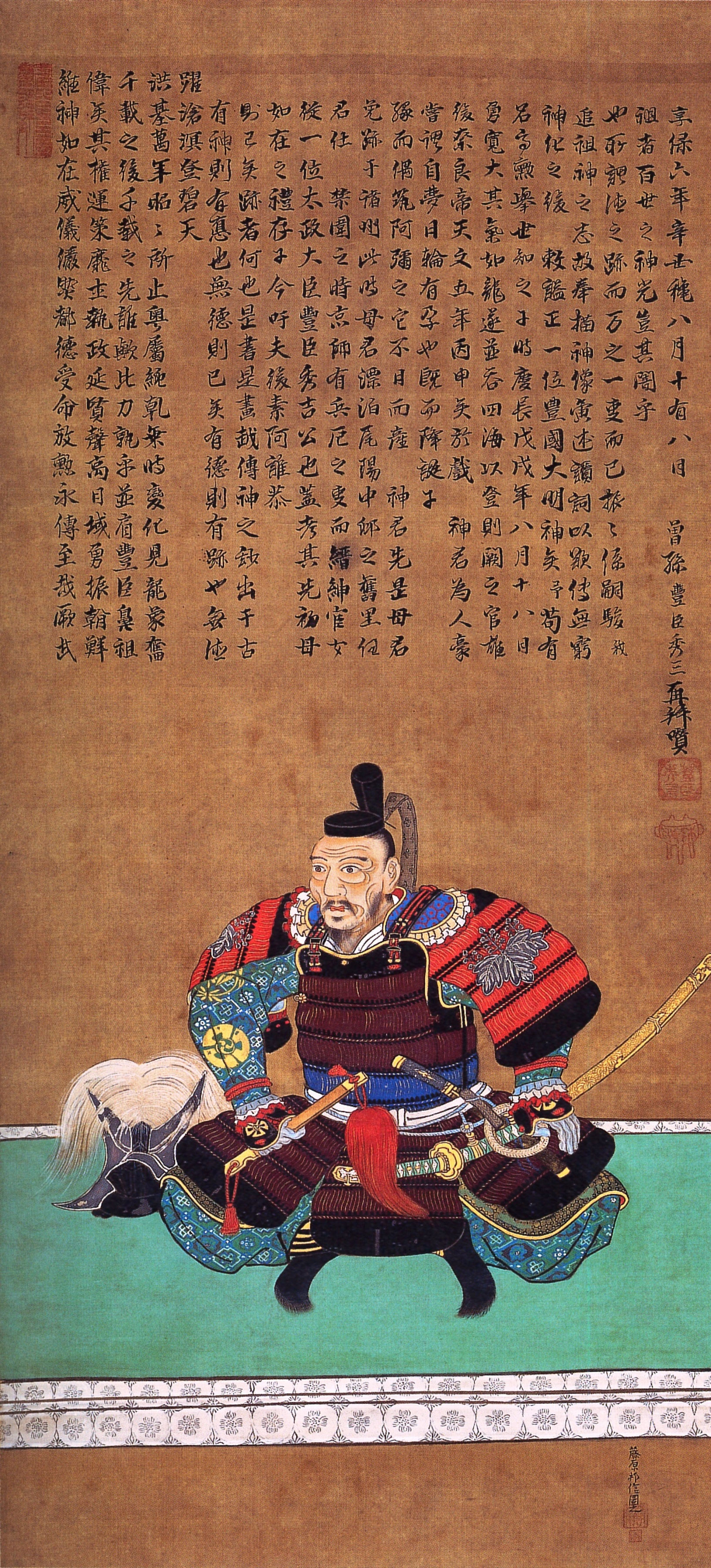
豊臣秀吉坐像（狩野随川作）

秀吉は、日本の統一を完成させるよりもかなり前から海外侵攻計画を抱いていた。これは秀吉が仕えた織田信長の支那征服構想 を継ぐものだったと広く信じられているが、実はこの説は根拠に乏しい。信長の夢に従って朝鮮に近い筑前守を請うて拝命したというのも俗説である。『朝鮮通交大紀』に現れる明との貿易を開こうと通交の斡旋を朝鮮に仲介を依頼した者（右武衛殿）を信長であるとするのは人物誤認であって、これを基に信長の遺策を秀吉が受け継いだという説 がかつてあったが、それは辻褄が合わない のであり、信長の影響については想像の域を出ない。
天正5年（1577年）10月、信長から播磨征伐を命じられた秀吉が「中国征伐の後は九州を退治し、更には進んで朝鮮を従へ、明を征伐する許可を請うた」という有名な逸話 は、堀正意が『朝鮮征伐記』に載せて江戸時代から広く信じられており、原典を確認できないので史実とは明言できないが、何らかの由来があった可能性はある。
しかしながら秀吉本人が海外進出の構想を抱いていたことを示す史料は、天正13年（1585年）以降のものに存在し、史学的には1585年が外征計画を抱いた初めであろうとされる。関白就任直後の同年9月3日、子飼いの直臣一柳市介（直盛の兄）の書状で「日本国ことは申すにおよばず、唐国まで仰せつけられ候心に候か」という記述がそれである。
天正14年（1586年）3月 には、『日本西教史』によると、イエズス会準管区長ガスパール・コエリョに対して、国内平定後は日本を弟秀長に譲り、唐国の征服に移るつもりであるから、そのために新たに2,000隻の船の建造させるとしたうえで、堅固なポルトガルの大型軍艦を2隻欲しいから、売却を斡旋してくれまいかと依頼し、征服が上手く行けば中国でもキリスト教の布教を許可すると言ったという記録がある。
同年4月、毛利輝元への朱印状14カ条のなかの「高麗御渡海事」という箇所で外征の計画を披露し、6月の対馬宗義調への帰順を促す書状でも九州のことが終わり次第、高麗征伐を決行すると予告した。また8月5日の安国寺恵瓊と黒田孝高への朱印状でも、九州征伐の後の「唐国」ついても沙汰があったと記述があった。
天正15年（1587年）になると登場頻度は増え、話も徐々に具体化した。九州征伐の後、泰平寺で相良家家臣で連歌師の深水宗方に謁見した際、秀吉は「もはや日本もすでに統一した。この上兵を用いるならば高麗琉球ならん」 と述べて和歌を所望。宗方はこれに応えて、「草も木もなびきさみだれの 天のめぐみは高麗百済まで」と詠んで、大いに気に入られたという出来事があった。5月9日、秀吉夫妻に仕える「こほ」という女性への書状において、「かうらい国へ御人しゆつか（はし）かのくにもせひはい申つけ候まま」と記し、九州平定の延長として高麗（朝鮮）平定の意向もあることを示している。6月1日付で本願寺顕如に宛てた朱印状の中にも「我朝之覚候間高麗国王可参内候旨被仰遣候」と記している。
妙満寺文書（5月29日付）によれば、秀吉は北政所に宛てた手紙で、壱岐対馬に人質を求めて出仕を命じただけでなく、朝鮮に入貢を求めて書状を出したこと、唐国まで手に入れようと思うと述べていた。小早川文書によれば、10月14日付の肥後国人一揆後の佐々成政の処罰について、「唐南蛮国迄も従へんと欲するによって、九州の如きは五畿内同前に平定さねばらぬ」と秀吉が述べた という。
秀吉の唐国平定計画は、長期的に順を追って進められており、しかも日本統一の過程と手段や方法が同一であって、諸国王を諸大名と同列に扱ったことに特色と一貫性があった。明への入朝要求はことごとく無視されたことから、その道中の朝鮮は前段階となった。（後述） 九州征伐の後に日朝交渉は始まっていて、鶴松の誕生や小田原征伐、大仏建立などで中断はあったが、以後はもはや遠征は単なる構想ではなかった。
天正20年（1592年）6月、すでに朝鮮を併呑せんが勢いであったとき、毛利家文書および鍋島家文書には「処女のごとき大明国を誅伐すべきは、山の卵を圧するが如くあるべきものなり。只に大明国のみにあらず、況やまた天竺南蛮もかくの如くあるべし」との秀吉の大気炎が残されている が、それは誇大妄想などではなくて計画があったのである。（関連話）

### 日朝交渉の決裂

#### 征明嚮導
天正15年（1587年）5月初旬、薩摩川内に在陣中に（すでに秀吉に帰順していた）宗義調の使者として佐須景満 と家臣の柳川調信、柚谷康広の3名が来て、秀吉に拝謁を願い出た。彼らは秀吉が前年に予告した朝鮮出兵（高麗征伐）を何とか取り止めてもらい、貢物と人質を出させることでことを済ませることはできないかと請願に来たのである。しかし、九州征伐を成し遂げたばかりの秀吉は、次は琉球、朝鮮だと考えており、聞き入れなかったばかりか、朝鮮国王自らが入朝することを要求し、それが無い場合は征伐するとした。そして彼ら宗氏を朝鮮との交渉役に命じて、入朝を斡旋させる任務を与えた。6月7日、帰路の箱崎で宗義調と宗義智の親子に謁見して、直にその旨を重ねて厳命した。このように宗氏に強い態度に出た背景としては、琉球が島津に従属したように、朝鮮も対馬に従属していると秀吉が誤解していたためである。ルイス・フロイスも「朝鮮は年毎の貢物として米一万俵を対馬国主に納めていた」と書いていて、このような認識は秀吉に留まらず、当時の一般的なものであったことが分かっている。ところが実際にはこの米というのは朝鮮側から倭寇防止のために下賜される歳賜米のことで、量も僅か100石に過ぎず、対馬・宗氏は朝鮮貿易に経済を依存していて、逆に従属的な立場であり、対外的には嘘を吐いていたに過ぎなかった。前述のように偽使を用いて苦労して朝鮮との関係を修復したところだった。秀吉の難題への対応を苦慮した彼らは形式的にでも双方を満足させねばならず、折衷案がないかと模索した。
9月、宗氏は柚谷康広を日本国王の偽使（橘康広）として渡海させ、秀吉の日本統一を告げたうえで、新国王となった秀吉を祝賀する通信使の派遣を朝鮮側に要請した。これは通信使を朝鮮国王入朝の代わりとして事態を収めようという配慮であったが、朝鮮側は書簡の文言が傲慢であると主張し、朱子学に凝り固まった宣祖も「これまでの国王を廃して新王を立てた日本は簒奪の国であり」 大義を諭して返せと命じた。それを受けた大臣らは「化外の国には礼儀に従って」 接する必要はないとして、水路迷昧 を理由に要請を断った。日本側には記録はない が朝鮮側の記録 によると、報告を受けた秀吉は激怒し、交渉失敗は裏切りの結果であるとして柚谷康広を一族共々処刑したといわれる。
期限を越えても1年間進展なかったので、天正17年（1589年）3月、秀吉は朝鮮国王遅参を責め、入朝の斡旋を再び宗義智 へ命じた。6月、義智は博多聖福寺の外交僧景轍玄蘇を正使として自らは副使となり、家臣の柳川調信や博多豪商島井宗室など25名を連れて朝鮮へ渡った。漢城府で朝鮮国王に拝謁した一行は、重ねて通信使の派遣を要請し、宗義智は自らが水先案内人を務めるとまで申し出た。ところが朝鮮側は先に誠意を見せろと数年前に倭寇が起こした事件を持ち出して、対馬へ逃亡したと疑われる朝鮮人の叛民・沙乙背同（サウルベドン）なる人物の引き渡しを要求した。義智もこれに応えてすぐに柳川調信を対馬に帰し、沙乙背同と数名の倭寇を捕縛して連行 させたので、断る理由がなくなった朝鮮側はついに通信使の派遣に応じた。返礼に宗義智は孔雀と火縄銃 を献上した。

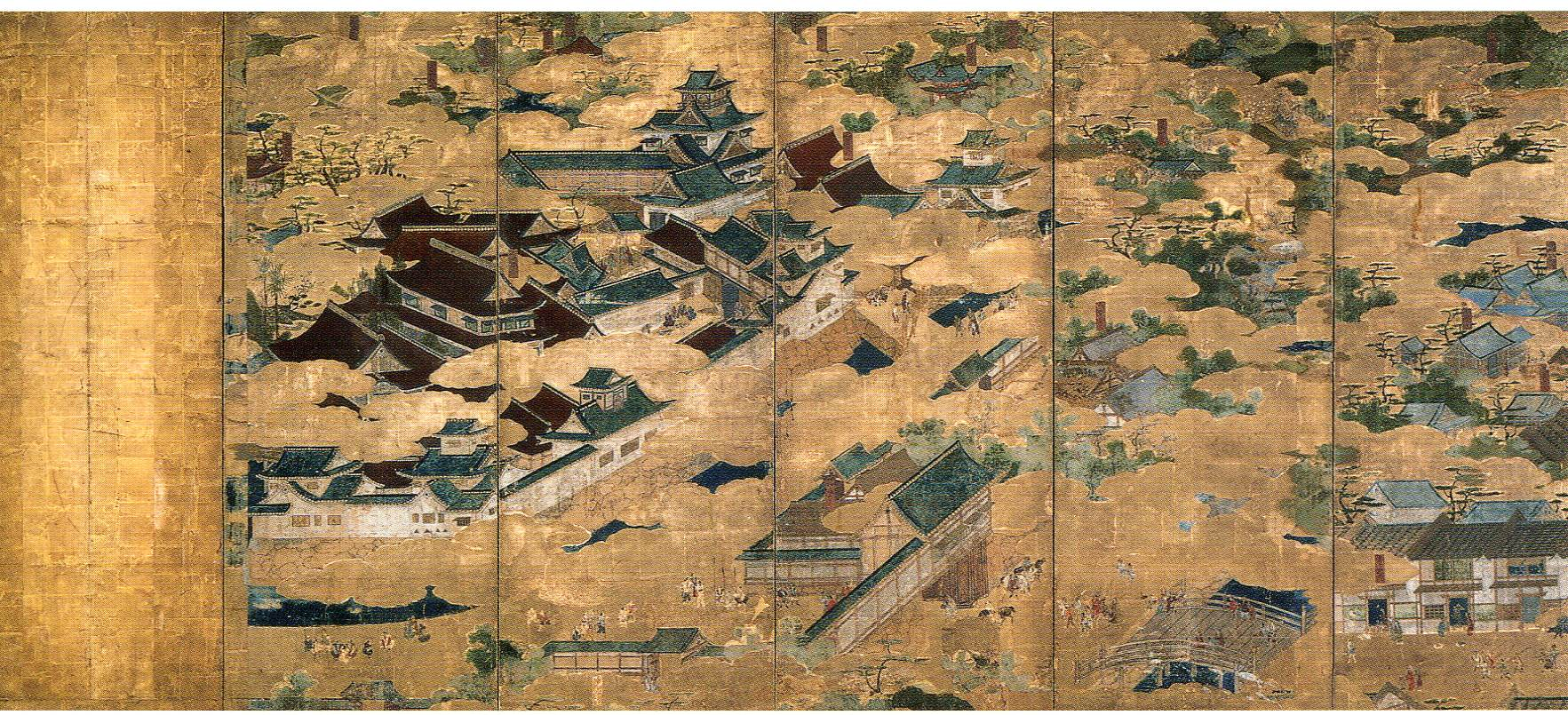
『聚楽第図屏風』の一部分（三井記念美術館所蔵）
京都の秀吉の政庁であった聚楽第

天正18年（1590年）3月に漢城府を発した通信使は、正使に西人派の黄允吉、副使に東人派の金誠一、書状官許筬（許筠の兄）ほか管楽衆50余名という構成で、4月29日に釜山から対馬に渡って滞在1ヶ月した。このとき金誠一が宴席に轎（駕籠のこと）に乗って後からやってきた宗義智を無礼と怒ったので、謝罪に轎夫を斬首にするという事件があった。京都に到着したのは7月下旬で、大徳寺を宿とした。しかし秀吉は小田原征伐と奥州仕置のために9月1日まで不在で、凱旋後もしばらく放置された。
11月7日になってようやく秀吉は聚楽第で引見したが、義智とその舅小西行長が共謀して通信使は服属使節であると偽って説明して、秀吉は朝鮮は日本に帰服したものだと思い込んでいたようである。それで秀吉は定められた儀礼もほとんど行わずに、国書と贈物（入貢）を受け取っただけで満足し、中座して赤子の鶴松を抱いて再び現れて、使者の前で小便を漏らした我が子を笑い、終始上機嫌だった。対等な国からの祝賀の使節のつもりだった通信使一同は侮辱と受け取り憤慨したが、正使と副使にはそれぞれ銀400両、その他の随員にまでも褒美の品々が分け与えられ、功が労われた。もちろん返答の用意もなく、儀礼に反すると通信使が抗議した後で、僧録西笑承兌が起草し、堺で逗留していた一行に国書が届けられた。
その内容は、秀吉自らは「日輪の子」であるという感生帝説を披露して帝王に相応しい人物であると主張したうえで、大明国を征服して日本の風俗や文化を未来永劫に中国に植え付けるという大抱負を述べ、先駆けて「入朝」した朝鮮を評価して安堵を約する一方で、「征明嚮導」つまり明遠征軍を先導をすることを命じ、応じるならば盟約はより強固になるとするものだった。そして全ては「只ただ佳名を三国に顕さんのみ」と秀吉個人の功名心を誇示してもいた。文章を一読した通信使は属国扱いに驚愕して宗義智と玄蘇に抗議した。玄蘇は秀吉の本意とは異なる嘘の説明で誤魔化していたので、それを信じた金誠一は誤字であると考えた「閣下」「方物」「入朝」の文字の書き換えを要求して食い下がったが、もはや一刻も早く帰還すべきと考えていた黄允吉はそのままで出立した。天正19年（1591年）1月に対馬に到着。2月に朝鮮に帰国し、玄蘇と柳川調信が同行した。

#### 仮途入明
天正19年（1591年）3月、通信使は朝鮮国王に報告した。しかし、彼らが来日中に朝鮮朝廷では政変があって西人派の鄭澈が失脚して東人派の柳成龍が左議政となっていた。黄允吉が「必ず兵禍あらん」と戦争が切迫している事実を警告したが、対抗心をむき出しの金誠一が大げさであると横やりを入れ、全否定して口論になった。柳成龍が同じ東人派の金誠一を擁護して彼の意見が正しいことになり、黄允吉の報告は無視された。通信使に同行した軍官黄進はこれを聞いて激怒し、「金誠一斬るべし」といきり立ったが周囲に止められた。人事の変更と若干の警戒の処置は取られたが、対日戦争の準備はほとんど行われなかった。「倭軍」の能力を根拠なく軽視したり、そもそも外寇がないとたかを括る国内世論で、労役を拒否する上奏が出されるほどだった。
玄蘇と柳川調信 が東平館に滞在中、宣慰使（接待役）呉億齢らは日本の情勢を聞き出そうと宴席を設けた。すると（秀吉ではなく宗氏の意向を汲む）玄蘇は「中国（明）は久しく日本との国交を断ち、朝貢を通じていない。秀吉はこのことに心中で憤辱を抱き、戦争を起こそうとしている。朝鮮がまず（このことを）奏聞して朝貢の道を開いてくれるならば、きっと何事もないだろう。そして、日本六十六州の民もまた、戦争の労苦を免れることができる」 と主張した。しかし、これは朱子学の正義に合わないため、金誠一は大義に背くと批判し、口論となった。玄蘇は「昔、高麗が元の兵を先導して日本を攻撃した。日本がこの怨みを朝鮮に報いようとするのは当然のことだ」 と熱くなって反撥したので、朝鮮側はこれに対して何も言い返さなかった。5月、朝鮮朝廷は「日本は朋友の国で、大明は君父である」として仮途入明の要求を拒否し、宗氏が別に要求した斉浦と監浦の開港も拒否した。玄蘇と調信は国書を手に対馬に戻った。
同年6月、玄蘇の復命を受けてすぐに宗義智は再び渡海し、釜山の辺将に対して「日本は大明と国交を通じたい。もし朝鮮がこの事を（明に）奏聞してくれるならとても幸いであるが、もしそうしなければ、両国は平和は破られるだろう」と警告を発し、再交渉を要望した。辺将はこれを上奏したが、朝鮮朝廷では先の玄蘇らの言動を咎め、秀吉の国書の傲慢無礼さを憤激していたところだったので、何の返事も与えなかった。義智は10日間待ったが、断念して不満足のまま去った。これ以降、日本との通信は途絶えた。釜山浦の倭館に常時滞在していた日本人もだんだんと帰国し、ほとんど無人となったため、朝鮮ではこのことを不審に思っていた。（関連話）

### 朝鮮半島経由の理由
秀吉が唐国平定計画を目指しながら直接に明に向かわず、その第一歩として当初より朝鮮に圧力をかけ、帰服か軍の通過を許すかの選択を強要しようとした理由の一つとして、日本の航法が江戸時代になってからも「地乗り航法（沿岸航法）」であったことが説明として挙げられる。「山あて」と呼ばれる周囲の景色の重なり具合から自分の位置を知る方法が主流であったため、船団が沿岸を目視できる範囲から離れることは危険で、濫りに大洋を横断することはできなかった。このため日本水軍は、九州北部の肥前名護屋（現唐津市と玄海町）などから出航して、壱岐（勝本）→対馬南部（厳原）→対馬北部（大浦）→釜山と順次進んで海峡を横断し、朝鮮半島南部沿岸を西回りで北上する必要があったのである。最短ルートから外れた済州島は無視された。

## 準備

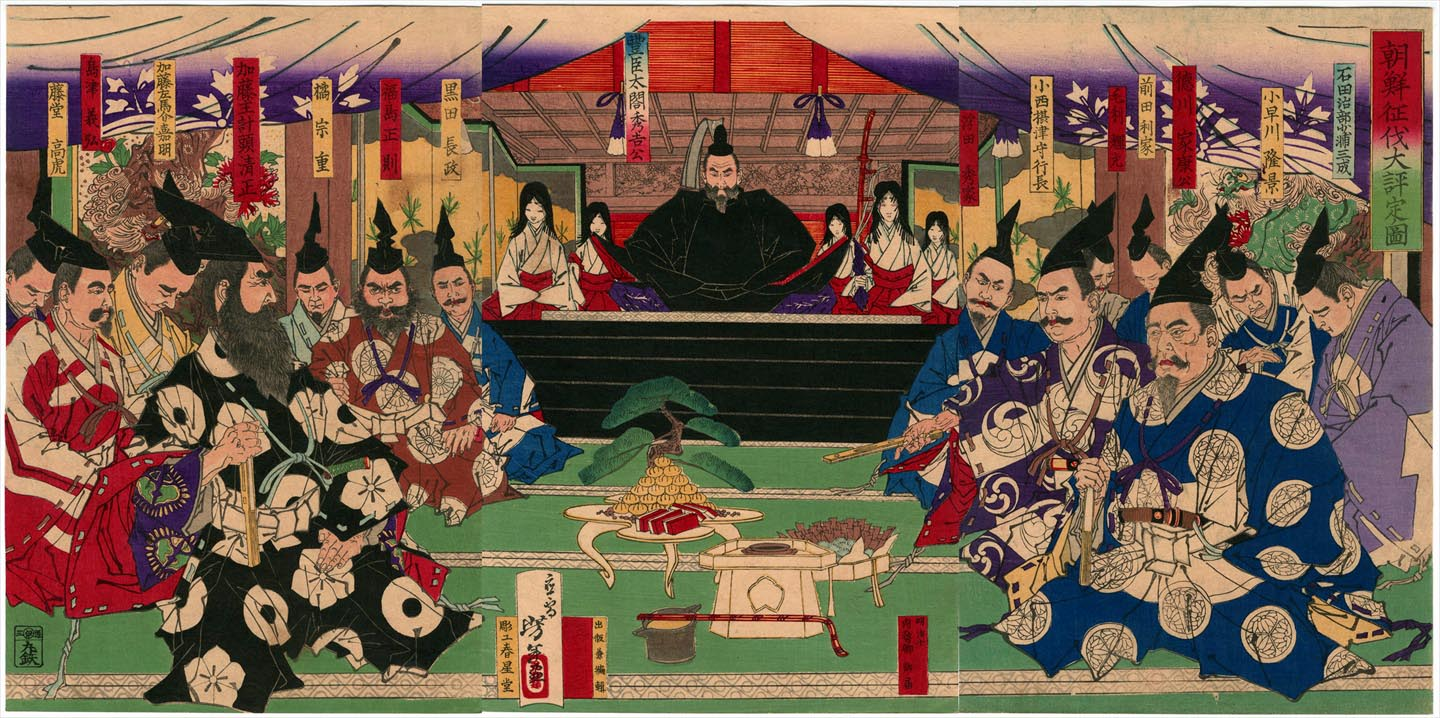
『朝鮮征伐大評定ノ図』（月岡芳年作）新撰太閤記の一場面

天正19年1月20日、秀吉は（明の）遠征準備を始動した。常陸以西、四国、九州、日本海の海沿い諸国大名に号令を発して、10万石に付き大船2艘を準備するように命じ、港町は家百軒につき10人の水主（かこ）を出すこと、自分の蔵入地（筑前・摂津・河内・和泉に集中）には10万石に付き大船3艘、中船5艘を造ること、建設費は半額を奉行より支出し、残額は竣工の上で交付するとした。また水主は2人扶持とし、残される妻子にも給金を与えることを約束し、船頭は給米を与えて厚遇するとした。また船等は摂津、播磨、和泉に翌年までに集合することを命じた。また大船の大きさは長さ18間（33メートル）で幅6間（11メートル）と定められていた。
同年末にかけて軍用軍資金として通貨を大量に生産させた。金貨は花紋があるため太閤花降金と称し、銀貨は花降銀とも石見銀とも呼ばれた。糧米は48万人分が集積され、秣も相応に準備された。各地の街道や橋の整備修復も命じられた。
また朝鮮の地図が作製され、八道を五色で塗り分け、慶尚道を白国、全羅道を赤国、忠清道・京畿道を青国、江原道・平安道を黄国、咸鏡道を黒国、黄海道を緑国と命名し、諸将に配られた。

### 名護屋城築造
天正19年8月23日、秀吉が「唐入り」と称する征明遠征の不退転の決意が、改めて諸大名に発表された。宇喜多秀家が真っ先に賛成したといわれ、五大老のうち徳川家康は関東にいて不在であったが、他の大老、奉行は秀吉の怒りを恐れて不承不承の賛意を示した。このために秀家は、後に秀吉の名代として総大将を任じられることになる。決行は翌年春に予定され、（秀吉は帰順したと考えていた）朝鮮を経由して明国境に向かうというこの遠征のために、国を挙げて出師の準備をさらに急ぐように促された。12月27日には秀吉は関白職を内大臣豊臣秀次に譲って、自らは太閤と称して外征に専心するようになった。
秀吉は遠征軍の宿営地として名護屋城築造を指示した。黒田孝高に縄張りを命じて、浅野長政を総奉行とし九州の諸大名に普請を分担させた。また、壱岐を領する松浦隆信にも勝本に前哨基地となる風本城の築城を命じた。
名護屋城の建設予定地は、波多氏の領土でフロイスが「あらゆる人手を欠いた荒れ地」と評した 場所であったが、完成した名護屋城には全国より大名衆が集結し、「野も山も空いたところがない」と水戸の平塚滝俊が書状に記した ほど活況を呈し、唐入りの期間は日本の政治経済の中心となった。

### 最後通牒
年明けて天正20年（1592年）正月、総21軍（隊） に分けられた約30万よりなる征明軍の編成が始まった。2月に渡海し半島を伝って明に攻め込む予定で、4軍までを先発させることまで決まったが、速い展開に焦った小西行長と宗義智がまず朝鮮帰服の様子を確かめるべきだと進言して、計画は急遽、停止を強いられた。これは彼らが朝鮮通信使が来たことだけをもって朝鮮が入朝した（帰服した）と嘘をついてことを進めていたことを、秀吉が度外視して明征服を実行に移そうとしていたので、不安になったためだった。
行長は嘘を取り繕うために帰服した朝鮮が変心したと新たな嘘で説明し、征明軍に道と城を貸すのを拒否していると言ったようである。朝鮮交渉の不首尾に面目を失った行長であるが、責任は朝鮮側に転嫁し、平伏して最後の交渉と相手が従わぬ場合には、自らが先鋒を務めることを願い出た。1月18日、秀吉はそれを許し、両名に3月末までに様子を見極めて復命するように指示。もし朝鮮が従わないのならば、4月1日になったら（まず朝鮮から）「御退治あるべし」と出征開始の号令が出された。これによって征明軍は征朝鮮軍となった。
秀吉が配下の将に伝達した文書に「高麗国の御使」として両名が派遣されたことは確認できるが、1月から3月末までの間、再び玄蘇を派遣した以外は特に行動した様子はなく、行長と義智は朝鮮には赴かなかった。それはすでに無駄であると分かっていたからに他ならない。結局、仮途入明の要求なども平和のためなどではなく、欺瞞を重ねた結果に過ぎなかった。
2月27日、京都で秀吉は東国勢の到着を待っていて家康の手勢が少ないのを怒り不機嫌となったというが、これが俗説としても出陣の延期が続いて人々は不安がっていたようだ。秀吉が吉日である3月1日に出陣の儀をするつもりだったが、眼病を患って延期した。3月13日、「高麗へ罷（まか）り渡る人数の事」の軍令が発表され、日本軍の先駆衆が9隊に再編成される陣立てが新たに示された。ようやく26日早朝、秀吉は御所に参内して後陽成天皇に朝鮮出兵を上奏して、京を出立した。この間も第一軍（隊）は3月12日に壱岐から対馬へ移動し、後続も渡海を開始。23日からは第一軍は対馬の北端の豊崎に移動して待機していた。
他方、最後通牒の役目を担った玄蘇は改めて朝鮮国王が入朝して服属するか、さもなくば朝鮮が征明軍の通過を許可するように協力を交渉していたが、朝鮮側の返事は要領を得なかった。すでに期日が過ぎた4月7日、玄蘇は対馬へ帰還して朝鮮側の拒絶の意志を伝えた。
道中、緩々と厳島神社に参拝して、毛利氏の接待を受けていた秀吉の大行列が名護屋城に着陣したのは、すでに戦端が切られた後の4月25日であった。

### 日本軍陣立

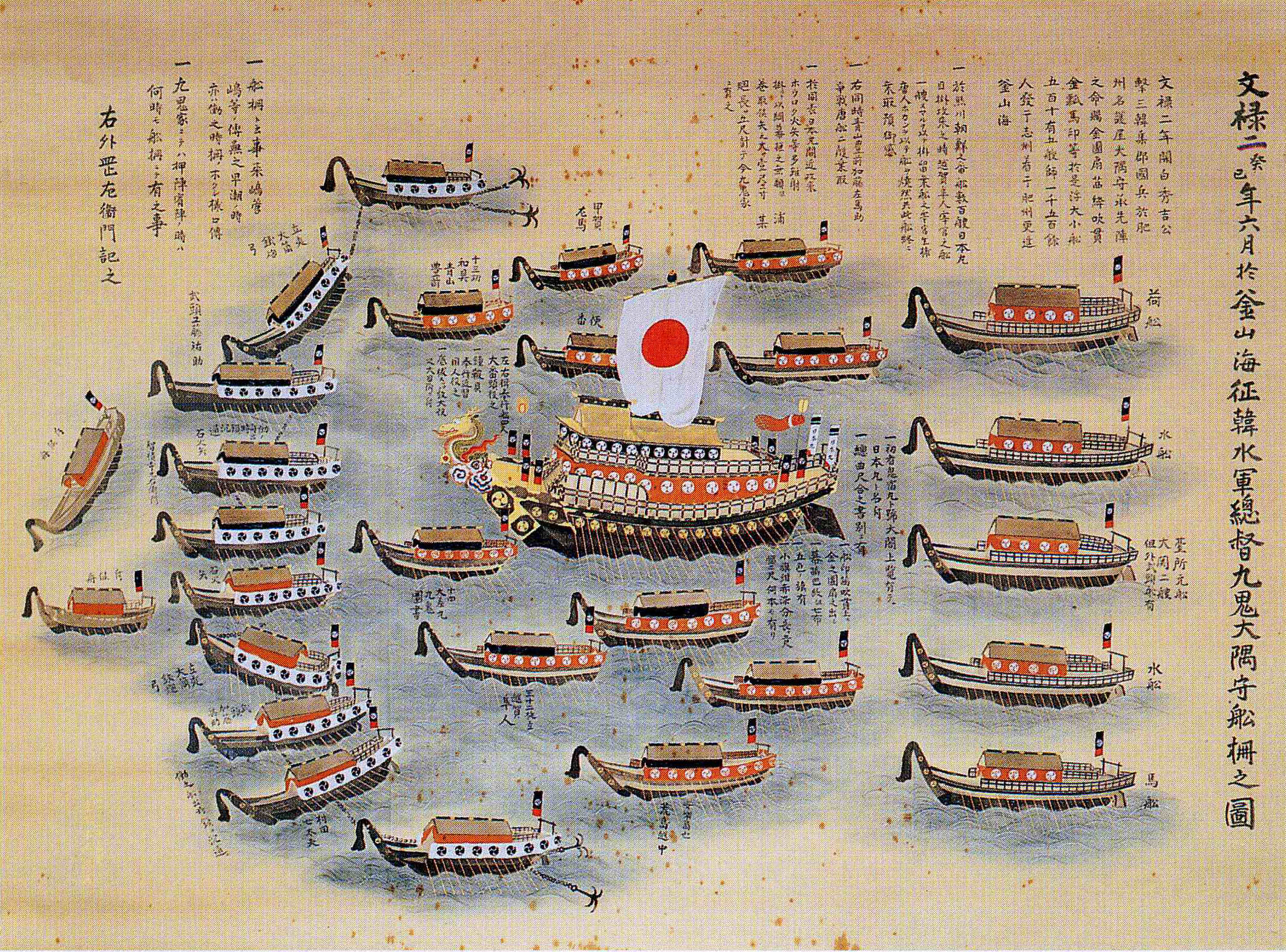
『九鬼大隅守舩柵之図』, 真ん中の巨船は安宅船日本丸で、九鬼嘉隆の乗艦として前後役で活躍し無事に帰還した。

天正20年3月15日、軍役の動員が命じられ、諸国大名で四国・九州は1万石に付き600人、中国・紀伊は500人、五畿内は400人、近江・尾張・美濃・伊勢の四ヶ国は350人、遠江・三河・駿河・伊豆までは300人でそれより東は200人、若狭以北・能登は300人、越後・出羽は200人と定めて、12月までに大坂に集結せよと号令された。ただしこれらの軍役の割り当ては一律ではなくて、個別の大名の事情によって減免された。動員された兵数の実数はこの8割程度ともいわれる。
主として西日本方面（西海道、南海道、山陰道、山陽道）では全面的に兵が動員されたが、東日本方面（畿内以東）では動員数が減らされた。主として西日本の大名が朝鮮へ出征し、家康などの東日本の大名は肥前名護屋に駐屯した。
兵は諸侯の石高の大小に比例して動員されたため、数万人を出す大身者から、数百人を出す小身者まで様々で、これらを組み合わせて一隊が編成され、主としてその中の大身者を指揮者とした。また豊臣譜代の諸侯が外様の諸侯を指揮することとした。加藤清正や小西行長らが鍋島直茂・宗義智・松浦鎮信らを指揮下に置いたのはその例である。
全体としては概算で、名護屋滞在が10万、朝鮮出征が16万〜20万となった。ただし、この数字には人夫（輸卒）や水夫（水主）などの非戦闘員（補助員）が含まれていた。非戦闘員の割合は各隊でまちまちで、文禄の役における島津勢では約4割であった が、立花勢では約5割で、五島勢では約7割にも及んだ。なお、非戦闘員から兵員に転用されたという記述が後に出てくるため、これらが完全に戦闘に関与しなかったわけではないようである。
当時、日本全国の総石高は約2000万石であり、一万石あたり250人の兵が動員可能とした場合、日本の総兵力は約50万人であった。文禄の役で動員された25万〜30万の兵数は、日本の総兵力の約半分程であった。なお、豊臣秀吉の四国征伐時の豊臣軍の兵力は約10万、九州征伐時、小田原征伐時は約20万であった。
軍の構成は以下の通りであった。脚注のない数字は主に毛利家文書 と松浦古事記 による。実際に出陣したことが分かっている武将の中に表記がないものがある毛利家文書は明らかに省略されており、7番隊以後や名護屋在陣衆（旗本含む）はより詳しい松浦古事記を参考にした。先駆衆の毛利輝元 までは順次出立したが、宇喜多秀家より後の部隊は戦況に合わせて出陣しており、順番も異なって、隊として行動していたようにも見えない。首都漢城の行政を任された奉行衆や、占領地の統治を命じられ各地に分散した8番隊、あるいは伊達や佐竹など在陣衆からの増援もあった。渡海時期のよく分からない部隊もある。当初は秀吉や家康を含めた全軍が渡海する予定であったが、何かにつけて周囲が出陣を押しとどめたので、実現しなかった。
日本水軍の規模は9千人から1万人ほどであった。陸上部隊の数字の中にも若干の水軍衆が含まれていたと思われるが、それらを含めても水軍の総数は多くとも約1万数千人程度で、その主力は淡路水軍と紀伊水軍であった（来島系以外の村上水軍は小早川・毛利隊の中に含まれる）。
日本軍
- 統監軍・総計101,315人[注 49]（名護屋城滞陣）

- 旗本・計27,695人

- 前備衆・計5,740人

富田左近将監…650人
金森長近・金森可重…800人
幡谷大膳大夫…170人
戸田勝成…300人
奥山盛昭…350人
池田長吉…400人
小出吉政…400人
津田信成…500人
上田重安…200人
山崎家盛…800人
稲葉重通…470人
市橋長勝…200人
赤松則房…200人
滝川雄利（羽柴下総守）…300人
- 弓鐵砲衆・計1,755人

大島雲八…200人
野村直隆…250人
木下延重…250人
船越景直…175人
伊藤長弘…250人
宮部藤左衛門尉…130人
橋本道一…150人
鈴木孫三郎…100人
生熊長勝…250人
- 馬廻衆 14,900人（木下吉隆、足利昌山 ほか、人物多数）
- 後衛衆 計5,300人

羽柴信秀（織田信秀）…300人
長束正家…500人
古田織部正…130人
山崎定勝…250人
蒔田広定…200人
中江直澄…170人
生駒修理亮…130人
生駒主殿頭…100人
溝口大炊介…100人
河尻秀長…200人
池田彌右衛門…50人
大塩与一郎…120人
木下秀規…150人
松岡右京進（九郎次郎）…100人
有馬豊氏…200人
寺沢広高…160人
寺西正勝…400人
福原長堯…500人
竹中重門…200人
長谷川守知…270人
矢部定政…100人
川勝秀氏…70人
氏家行継…250人
氏家行広…150人
寺西直次…200人
服部正栄…100人
間島氏勝…200人
- 予備軍

- 在陣衆・計73,620人

徳川家康…15,000人
豊臣秀保…10,000人
　　（15,000人）
前田利家・前田利長…8,000人
　　（10,000人）
織田信包…3,000人
結城秀康…1,500人
織田信雄…1,500人
上杉景勝…5,000人
蒲生氏郷…3,000人
佐竹義宣…3,000人弱
伊達政宗…1,500人
最上義光…500人
森忠政…2,000人
丹羽長重…800人
京極高次…800人
里見義康…150人
堀秀治・堀親良…6,000人
　　 （7,000人）
青木一矩…1,000人（1,400人）
毛利秀頼…1,000人
木下勝俊…1,500人
村上頼勝…2,000人
溝口秀勝…1,300人
木下利房…500人
水野忠重…1,000人
宇都宮国綱…500人
秋田実季…250人
津軽為信…150人
南部信直…200人
本多康重…100人
那須資晴（那須衆）…250人
真田昌幸・真田信繁…700人
足利国朝…300人
石川康長…500人
日根野高吉…300人
北条氏盛…200人
仙石秀久…1,000人
木下延俊…250人
伊藤盛景…1,000人
- 出征軍・総計158,800人（総計195,100人[117] または総計205,570人[118]）

- 第一軍「朝鮮国先駈勢」（名護屋より出撃）

- 一番隊・計18,700人

宗義智（先導役）…5,000人（大石智久ほか）
小西行長（先鋒）…7,000人
松浦鎮信…3,000人
有馬晴信…2,000人
大村喜前…1,000人
五島純玄（宇久純玄）…700人（水主を含む）
- 二番隊・計22,800人（計20,800人）

加藤清正…10,000人（8,000人）
鍋島直茂…12,000人（波多三河守…2,000）
相良長毎（頼房）…800人
- 三番隊・計11,000人（計12,000人）

黒田長政…5,000人（6,000人）
大友吉統（義統）…6,000人
- 四番隊・計14,000人

毛利勝信（森吉成）…2,000人
島津義弘…10,000人（琉球与力）
高橋元種、秋月種長、伊東祐兵、島津忠豊ら…計2,000人
- 五番隊・計25,100人

福島正則…4,800人（5,000人）
戸田勝隆…3,900人（4,000人）
長宗我部元親…3,000人
蜂須賀家政…7,200人
生駒親正…5,500人
来島通之（得居通幸）と来島通総…700人（水軍）
- 六番隊・計15,700人

小早川隆景…10,000人（安国寺恵瓊ほか）
小早川秀包…1,500人
立花鎮虎（宗茂）…2,500人
高橋統増…800人
筑紫広門…900人
毛利輝元…30,000人（毛利秀元、吉川広家ほか）
- 第二軍「朝鮮国都表出勢衆」

- 七番隊・計17,200人（計19,200人）

宇喜多秀家（総大将）…10,000人（対馬で待機、軍監黒田孝高など）
- 奉行衆

増田長盛…1,000人（3,000人）
石田三成（総奉行）…2,000人
大谷吉継…1,200人
前野長康…2,000人
加藤光泰…1,000人
- 八番隊・計15,550人

浅野幸長…3,000人
宮部長煕…1,000人（2,000人）
南条元清…1,500人
木下重堅（荒木重堅）…850人
垣屋恒総…400人
斎村政広…800人
明石則実…800人
別所吉治…500人
中川秀政…3,000人
稲葉貞通…1,400人
服部春安…800人
一柳可遊（一柳右近）…400人
竹中重利（軍目付）…300人
谷出羽守…450人
石川康勝…350人
- 九番隊・計25,470人

豊臣秀勝 / 織田秀信…8,000人　長岡忠興（細川忠興）…3,500人　（壱岐で待機）
長谷川秀一（羽柴藤五郎）…5,000人
木村重茲…3,500人（3,000人）
太田一吉（軍目付）…120人（160人）
牧村利貞（政吉）…700人（750人）
岡本重政…500人
糟屋武則…200人
片桐且元…200人
片桐貞隆…200人
高田豊後守…300人
藤掛三河守…200人
小野木重勝…1,000人
古田兵部少輔…200人
新庄直定…300人
早川長政…250人
森重政（毛利兵橘）…300人
亀井茲矩…1,000人（水軍）
- 軍目付

竹中重利、太田一吉、熊谷直盛
- 日本水軍

- 船手衆・計8,750人

九鬼嘉隆（船大将）…1,500人（志摩鳥羽）
藤堂高虎…2,000人（紀伊粉河）
脇坂安治…1,500人（淡路洲本）
加藤嘉明…1,000人（淡路志知）
来島通之・来島通総…既記（伊予来島）
菅平右衛門…250人（淡路岩屋）
桑山小藤太・桑山貞晴…1,000人（紀伊和歌山）
堀内氏善…850人（紀伊新宮）
杉若伝三郎…650人（紀伊田辺）
- 舟奉行（兵員物資輸送の監督）

- 高麗（朝鮮）

早川長政、森高政、森重政（あるいは森吉安）、宮城豊盛
- 壱岐

一柳可遊、加藤嘉明、藤堂高虎
- 対馬

服部春安、九鬼嘉隆、脇坂安治
- 名護屋

石田三成、大谷吉継、宮部継潤、岡本重政、牧村利貞

## 文禄の役

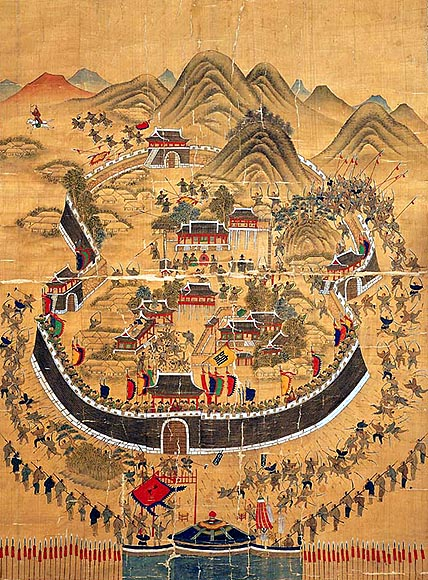
『東萊城殉節図』 序盤戦では逃亡する朝鮮将が多かったが、府使宋象賢は不十分な防備の東萊城で死守を試みて殺害された。

### 序盤戦

#### 釜山と東萊城の攻略
天正20年4月12日午前8時、日本軍の一番隊の宗義智と小西行長は700艘の大小軍船で対馬・大浦を出発し、午後2時過ぎに釜山に上陸した。絶影島にいた釜山僉使鄭撥は偶然この船団に出くわして慌てて城に戻った。義智は「仮途入明」を求めるという内容の書を投じて、念のために服従の意思を再度確認したが、無視された。13日朝、義智は釜山鎮の城郭への攻撃を開始し、昼までに城は落城した。鄭撥（釜山僉使）は戦死し、日本軍が斬った首は1,200余りにのぼった(甫庵太閤記では斬首8,000)。同じ頃、行長も多大鎮の砦を攻撃したが、これは一昼夜かかり、夜襲して翌日に陥落させた。多大鎮守備隊指揮官（多大浦僉使）尹興信は戦死した。時を同じくして、西平浦の砦も陥落した。これによって釜山周辺の鎮圧が完了した。
朝鮮軍は緒戦で衝撃的な大敗をして釜山周辺の沿岸部分を失った。
朝鮮水軍の方でも、慶尚左水使朴泓が慶尚左水営（釜山佐自川）を棄てて山中へ逃亡。巨済島の慶尚右水営から急行した慶尚右水使元均は、地域一帯に混乱が広がって為すすべがないまま、敵に奪われるのを恐れ、ほとんど全ての水軍船舶(主力艦の板屋船を含む)を戦わずして沈めると、玉浦万戸李雲龍、所非浦権管李英男、永登万戸禹致績らを連れて、4隻に分乗して昆陽へ撤退した。なお、朝鮮の史書『懲毖録』では元均は自重して交戦を控えたとされるが、『燃藜室記述』では元均は巨済島から出撃したものの地元の漁船を敵船と誤認して自ずから潰走し、彼が留守にした慶尚右水営ではパニックが起こって逃げ惑って圧死する者があったり、倉庫に火をつけて逃げる者があって、営が焼失して帰る場所がなくなったため加徳島に撤退したと書かれている。さらに『懲毖録』では元均は李英男の提言を入れて隣接する管区である全羅左水使李舜臣に救援を求めたが、李舜臣は管轄外であり朝鮮朝廷の命令がないので越権行為でもあるとして5-6度も頑なに拒否したとある。『燃藜室記述』では、李舜臣だけでなく全羅右水使李億祺も全羅左水営（麗水）に集っていたが、共に元均の救援要請を無視。光陽県監魚泳潭は諸将が国難を前に協力しない態度に憤慨してこれを諫めたが、李舜臣は答えなかったという。
いずれにしても、慶尚道水軍は消滅し、全羅道水軍が救援を拒否したことで、日本軍の後続隊は朝鮮水軍に煩わされることなく上陸できるようになった。朝鮮水軍は以後半月間ほど沈黙して目立った行動を採らなかった。
慶尚左兵使李玨は兵営城（蔚山の北方）より来て、一旦、東萊城に入ったが、釜山鎮陥落の悲報を受けて怯え、城を逃げ出しそうとした。東萊府使宋象賢は押し留めて一緒に戦おうと説得したが無駄だった。李玨は僅かな手勢と城を抜け出し蘇山駅に陣を敷いた。4月14日-15日、日本軍が東萊城に次々と到着した。小西行長は「戦わば即ち戦え、戦わざれば即ち道を假（か）せ」と書いた木札を投じたが、宋象賢は木札を投げ返して「死ぬは易く、道を假すは難し」と伝えて、要求を拒絶した。日本軍は15日の明け方に襲撃し、2時間で東萊城は落城、朝鮮軍は3000人が戦死し、500人が捕虜となった。宋象賢（東萊府使）は殺害され、洪允寛（助防将）、趙英珪（梁山郡守）、宋鳳寿（代将）、盧蓋邦（東萊教授）ら諸将も戦死し、李彦誠（蔚山郡守）が捕虜となった。
4月15日、日本軍はこの日さらに無人の慶尚左水営と機張を占領した。慶尚道巡察使金睟は晋州から東萊に向かっていたが、落城を知って北の大邱に向かった。日が暮れてから宗義智隊は梁山に到達し、偵察中に鉄砲を射かけたところ、朝鮮城兵は驚愕して城を捨てて潰走した。無人となった梁山城を翌朝早くに小西主殿助率いる小西・宗両隊先発隊が占領した。城内にそのまま残されていた大量の酒と食事に兵士達は群がり、貪り食って休息した。（梁山城の戦い）
4月16日早朝、釜山から逃げ続けた朴泓がついに漢城府（首都）に達して朝鮮朝廷に日本軍襲来（外寇）を報じた。大臣や備辺司の一同は国王宣祖に面会を求めたが、機嫌が悪くて許されなかった。それで国王抜きで体制を協議し、後日上奏する形として、巡察使に名将李鎰を任命して中路を、左防禦使に成応吉、右防禦使に趙儆をそれぞれ任命して西路と東路を防備させることとし、助防将に劉克良と邊璣を任命して竹嶺と鳥嶺を守らせることにした。また慶州府尹の尹仁涵が臆病者だというので罷免し、邊応星を新たに任命した。しかし、派遣すべき兵士はおらず、諸将は軍官だけを連れて兵は追々集めることになったが、文官偏重の国是のために軍官として登録されていた者すら儒生や官吏などばかりで出征を辞退するものが続出した。李鎰は3日間も出立が遅れ、結局、300名の精兵は後日別将が率いて後から来ることになり、60名の軍官だけを連れて南下した。

#### 慶尚道制圧
4月17日、日本軍の二番隊、三番隊、四番隊（島津隊は遅参）が相次いで釜山に上陸した。早速、二番隊は陸路と海路で梁山と蔚山に向かい、三番隊はそのまま廻航して洛東江の河口の竹島（竹林洞）に着いた。

17日午後、小西行長と松浦鎮信隊は鵲院（じゃくいん）に迫った。密陽府使朴晋は兵を集めて、洛東江左岸に雲門嶺山地が迫る鵲院関の隘路で待ち伏せ、初めて野戦で迎え撃ち、日本軍の進撃を阻止しようとした。しかし、日本軍の斥候がこの敵兵を発見。二手に分かれ、行長の八代衆が正面から攻撃する間に、鎮信の平戸の鉄砲衆が右側面に回り込み、山手から狙い撃った。朝鮮軍は伏兵に驚き、散々撃たれて遁走した。日本軍は追撃して300名余を討ち取った。朴晋は密陽に戻り、兵器倉庫に火を放つと城を捨てて山中に逃れた。

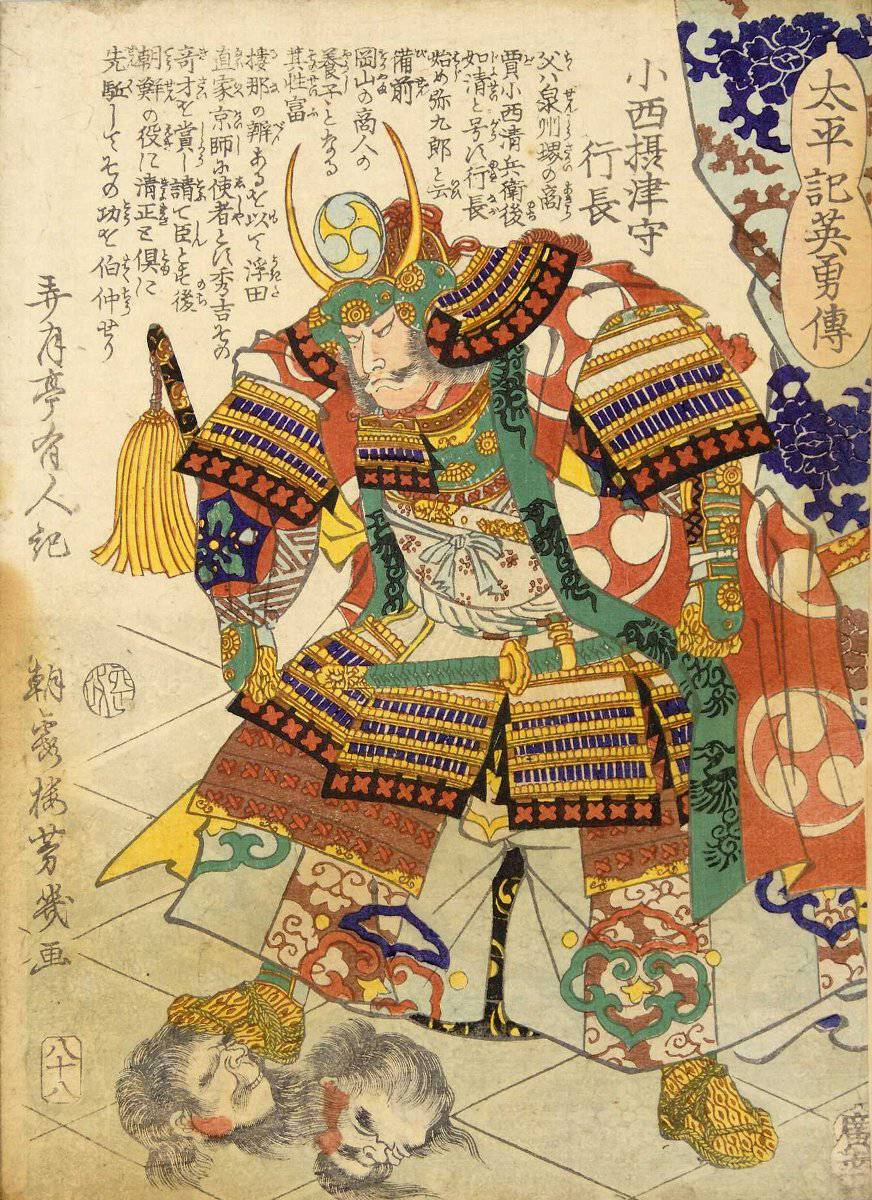
『太平記英雄傳小西摂津守行長（落合芳幾作）』、小西行長は新たな領国とされた肥後の宇土衆・八代衆を率いて、日本では見せたことがないような活躍を見せた。

他方、李玨は蘇山駅の陣を引き払って兵営城に戻り、まず自分の妾と綿布（税金の代わりに徴収するもの）財産を後方に送った。町は恐慌状態で、住民を斬って鎮撫しようしたが無駄だった。城内も戦々恐々としており、敵襲の誤報が日に何度もあった。李玨は暁に乗じて一人で逃げ去ったので彼の軍は崩壊した。
4月18日、小西行長は密陽を占領した。同じ頃、漢城府一番乗りの功を争っていた加藤清正（二番隊）は梁山に達した。行長が密陽から清道、大邱、尚州に進む中路を取ると伝え聞いた清正は、自らは東路を取ることにして道を転じ、翌日、彦陽を占領した。
4月19日、三番隊の黒田長政と大友吉統は海路から安骨浦を攻撃した。朝鮮軍も港から軍船を出して迎撃し、初めて海戦が発生した。しかし、日本軍は押し返して5隻を奪い、上陸して城に迫った。金海府使徐礼元は金海城の城門を閉ざして抗戦したが、日本軍は城外の藁を刈って堀に投げ入れ、埋め立てて城壁をにじり上った。これを見た草渓郡守李惟倹 が西門を開けて逃亡し、それを見た朝鮮城兵も持ち場を捨てて逃げ出したので、止む無く徐礼元も城を脱出して晋州へ落ち延びた。城はたちまち日本軍の占領することとなり、日本軍が斬った首は数千といわれる。
また同じ日、六番隊の小早川隆景が釜山に上陸。五月上旬に後続が上陸を完了するまで同地にあった。また、二番隊の加藤清正と鍋島直茂は連名で長束正家ら秀吉側近の奉行衆に対し、現地は豊富に兵粮が蓄えられていること、小西行長と協議しながら別経路で漢城を目指したいと報告している。
他方、漢城府では、左議政・吏曹判書を兼任する柳成龍が、自身を都体察使に、兵曹判書に腹心の金応南（都体察副使兼任）を任命して、募兵体制を強化した。また申砬を呼び、策を請うた。申砬は「御身は武人ではない。此の際は只速やかに李鎰の後援として、他の猛将を続発せしむべし」 と言い、暗に自分を推挙したので、柳成龍は国王に上奏して申砬を三道都巡察使（慶尚道・忠清道・全羅道の三道の陸軍を統括する官職）に任命した。申砬は名将として誉れ高かったが、人殺しの評判でも恐れられ、一緒に従軍するのを忌避されるほどに人望がなかった。そこで柳成龍が集めた部下を連れていくこととなり、宣祖も李鎰以下誰でも命令に従わぬものはこれで斬れと剣を授けて送り出した。
4月20日、二番隊の加藤清正と鍋島直茂は慶州城を攻撃した。朝鮮城兵は弓で抗戦したが、新任の慶州府尹邊応星はまだ到着しておらず、次官である慶州判官朴毅長は敵の猛攻に恐怖に駆られて逃亡。これで城兵は大混乱に陥り、城内に乱入した日本軍は1500余の首を取った。（慶州城の戦い）
小西行長は4月20日に大邱城を占領し、22日に仁同城を占領。金睟（慶尚道巡察使）は「制勝方略」という事前計画に従い、聞慶以下周辺の守令に檄を飛ばし民を避難させ、大邱に軍兵を集結させ待機していた。ところが、日本軍の急速な進撃を前に招集されたばかりの朝鮮将兵は動揺し、夜の間に脱走して戦う前に軍は潰散してしまった。これによって慶尚道の中路を守る部隊がいなくなった。行長は、23日に浅瀬で洛東江を渡って善山に至った。同じ日、李鎰は尚州城に入ったが、尚州牧使金澥は、出迎えを口実に城を出てそのまま逃亡。城には尚州判官権吉が一人取り残っていたが、一兵もいなかった。李鎰は、結局、900-6000名 程度の農民を集めて即席の軍隊を造らざるを得ず、24日、城外で練兵中に敵襲を受け、包囲攻撃されて壊滅した。李鎰（巡察使）は衣服を脱ぎ捨て裸で逃走、金澥（尚州牧使）も逃走、倭学通事（通訳）景応舜が捕虜となり、李慶流（防禦使兼兵曹佐郎）、権吉（尚州判官）、朴篪（校理）、尹暹（校理）ら諸将が戦死した。
漢城府を出立した申砬は、忠清道で8,000-100,000名を招集して、4月26日、丹山駅に軍を進めた。しかし鳥嶺を偵察し、この要害地は騎兵の使用に適さないという理由で放棄して、忠州へ後退した。4月27日に無人の鳥嶺を突破した一番隊は安保駅から丹山駅に至った。4月28日、申砬は忠州城より出て、漢江に面した弾琴台に陣をしいた。小西行長らは偵察でこれを知り、三方から攻撃した。朝鮮軍は大敗し壊滅、敗れた申砬は、馬で川に入って自決し、李宗張（忠州牧使・助防将）とその息子の李希立、金汝岉（前義州牧使・副使）、邊璣（助防将）ら諸将も乱戦の中で戦死した。この日、忠州城も陥落した。柳成龍の懲毖録によれば、宮廷では来る日も来る日も申砬の勝報を待っていたという。
一方、三番隊の黒田長政は昌原城を攻略して首級500を挙げて北上し、昌寧、玄風を経て、4月24日に星州に達し、金山を経て、秋風嶺を越えようとしているところで、4月28日、趙儆（右防禦使）と李睟光（従事官）ほか別将鄭起龍、黄潤、義兵張智賢の連合軍が立ち塞がって交戦したが、撃破した。趙儆らは黄澗に後退、張智賢は戦死した。三番隊はこれを追って忠清道に入り、青山を経由して（5月3日頃）清州を占領した。

##### 小西行長と加藤清正
加藤清正と二番隊は、慶州城を占領した後、平戸出身の漂着民の徳五郎という者に出会ったので、彼を嚮導者として進撃を早め、4月21日に永川を占領し、新寧、比安へと進んだ。このまま東路を進むならば竹嶺を目指すわけであるが、龍宮河、豊津と来た後は龍宮県には進まずに、聞慶に進み、小西行長の消息を聞くと忠州城に向かったというので、急ぎ鳥嶺を越えて後を追った。清正の到着と合流は忠州の戦いの前であったという異説もあるが、4月29日朝に忠州に到着したとき、一番隊はまだ弾琴台で首実検を行っていて、1日後れを取ったことを清正は大変残念がった。忠州城で一番隊と二番隊が合流したので、軍議が持たれた。
軍議の内容には異説が多く、古典には登場人物や日付に辻褄が合わない点が散見されるが、小西行長が率いる一番隊が孤軍で直入したことに対して諸隊はもともと快く思っておらず、不満があった。
『征韓偉略』の記述はかなり誇張されていると思われるが、その内容では、漢城府への進撃路を割り当てる際に、加藤清正は、まず行長の出自をからかい、武功を誇る行長に対して、密かに出発して単独で功を成したが、その成功も宗氏が地理に通じていたからで、自分の力ではなかったと喧嘩を売る。さらに、太閤は清正と行長に隔日で先鋒を務めるように命令された のだから、今日より隔日で先鋒を替えて優劣をはっきりさせようと挑戦するのであるが、行長が拒否すると、軍令無視であり私利私欲の商人根性だと侮蔑。行長は激怒して刀を手にしたので、鍋島直茂に止められる。そこで松浦隆信が、両将が先鋒に命じられたのに協力して敵に臨まずにお互いで相争って敵に利するようでは万死に値すると諭されて、両人が反省して、結局は進路を分かつことになる。南大門を目指す百里の行程と、東大門を目指す百余里の行程があったが、河口の近くで漢江を渡らねばならないが直線距離が短い前者を加藤清正が選び、道程は長いが渡河の苦労の小さい後者を小西行長が進むことになった。

#### 朝鮮国王の都落ち
戦々恐々とする朝鮮朝廷では漢城の防衛について議論して、右議政李陽元を京城都検察使に任命し、李戩、邊彦琇を左右中衛大将とし、商山君朴忠侃 を都城検察使とし、漆渓君尹卓然を副使、李誠中を守禦使、丁胤福を東西路号召使とすることにした。これらの処置は首都の治安を維持し、必要な人員を集めて、騒乱を防ぐのが目的だった。李陽元はすぐに城の士民に対する募兵を始めたが、そこに尚州の戦いの敗報が届いて人心が乱れ、都から避難しようとするものが続出した。
4月27日、熒惑が南斗を犯し、大臣や台諫 が一堂に集められ、初めて遷都が発議されたが、群臣が皆号泣して言葉を尽くして諌止するので、それ以上議事を進められなかった。他方で、吏曹判事の李元翼を平安道都巡察使との兼任とし、崔興源を黄海道都巡察使として派遣することを決定した。これらは京城を脱出した場合、その後の下準備をする意味があった。
また建儲（世継）問題も議論されていた。鄭澈の失脚 原因となったこの問題はタブー視されており、誰も口に出したがらなかったが、日本軍迫るという状況で万が一も懸念された。領議政李山海や左議政柳成龍を召して意見を聞くと、国王がお決めになるべきことだと暗に決断を迫ったので、宣祖は結局は以前拒絶した次男光海君を王世子に選び、国本を定めて人心の安定を図ることになった。4月28日、光海君は王世子となった。
首都の漢城府を放棄することは官民が挙って反対していたが、この都は防御に不向きであり、そもそも守ろうにも兵士が足らなかった。都の住民をかき集めて守りにつかせようとはしたが、集まったのは7千名だけで、多くは儒生や胥吏、公私奴婢であって烏合の衆で頼みにならないと考えられていた。以前より王子を地方に派遣して勤王の士を集めようという建言が度々なされていたが、ようやく、尹卓然に臨海君（宣祖長男）を奉じて咸鏡道に向かうように命じ、戸曹判事韓準には順和君（宣祖六男）を奉じて江原道に向かうように命じられた。
4月28日、尚州の戦いで捕虜となり解放された倭学通事（通訳）景応舜が、小西行長の手紙と国書を持って京城に達した。小西行長は宗氏と面識のある礼曹参判（外務次官）李徳馨と忠州城での講和会見を求めており、和暦との差により手紙の期限は前日27日ですでに過ぎていたものの、宣祖は日本軍の進撃を遅らせられることを期待して会見に応じることを許可した。この命令を聞いて礼曹判事（外務大臣）権克智は驚愕して卒中死したので、李徳馨がこの大任を担うことになった。ところが中間地点の竹山まで行ったところで忠州城がすでに陥落したのを知った。李徳馨は、日本語のできる景応舜をまず行かせて改めて日本側と交渉を持とうとしたが、彼は途中で捕まって殺されたのか 帰ってこなかった。それで李徳馨も空しく引き返すほかなく、講和の最初の試みは失敗した。
同じ28日の夕刻、3人の奴僕が申砬の死亡と忠州の戦いの敗報を京城に伝え、市中にパニックを引き起こした。頼みとしていた申砬までもが出征後わずか数日で命を落としたことは大きな落胆を誘った。大臣らはもはやしばらく平壌に朝廷を行幸させて明に救援の兵を求めるしか手がないと協議し、宣祖の膝下にすがって哭く頑なな反対者もいたが、西行は決定された。
金命元が全軍の指揮を執る都元帥に任命され、申恪は副元帥となって、漢江の守備についた。邊彦琇は留守大将として開城に派した。初め左議政の柳成龍が留都大将とされたが、都承旨李恒福が彼の才能が必要だということで取り止めさせ、代わりに右議政の李陽元が留都大将として漢城府の防衛に残ることになった。李誠中と丁胤福が新たに左右統禦使に任命された。
深夜、忠州の戦いから生還した李鎰が状況を報告し、日本軍は今日明日にも漢城府に来るというので、宮中の衛士は尽く逃げ去った。京城はすでに無政府状態で、宣祖は金応南に標信 を与えて衛士を集めさせて治安を回復させようとしたが、一人もこれに応じようとはしなかった。

##### 宣祖逃避行の惨状

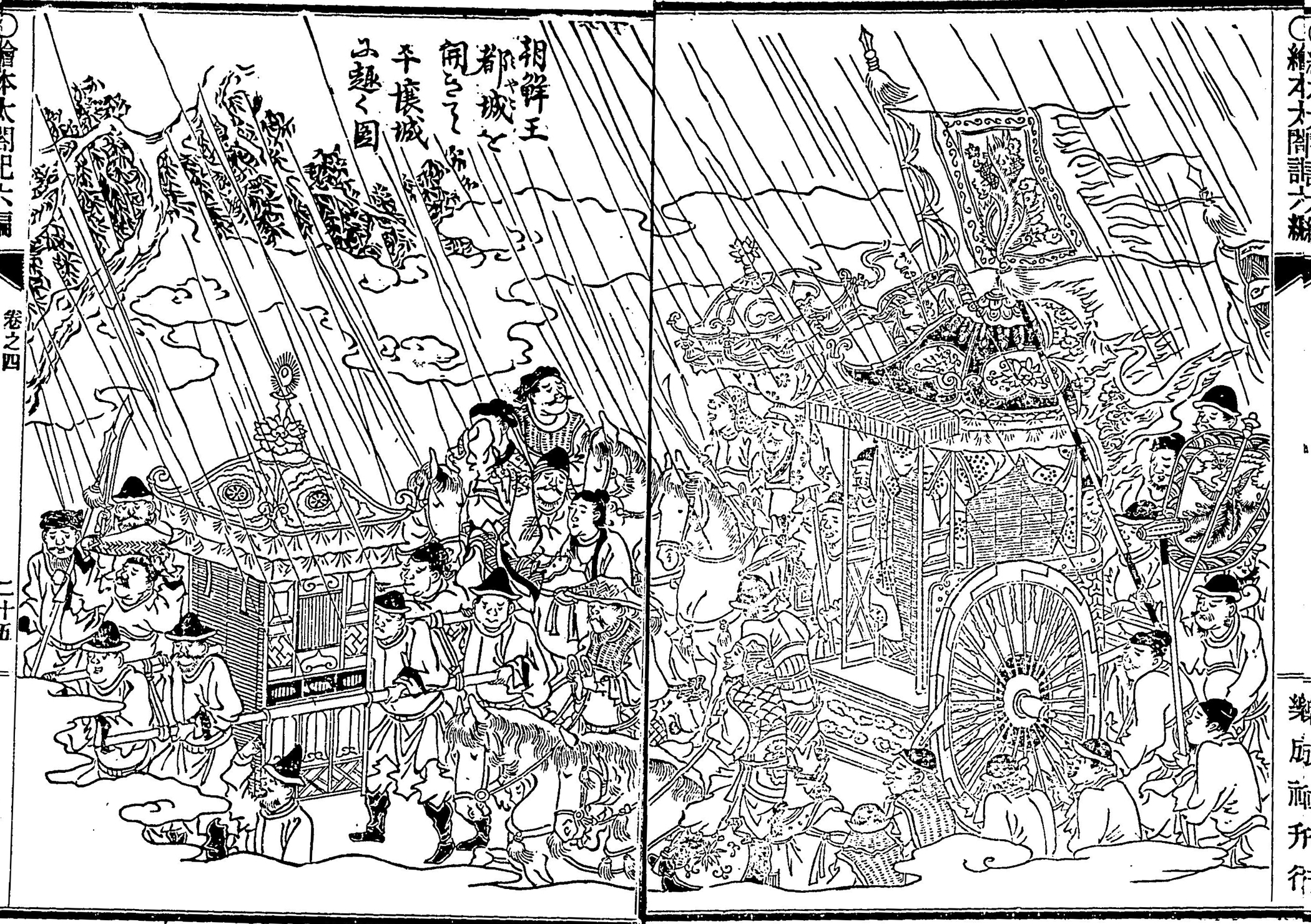
「朝鮮王都城を開きて平壌城に退く図」（絵本太閤記）

4月29日、宣祖は暁と共に出発することを決断した。小雨の降る中で李恒福が灯燭を掲げて先導して、国王、王妃、淑儀、信城君（四男）や定遠君（五男）は轎（かご）に乗り、世子（光海君）は馬に、後の李山海や柳成龍などの朝官、侍女、奴婢など100余名は徒歩で敦義門をくぐって西に向かった。日が昇り、沙峴まで来たところで後ろを振り返ると、漢城府からはあちらこちらから火炎と煙が上がっていた。
朝鮮乱民は、まず囚人や奴婢の身分記録を保存していた掌隷院と刑曹に放火して、次に内帑庫（王室財産保管庫）の金品財宝を奪った。さらに国王の住居である景福宮が荒らされて、掠奪と放火で昌慶宮と昌徳宮の2つの別宮も焼失した。大倉庫も燃やされた。弘文館、春秋館の古典や歴史記録、承文院の外交文書も灰となった。王室の畜舎にいた家畜を盗んで逃亡した家臣もいた。
この事実を知った宣祖はこれを残している。

「倭奴幾ばくも無し、半ば叛民、極めて寒心すべし」
--鶴峯集

漢城府から逃げ出す際自らの王にもかかわらず石を投げる者もおり、宣祖の一行は進む先の村々で住民と出会ったが、住民たちは王が民を見捨てて逃げることを悲しみ、王を迎える礼法を守らなかった。
逃避行は、沙峴を過ぎて石橋に至る辺りで雨に遭い、ずぶ濡れとなった。京畿道巡察使権徴が追いかけてきて国王にだけ雨具を渡した。大雨となったので、轎で移動していた者は降りて馬に乗り換えた。碧蹄駅の駅舎で王族らは休息をとったが、雨に打たれ意気消沈した衆官の多くが京城に引き返した。侍従や台諫も落伍してどこかに居なくなった。金応南は泥濘を這いずり回ってこれらを制止しようとしたが無駄だった。恵陰嶺を過ぎる頃に雨は益々強くなり、宮女達は馬に乗り顔を覆って泣きながら進んだ。臨津江に着くが、船が少なく下の者は我先にと争った。日本軍の追手を恐れるあまり、渡った後に船は引き返さずに焼かれたので、半分が渡れずにそのまま東岸に取り残された。日暮れに東坡驛に着いた。坡州牧使許晋と長湍府使具孝淵が一行のために食事を作らせていたが、飢えた衛士らが厨房に乱入。食物を奪い合って滅茶苦茶にしたので、国王に供する食事も出せなくなった。具孝淵は罪を咎められるのを恐れて逃げ出した。
4月30日の朝、宣祖は近臣と善後策を協議した。李恒福は義州へ赴き、そこでも踏み止まれないなら天朝（明）に赴き窮状を訴えるべきと言った。宣祖は自分で判断しかねたので柳成龍に問うと、彼は「大駕東土を一歩離れれば、朝鮮は我々のものではなくなります」と国外脱出を否定した。宣祖が明に服属するのは元以来だと反論すると、柳成龍と尹斗寿 の両名が国を棄てる行為だと諫めて、尹斗寿は咸鏡道に向かうべきだと言った。李山海は意見を言わずにただ泣いていた。
京畿の士卒が逃げてしまい開城に向けて出発できないでいると、黄海道巡察使趙仁得が数百名を連れて合流していたので、ようやく出立した。豊徳郡守李随亨が途中で幕舎を設けて一行に初めてまともな食事を提供した。夕方に開城に到着した。
その夜、開城では多数の百姓が集まってきて痛哭したり涙を流して朝鮮国王を非難して騒ぎになった。国王が後宮に入り浸り、金公諒を寵愛したことを怒って、石を投げるものも現れたが、衛士の数も少なく制止することもできなかった。宣祖は尹斗寿を御営大将としたが、尹斗寿は国内で国王に対する不満が高まっていることを勘案して、人事の刷新と、己を罰する書を八道に下すように献言した。
5月1日、領議政の李山海が国を誤り外寇を招いたとまず弾劾された。宣祖はそれならば左議政の柳成龍も同罪であると庇ったが、兵曹正郎具宬は李山海が討たれないのは台諫に知り合いが多いためだと、官職にある一族郎党の追放も含めてさらに糾弾した。副提学洪履祥は金公諒を斬るべきだと宣祖に迫ったが、無辜の者を殺すことはできないと理由をつけて寵臣を庇い拒否した。結局、宣祖は李山海を追放し、柳成龍を領議政に、崔興源を左議政に、尹斗寿を右議政に任命することにした。ところが、その日の午後に宣祖が南大門から出て人民を鎮撫していると、鄭澈の復権を求めるものがあり、これが許された。また柳成龍も国を誤った同罪であるからこれも辞めさせるべきだという意見があり、議論になった。李恒福がこれに異を唱えたが、批判を受けた柳成龍は辞職したので、まさに朝令暮改となって、夕方には崔興源を領議政に、尹斗寿を左議政に、右議政には兪泓を任命することになった。

#### 漢城府の占領
4月29日、一方で日本軍も忠州より行軍を再開していた。しかし、朝出たときは晴れていた天候が悪化し、午後に朝鮮国王が遭遇したのと同じ大雨となって、行く手を遮った。一番隊は雨によって道に迷い、結局、丸1日を浪費した。驪州に到着したのは5月1日だった。そこから驪江を渡ろうとするが、川は増水して馬では渡れず、北岸に江原道助防将元豪率いる数百名の小部隊が現れたことから、小西行長と宗義智は先発隊だけを船で渡らせ、両岸に滞陣して一夜を過ごした。翌日、元豪の部隊は戦わずに撤退したが、増水は依然続いていたので、行長らは先発隊だけを連れ、楊根を経由して龍津で漢江を渡って午後8時に漢城府に到達した。本隊の大部分はまだ驪州あり、渡河作業 を続け、到着は3日の夜となった。

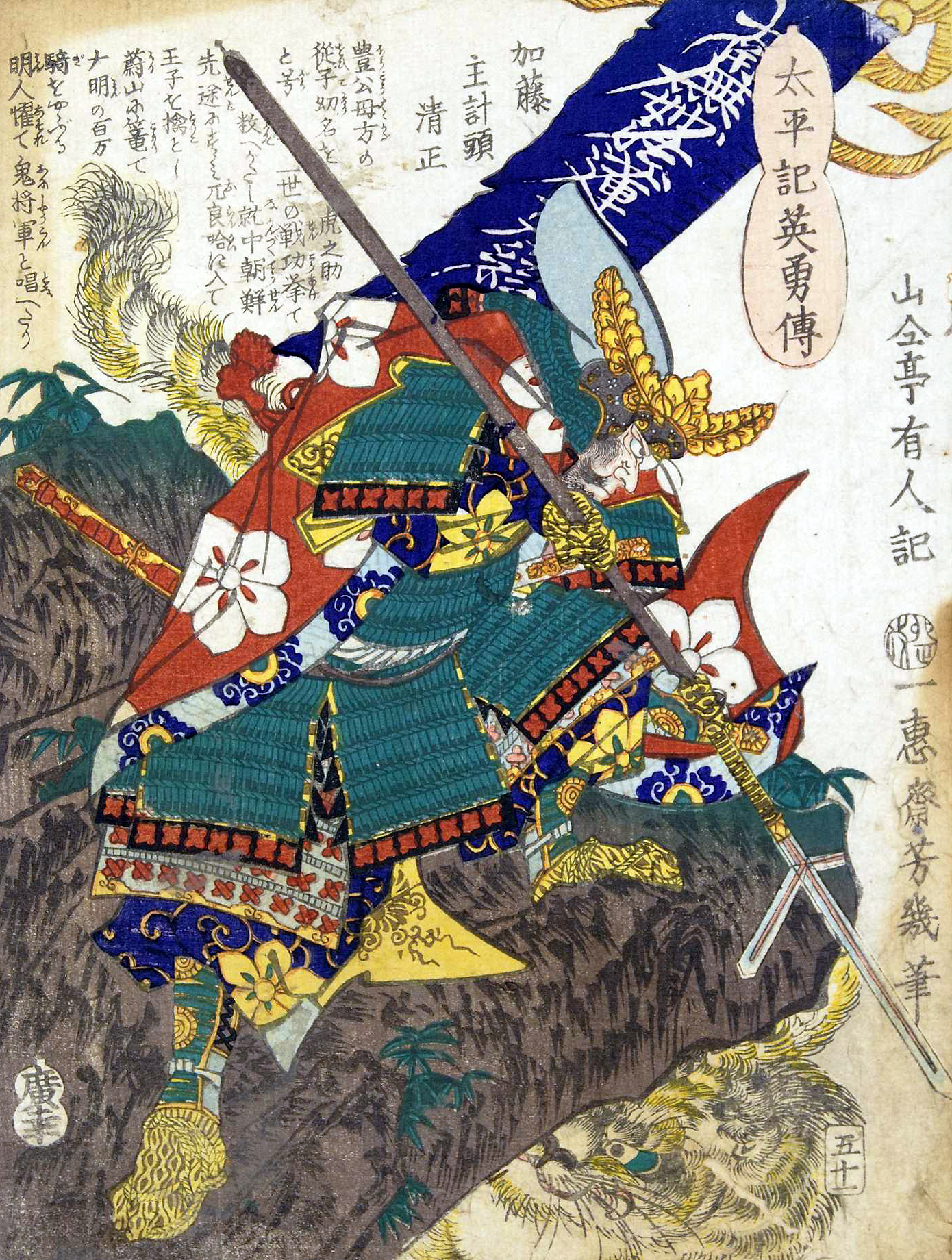
『太平記英勇伝五十一:加藤主計頭清正（落合芳幾作）』 加藤清正の虎退治のエピソードは有名であるがこれは完全なフィクションで、元ネタとなった虎狩りは黒田長政の家臣が行った。

二番隊（脇坂安治隊も陸上部隊として同行）は、陰城、竹山、陽智、龍仁と別路を進み、5月2日正午に漢江までたどり着いたが、大河を前にして船がなかった。加藤清正は対岸まで泳いで船を奪ってくる者を募り、曾根孫六なる者が敵船を奪って帰還。これを使ってさらに敵船を奪い、渡河を実行した。
都元帥金命元は僅か千名を率いて漢江北岸の済月亭（京城府普光町）で待機していたが、日本軍の数を一望して戦意喪失。火砲を川に遺棄させ、自らは服を変えて遁走した。申恪も山中に逃れ楊州へ逃げたので、指揮官が居なくなった軍は崩壊した。従事官沈友正が金命元に追いつき、号泣し馬にすがってこれを止めると、西行した国王を守るために臨津に向かうのだと言った。李陽元は漢江防衛の軍が霧散したと聞いて、都を放棄して楊州へ撤退した。このため守備兵はいなくなった。
5月2日、朝鮮の首都・漢城府は陥落した。これは開戦からわずか21日での出来事であった。午後8時、東大門の城門は堅く閉じられていたものの、小西行長らは城壁にあった小さな水門を壊して入り、内側から城門を開いて入城した。加藤清正は南大門から入城した。秀吉への報告では「5月2日戌刻（午後8時）」とあるが、一番隊の記録である『西征日記』と『吉野日記』では二番隊の入城は「5月3日」で「辰刻（午前8時）」とされており、清正は先陣の手柄を得るために1日早めて報告したという説もある が、早めたにしても同日同刻の到着に過ぎない。他方で太田牛一の『高麗陣日記』では、日付時間の記述はないものの、斥候より戻った木村又蔵が遠方の山に行長隊を見つけてまだ都には到着していないと報告、これを聞いた加藤清正は4、5人を連れて急ぎ馬を駆り、都一番乗りを果たしたので、太閤に注進したとされている。
漢城府は、一番隊が接近した段階で（前述の朝鮮乱民の放火により）煙を上げていた。日本軍が入城した頃には景福宮・昌徳宮・昌慶宮の三王宮はすでにほとんど焼け落ちていた。『宣祖実録』によると、朝鮮の民衆は李朝を見限り、いわゆる叛民 となって、日本軍に協力する者が続出したという。また同じく朝鮮の史書『燃藜室記述』にも、日本軍が敵の伏兵を恐れて容易に城内に入れないでいると、宗廟宮闕を掠奪して家々を放火した朝鮮人の叛民が門を開けて、日本軍を迎えたと書かれている。ルイス・フロイスも、朝鮮の民は「恐怖も不安も感じずに、自ら進んで親切に誠意をもって兵士らに食物を配布し、手真似で何か必要なものはないかと訊ねる有様で、日本人の方が面食らっていた」と記録している。
日本軍は朝鮮国王の追撃を行わず、『吉野日記』によると一番隊は禁中に割拠して、残っていた珍品財宝・絹布を分捕り、休息場所とした。5月5日、小西行長の宿営に加藤清正が来て協議し、城外に宿営を移して、城門に木札を立て、逃亡した朝鮮都民の還住を促すことになった。秀吉の16日付の命令でも、城外野営と住民の還住という全く同じ指示がなされており、もともと事前の訓示があったものと理解される。日本軍は明国境に進むのが目的であり、後方の拠点とすべき都を荒らす意図は最初からなく、秀吉はさらに宮殿内に御座所を設けるように矢継早に指示をしてくることになる。逆にいえば、一番隊は秀吉の命令を徹底させていなかったので、清正に是正を求められたということだろう。
朝鮮都民はしばらくすると京城に戻って通常の生活を始めた。『燃藜室記述』では朝鮮都民が日本軍の統治に服した様を「賊に媚び相睦み、嚮導して悪を作すものあり」と書いて 都民の変節を批判する一方、誣告された人々の髑髏が南大門の下に山積みにされていたという記述があるものの、『西征日記』にも（しばしば乱民となった）民を鎮撫する高札の話があり、治安を保とうという最大限の努力を日本軍は行った。
別路を進んでいた三番隊の黒田長政は、5月7日に京城に到着した。釜山＝漢城府間の日本軍連絡線には数十里毎に関所が設けられて兵士が常駐することとされ、夜は火が焚かれて、狼煙台も造られつつあった。七番隊 の宇喜多秀家と奉行衆は秀吉に漢城府の守備と統治を命じられたので、5月2日に釜山に上陸すると、この道を急ぎ強行軍して、6、7日には京城に到着した。四番隊の毛利勝信、高橋元種、秋月種長、伊東祐兵、島津忠豊らは、（道程はよく分からないが）10日頃に相次いで京城に到着した。四番隊の中で遅参していた島津義弘は、隊の一部がようやく5月2日に釜山に到着したが、領国の近くで梅北国兼と国人衆が起こした一揆の後処理で国許を離れることができなくなって、後続が熊川に着くのは6月27日と、まだ参戦できない状態だった。
五番隊は四番隊に続いたとされ、道程や期日などはよく分からないが、5月中旬には忠清道と慶尚道の境に展開して、福島正則は竹山に、蜂須賀家政は忠州に、長宗我部元親は開慶に陣を布いた。
六番隊は釜山と東萊の近辺にいて集結中であったが、しばらく後、5月10日になって玄風に進んで、慶尚右道に展開した。18日に毛利輝元は星州に、小早川隆景は善山に、立花統虎・高橋統増・筑紫広門は金山に配置された。毛利輝元は6月12日になって開寧に陣を進めた。こうして六番隊と五番隊は連携して前述の日本軍連絡線の守備に就いた。この段階では日本軍の配置は釜山から漢城府の街道上に集中していた。八番隊 と九番隊の詳細は分かっていない。

#### 朝鮮水軍との遭遇
日本水軍は釜山上陸の際、積極論の加藤嘉明と慎重論の脇坂安治とで仲違いして、巨済島の元均の艦隊を取り逃がしたが、結果的には前述のように慶尚道水軍は勝手に自滅したためことなきを得た。九鬼嘉隆、加藤嘉明、藤堂高虎らは、4月下旬に陸に揚げた部隊が釜山を発して漢城府を目指していたあいだも、鎮海湾、巨済島、加徳島、蔚山湾で敵船を捜索して、特に抵抗を受けずに70隻余を拿捕して、慶尚道沿岸の掃討を完了させた。
しかし、分限を墨守していた李舜臣と李億祺も、日本軍の破竹の進撃という状況もあってか、5月4日、ようやく慶尚道水域への進入を決断して迎撃を開始した。6日、元均も単船でこれに合流した。7日、この朝鮮水軍は加徳島に向かう途中、斥候の報告で巨済島の東側の玉浦に停泊する藤堂高虎らの水軍と輸送船団を発見し、南に転じてこれを攻撃した。不意を突かれて日本側は十分に防戦できず、李舜臣・李億祺・元均の三将は朝鮮側でこの戦役初めての勝利を得た。また同日、帰途に合浦に向かっていた日本軍船に遭遇して攻撃。翌日も赤珍浦に停泊していた日本水軍と交戦して戦果を挙げ、そのまま麗水へと撤収していった。
ただし、この戦勝の知らせは、逃避行の最中の朝鮮朝廷にはすぐには届かなかった。開城の宣祖は、漢城府が占領されたこともまだ知らなかったが、右承旨申磼を軍民の鎮撫に派遣したところ、すでに陥落していたことを知り、坡州から引き返して報告。朝鮮朝廷は狼狽し、5月4日夕方に慌てて出立した。韓応寅を巡察使として扈衛軍（王宮警護）を率いらせ、夜に金郊駅に野宿し、5日、平山府、6日に安城、鳳山、7日に黄州、そして8日に平壌に到着し、平安道巡察使宋慎言に迎えられた。出立の前に、金命元が漢江防衛を放棄した罪は寡兵のためであったと許され、引き続き臨津の固守が命じられた。京畿道、黄海道で徴した兵が与えられ、申硈を防禦使として遣わし、劉克良や李薲も後に領兵を率いて合流した。
また、李元翼は都巡察使に任命された。兪泓も都体察使として援兵に向かわせようという案もあったが、兵力が分散し過ぎるという異論があって向かわなかった。

### 朝鮮半島を席捲

#### 秀吉の支配計画
5月16日、漢城府攻略と朝鮮国王逃亡の知らせを受けた秀吉は、同日付で、通事（通訳）を渡海させ、使者を派遣して（朝鮮国王が）叛逆して逃亡した理由を聞き、堪忍分 を与えるので、諭示して連れ戻すようにと命じた。そして、自らの渡海の準備を急がせている。先駈勢が一旦止まり、すぐに追撃しなかったのは、秀吉の指示や出陣を待っていたからであろう。朝鮮国王の逃亡は、漢城府で降伏を迫れると期待していた日本軍にとって残念なことであったが、遠征の目的はあくまでも明征服であり、準備段階の一つに過ぎなかった。特に動揺などはなく、むしろ秀吉は意気昂揚したようで、次なる計画を夢想したことが2つの文書から分かっている。
豊太閤三国処置太早計
加賀藩第4代藩主の前田綱紀が残した文書の中に『豊太閤三国処置太早計』と彼が表題したものがある。これは天正20年（1592年）5月18日付の関白豊臣秀次宛の朱印状で、25箇条からなる覚書であった。ほとんどの条項は、来年（1593年）の正月か2月頃には出陣することになるとした秀次への、非常に細々とした指図が書かれていたが、中には驚くような計画が披露されていて、明国を征服したら秀次を大唐関白の職に任ずるとか、大唐都（北京）に遷都して明後年（2年後）には後陽成天皇がその地に行幸できるようにするとか、天皇に北京周辺の10カ国を進呈して（同行する）諸公家衆にも知行を与えること、天皇が北京に移った後の日本の天皇としては若宮（良仁親王）か八条宮（弟の智仁親王）のいずれでも良いから即位してもらうことなどが書かれてあった。人事構想に関しては、8月までに羽柴秀俊（丹波中納言）も出征させるとして、彼は朝鮮に配置するか名護屋の留守居役とするとし、朝鮮の補佐役は宮部継潤。日本関白の職には、羽柴秀保（大和中納言）か羽柴秀家（備前宰相）のどちらかを任ずるとか、朝鮮を羽柴秀勝（岐阜宰相）か備前宰相に任せるならば、丹波中納言は九州に置くことにするなどとも書いていた。前田綱紀が「早計（＝早まった考え）」と題したのは、彼が後世の人物で、このようなことは実現するはずもなかったことを知っていたからに他ならない。
この文書は、具体的かつ仔細な指示と、空想に近い漠然とした指示が混在しているのが特徴である。この書簡が書かれた前日に名護屋城では戦勝を祝う大祝宴があったので、徳富蘇峰などは秀吉はまだ酔いが醒めていなかったのではないかと指摘したほどである。
金以来の都城・首都としての北京の歴史を研究している東洋史学者の新宮学は、明の永楽帝による北京遷都の理由として、政治的・経済的な「南北統一」と前代の元（モンゴル帝国）の登場による中華世界の拡大によって元に代わる王朝としてその実現を迫られた「華夷一統」という2つの目的を果たすための要となる地点が北京であったとし、更に実際に冊封体制の再興という形で後者が実現された（日本も遣明使節を北京に派遣している）ことを指摘した上で、秀吉のこの構想は天皇を冊封体制の中心地と言える北京に置こうとしている時点で明による冊封体制の枠組みから一歩も出ておらず、当時の東アジア秩序の単なる焼き直しでしかないと評価している。
組屋文書
組屋文書とは、若狭国小浜町の組屋氏宅に所蔵されていた文書で、元は屏風の下張であったものを、江戸時代の国学者伴信友が発見して著書『中外経緯伝』に載せたことから世に知られるようになった。仮名文字で書かれたこの文書は、名護屋陣中にいた秀吉の右筆山中長俊が、大坂城にいた女中（東殿局と客人局）に宛てた5月18日付の手紙で、先の豊太閤三国処置の裏付となっただけでなく、補完するような内容であったため、両文書はしばしば同一のものと混同される。
この文書にも驚くべき内容がいくつかあり、秀吉は当月（5月）中に渡海して朝鮮に向かう意向で、少なくとも年内（1592年）には北京に入城するつもりであったと明記されているほか、北京に拠点を築いた後は誰かに任せて自らは寧波に居を構えるとあり、これは豊太閤三国処置の内容と合わせて考えれば、北京に天皇と秀次を置いて京都のようにし、自らは交通の要衝である（と当時の日本人は考えていた）寧波を根拠地として大坂のようにしようと考えていたと思われる。また（小西行長や加藤清正といった）先駆衆は天竺（インドの意味）に近い所領を与えて、天竺の領土に切り取り自由の許可を与えるつもりであるとも書かれていた。天竺に関する言及は豊太閤三国処置にはない。
2文書から明らかなる外征計画について、安国寺恵瓊のような楽観的な賛同者がいた反面、（星州で恵瓊から十一カ所もの秀吉用宿泊施設の普請命令を伝達された）毛利輝元などは一貫した悲観論者であった。前述の組屋文書にも、毛利輝元、長宗我部元親、島津義弘、大友吉統らは、国替えして朝鮮で10倍20倍の知行増を約束されたが迷惑がったと書かれていて、輝元は10倍もの加増があれば現在の領地の統治も覚束なくなると辞退したとする内容があったが、異国の所領に魅力を感じた大名はむしろ少数だったようである。輝元は身内の宍戸覚隆に宛てた5月26日付星州からの手紙ではさらに具体的に書いていて、朝鮮は弱いが土地が広く言葉も通じず統治するには困難だと指摘し、意思の疎通に一々通訳がいる煩わしさは格別であるとした。また10万人の朝鮮兵は50人の日本兵で打ち崩せるほど弱く、中国兵は朝鮮兵よりももっと弱いと聞いているが、中国の土地は朝鮮よりももっと広大であるので明の統治はより困難であろうとし、敵は日本軍が来るとすぐ山に逃げるが、少人数で通行していると弓で狙撃して襲ってくるなど困難な相手で、城も国内に無数にあると長期化する恐れも示唆していた。侵入した日本軍が現地の兵糧を奪って食を賄っていることで、朝鮮人の間で飢餓が広がりつつあることも指摘した部分もあったが、これは後に起こる農民反乱の原因ともなった。さらに朝鮮の都は蠅が異常に多く、水はけも悪いうえに、やたらと牛が多く、衛生環境が劣悪である様子も書いており、自身も健康を害していると綴っていた。これらの点は、後から考えれば、すべて遠征が失敗した原因であり、当初より予想されていたことであったと言えるかもしれない。

#### 進撃の再開
朝鮮側は、漢城の少し北を流れる臨津江を次なる防衛線とするため、臨津江南岸の一帯を焼き払って、日本軍が渡河の資材を得られないようにした。そして都元帥金命元将軍は川沿いに12,000人の兵を5箇所に分けて配置した。
5月18日、都元帥金命元率いる13,000の朝鮮軍は開城を防衛すべく臨津江に防衛線を張るが、二番隊・加藤清正らが臨津江の戦いで朝鮮軍を撃破した。朝鮮軍では、申硈（防禦使）、劉克良（助防将）、洪鳳祥（督軍官）ら諸将が戦死した。なお、戦いの前に小西行長が朝鮮側に書簡を送り、交渉を開始しようとしたが拒否されている（この後、6月1日と6月11日にも書状を送っているが、いずれも拒否された）。
朝鮮国王は勝利を信じて楽観していたが、金命元の敗報を接して、一転して色を失った。国王は第四王子信城君と第五王子定遠君を寧辺へと先に避難させ、平壌の防備を厳重にさせた。

#### 開城の占領
5月19日、一番隊・小西行長らが臨津江へ向け出発した。27日、一番隊と二番隊が合流し、臨津江の下流から渡河すると、この地を守備していた李薲らの朝鮮軍は遁走し、一矢も放たずに駆逐された。臨津江の戦いでの敗北後、残兵を集めていた都元帥金命元と李陽元らも平壌へ逃走した。日本軍は開城を占領し、二番隊が金郊駅から右折して咸鏡道に向かい、一番隊と後続の三番隊が平壌に向けて追撃を続けた。

#### 龍仁の戦い
日本軍が漢城へ進撃している間、全羅道長官李洸(巡察使)は軍を首都へ派遣して日本軍を食い止めようとしたが、首都陥落との報に接し、退却した。しかし、志願兵を集めたことにより軍隊は50,000〜100,000人 に上っていたため、李洸と民兵の指導者たちは目標を漢城奪還と定め、漢城から42km南方の水原に軍を進めた。
6月4日、勇将として選ばれた白光彦(助防将)・李之詩(助防将)らが率いる、精兵として選ばれた数千九百人の朝鮮兵が龍仁の城を奪取しようと攻撃したが、脇坂安治家臣配下の守備隊600人は、脇坂安治本軍の援軍が到着するまで朝鮮軍との交戦を避けた。脇坂安治本軍1,000人が到着すると、日本軍は反撃を開始し朝鮮軍を破り、10万人 の朝鮮軍は崩壊し武器を捨てて退却した（龍仁の戦い）。朝鮮軍では、白光彦、李之詩、その弟李之礼ら勇将が戦死し、李洸(全羅道巡察使)、尹国馨(忠清道巡察使)、金睟(慶尚道巡察使)、権慄(光州牧使)ら朝鮮軍指揮官らは各地へ逃走していった。この後、全羅道・忠清道の朝鮮軍は二度と動き出さなかった。
なお、6月1日付で朝鮮の陣から日本本国に充てられた発給者・宛所不詳ながら、内容から加藤清正によるものと推定可能な書状が残されており、発給者（清正）は明への進軍を急ぐべきとの考えから、（後述の八道国割を定めた）諸将の談合を「迷惑」と糾弾して、韃靼との境界（＝咸鏡道）に派遣されることで渡海した秀吉が明の国境まで進軍した時に合流が間に合わないことを憂慮する内容となっている。また、小西行長と協力して敵軍を撃退したことにも触れており、発給者が清正であるとすると、この段階で加藤清正と小西行長の確執はまだ存在しなかったことになり、ここまで触れてきた確執のエピソードについては疑問が呈されることになる。

### 八道国割
開城陥落後、日本の諸将は漢城にて軍議を開き、各方面軍による八道国割と呼ばれる制圧目標を決めた。
- 平安道へ一番隊小西行長他、
- 咸鏡道へ二番隊加藤清正他、
- 黄海道へ三番隊黒田長政他、
- 江原道へ四番隊毛利吉成他、
- 忠清道へ五番隊福島正則他、
- 全羅道へ六番隊小早川隆景他、
- 慶尚道へ七番隊毛利輝元、
- 京畿道へ八番隊宇喜多秀家。

#### 平安道と一番隊

##### 平壌の占領
小西行長が率いる一番隊が北進し、黄海道の平山、瑞興、鳳山、黄州を占領し、さらに平安道に入って中和を占領した。中和にて黒田長政率いる三番隊が一番隊と合流し、大同江の北岸にある平壌へ進軍した。30,000人の日本軍に対して、尹斗寿(左議政)、李元翼(都巡察)、宋慎言(平安道巡察使)、金命元(都元帥)、李鎰(巡察使)、韓応寅(諸道都巡察使)らの率いる10,000人の朝鮮軍が平壌を守備していた。朝鮮軍の防戦準備によって、日本軍が使える船は全くなかった。日本軍の進撃が平壌に迫ると宣祖は遼東との国境である北端の平安道・義州へと逃亡し、冊封に基づいて明に救援を要請した。
6月14日夜、朝鮮軍は密かに川を渡り日本軍宿営地を奇襲したが、他の日本軍部隊が駆け付けて朝鮮軍の背後から攻撃し、さらに河を渡りつつあった朝鮮側の援軍を撃破した（大同江の戦い）。ここで、残っていた朝鮮軍部隊は平壌へ退却したが、日本軍は朝鮮軍の追撃を停止して、朝鮮軍がどのように川を渡って帰るかを観察した。翌日、昨晩に朝鮮軍が退却する様子を観察した結果に基づいて、日本軍は川の浅瀬を使って整然と部隊を対岸へ進め始めた。この状況を受けて、その夜に朝鮮軍は平壌を放棄した。朝鮮軍指揮官の尹斗寿・金命元らも順安へ逃走した。
6月15日、一番隊・小西行長らが平壌を制圧する。立札を立て民を安心させ、その一方で城内の兵糧数十余万石を押収した。
- 7月24日（西暦）、一番隊と三番隊はすでに放棄されていた平壌へ入った[209]。

朝鮮へ派遣された諸将は八道国割を目標に要衝を制圧していったが、小西行長は当初は朝鮮、後には明との和平交渉を模索して平壌で北進を停止した。
- 12月1日、中和の戦い。平壌の小西勢が、平壌近郊の中和の砦に立て篭もった林仲樑らの朝鮮軍を殲滅する。

#### 咸鏡道と二番隊
二番隊・加藤清正らは6月1日に開城を出発すると、6月17-18日に安辺に到着し、そこから東海岸に沿って北へ進撃を開始した。この間に占領した城の一つが咸興である。ここで二番隊の一部は防衛と民政に当たることとなった。
清正はさらに北上する意思を固めて安辺に留めていた鍋島直茂を咸興へ呼び寄せる。直茂はこれを受けて7月1日に安辺を出発した。
- 7月17日-18日、二番隊の一部10,000人[207] はさらに北進を続け、7月17日には韓克諴(咸鏡北道兵使)が率いる咸興道の北軍および南軍と、城津（現在の金策）にて戦った[214]。朝鮮の騎兵部隊が騎射戦法により城津の平地で優位に立ち、日本軍は穀物倉庫を盾にしてこれを防いだ[214]。日本軍は倉庫にあった米俵を用いて障壁を作り、騎兵の突撃を火縄銃で撃退した。朝鮮軍が翌朝に再度の攻撃を掛けようと計画している間に、加藤清正は伏兵を潜ませて朝鮮軍を待ち受け、二番隊は沼地に面する部分を除いて完全に朝鮮軍を包囲し、撃破した[214]（海汀倉の戦い）[215]。敗北した朝鮮軍では元喜(富寧府使)らが戦死し、韓克諴は死傷者を捨て鏡城へ逃亡した[210]。

7月17日には鍋島直茂が清正の留守を守るため咸興に入った。
逃げた朝鮮軍の兵士が他の守備隊に敗報を伝えたため、他の守備隊は日本軍を恐れるようになった。そのことも手伝って日本軍は容易に吉州、明川、鏡城を占領した。7月23日、二番隊は会寧に入り、そこで加藤清正は、日本側に寝返った朝鮮の府使鞠景仁や地元住民によって既に捕らえられていた2人の王子(臨海君、順和君)、さらにその従臣である金貴栄、黄廷彧、黄赫（黄廷彧の子）、李瑛(会寧府使)、李銖(穏城府使)、李弘業(鏡城判官)、文夢軒(会寧府使)、柳永立(咸鏡道観察使)等20余人を捕虜として受け取った。李渾(咸鏡南道兵使)の首も地元住民から日本軍に送られた。海汀倉の戦いの朝鮮軍指揮官で敗北後に逃亡していた韓克諴(咸鏡北道兵使)も日本軍に捕らえられ、ここに咸鏡道は尽く平定された。
- 7月23日、朝鮮の二王子を捕縛するために、9000の兵で北進していた加藤清正は、会寧で王子らを捕縛[219]。

咸鏡道では、以前から、中央から派遣された官僚と地元民（朝鮮人＋女真族）との間がうまくいっておらず、しばしば争いが起こっていた。咸鏡道はまた左遷地・流刑地でもあり、左遷人・流刑人たちは中央に不満を抱く地元民と結び付いた。さらに咸鏡道出身者は科挙に受かっても官職に就けないという差別があり、咸鏡道は朝鮮に不満を抱く者たちの温床になっていた。加藤清正は咸鏡道を「日本にては八丈が嶋、硫黄が嶋などの様なる流罪人の配所」と報告している。
清正は咸鏡道北部の地質の悪さと物産の少なさを見て、長期間留まる土地ではないと判断し、明川とそれ以北からの撤退を決めた。9月、清正は安辺へ、鍋島直茂は咸興へ入った。吉州・海汀倉（金策）・端川・利原・北青・洪原に、それぞれ500人から1500人の兵を置き、安辺には清正の兵3000余りを置いた。咸興・永興・徳原には鍋島直茂の兵12,000を置いた。
転戦の後、日本軍は内政に努めた。清正は、撤退後の土地を寝返ってきた朝鮮人に管理させるなど、一部地域に朝鮮人の自治を認めた。
- 11月、日本軍の吉州守備隊の一部が、租米を徴収するために城外に出ていた。これを知った朝鮮義兵鄭文孚率いる3000の兵が日本軍を攻撃、吉州守備隊は吉州城に撤退、朝鮮軍は吉州城を包囲した[224]。
- 11月10日、咸興の戦い。咸鏡道巡察使尹卓然は咸鏡南道で兵を募り、鍋島直茂本陣を攻撃しようと企て、独山のふもとに集結し陣を構えたが、鍋島勢が先手を打ってこれを襲撃し1千人を討ち取った。朝鮮軍の敗残兵は元平の山地に逃れ、再び兵を募り、1万5000人に膨れ上がったと豪語した。鍋島勢は出撃し再び朝鮮軍を破り営舎を焼き払った。その後、咸興付近では住民の蜂起は起こらなかった[225]。
- 12月、海汀倉（現在の金策）の日本軍守備隊400が臨溟駅に向かったが、双浦で鄭文孚らの義兵が迎え討ち、吉州守備隊は海汀倉へ退いた[226]。
- 文禄2年（1593年）1月23日、端川の戦い。鄭文孚らが率いる朝鮮義兵が端川の日本軍守備隊を襲うが、援軍が到着した日本軍が鄭文孚ら朝鮮軍を撃破した。
- 文禄2年（1593年）1月28日、白塔郊の戦い。文禄2年正月、吉州城の日本軍が南へ撤退を始めた。これを知った鄭文孚率いる朝鮮軍3千人余りが日本軍を攻撃したが、吉州の南方約8kmの白塔において日本軍が迎え討ち、朝鮮軍を撃退した[226]。

#### 江原道と四番隊
毛利吉成が率いる四番隊は7月に漢城を出発して東へ向かい、朝鮮半島東岸の城を安辺から三陟まで占領した。その後、四番隊は内陸へ向かい、旌善、寧越、平昌を占領し、江原道の都であった原州に駐留した。ここで毛利吉成は民政を行い、日本に準じた身分制度を導入し、さらに国土調査を行った。四番隊の大将の一人である島津義弘は梅北一揆のために遅れて江原道へ到着した。島津勢が春川を占領して江原道での作戦は終了した。
- 6月、原州の戦い(鴒原山城の戦い)。江原道の助防将元豪が日本軍の小隊に攻撃を加えると、毛利吉成らが兵を向け、元豪は逃亡した。日本軍は原州に向けて出発したが、牧使金悌甲らは士卒4000人とともに鴒原山城にこもり阻止しようとした。城は四方が絶壁に囲まれ前方に道が一本あるのみという難攻の地であった。しかし、毛利吉成らは険しい崖をよじ登り攻略し、金悌甲らは戦死した[227]。
- 6月、鉄嶺の戦い。毛利吉成らの日本軍が、李渾率いる朝鮮軍1千を鉄嶺で撃破する[228]。
- 6月、平昌の戦い。毛利吉成は平昌郡守権斗文に降伏の使者を送ったが、権斗文の部下が使者を切り殺し、権斗文らは山中に逃亡した。毛利吉成は激怒し、秋月種長に彼らを攻めさせた。8月、秋月の兵は逃れた朝鮮軍を掃討し、使者を斬った者を殺し、権斗文を捕虜とし引き揚げた[227]。
- 7月、麻田の戦い及び漣川城の戦い。鉄原に陣を張っていた伊東祐兵率いる日本軍が、麻田に集結していた義兵を攻撃して数百人を討ち取った。敗残兵が漣川城に入ったことを知り、伊東祐兵が漣川城を攻め落城させた[229]。
- 8月、延安城の戦い。この頃、三番隊の黒田長政は黄海道をほぼ平定していた。しかし、李廷馣が義兵を集め、延安城で軍民2,500人で籠城を始めた。長政は3,000の兵で城を攻めたが、城は落ちそうになく、日本軍は兵を引き揚げて去った。
- 8月、小川の戦い。柳宗介らが率いる朝鮮軍が毛利吉成らの日本軍を迎え撃つべく伏兵を敷いた。しかし、日本軍はこれを察知し朝鮮軍に奇襲、朝鮮軍は破れ柳宗介も戦死した。
- 10月19日、胡寧の戦い。京畿道巡察使の沈岱は漢城奪回を狙い、胡寧城で兵を集めていた。19日、伊東祐兵が襲撃し、胡寧城は落城し沈岱は殺された[229]。
- 10月、春川の戦い。江原道の助防将元豪がまたも兵を募り、数千人を集め、原州の朴渾と共に春川城を攻めた。春川城を守る島津豊久率いる兵500人が門を開き出撃すると朝鮮軍は混乱、日本軍は奮闘し朝鮮軍を撃退、朴渾は戦死し、元豪は逃亡した[230]。
- 12月、金化の戦い。島津義弘が金化に陣を移すと、またも元豪が数百の兵を率いやって来た。義弘の子の久保がこれを攻撃し元豪らを討ち取り、首をさらした。これにより江原道方面は平穏となった[230]。
- 9月15日、鏡城の戦い[215]。
- 10月16日、咸興の戦い[215]。
- 11月15日、吉州長坪の戦い[215]。

#### 五番隊
- 1月、竹山の戦い。辺以中率いる朝鮮軍が福島勢の守る竹山城を攻めるが、福島勢が逆襲し朝鮮軍は大敗した。

#### 全羅道と六番隊
小早川隆景率いる六番隊が、全羅道制圧の任に当たることとなり、六番隊はすでに三番隊が通過していた日本軍の移動ルートを通って尚州へ行軍し、忠清道の錦山に達した。小早川隆景は、ここを守備して全羅道での作戦の出撃基地とすることにした。
- 7月5日、9日〜10日[232]。第一次錦山の戦い。高敬命らの朝鮮義兵7千が小早川隆景、立花宗茂ら六番隊の根拠地錦山を攻撃するが逆襲を受け壊滅、高敬命は戦死した[233]。
- 7月7日、熊峠の戦い。小早川隆景ら六番隊は熊峙で鄭湛(金堤郡守)率いる数千の朝鮮軍を撃破。鄭湛は戦死した[234]。またこれと並行して六番隊の一部部隊2,000人が梨峙に向かったが、権慄らに撃退された(梨峙の戦い)[235]。
- 7月7日〜8日、朝鮮義兵将金沔は牛脊峴戦闘で小早川隆景の部隊を伏兵で撃退した[236]。
- 7月30日、清州の戦い。この頃、日本軍の一部部隊が清州に向かって進撃していたが、防禦使李沃の朝鮮軍は逃走し、日本軍が清州城を占領した。朝鮮の義兵趙憲と霊圭は2,600の兵を集め、7月30日、清州城を攻めたが、日本軍に撃退され、趙憲ら朝鮮軍は後退して城の西の高地に陣を布いた。この夜、日本軍は多数の敵を警戒して、その夜密かに城を出て退却した。翌日、趙憲らは城に入った[237]。
- 8月9日、梁丹山の戦い。立花宗茂が南平県監韓楯500兵を撃退[238]。
- 8月15日〜18日[239]、第二次錦山の戦い。趙憲・霊圭らの義兵1千3百が錦山を攻撃するも逆襲を受け敗退、趙憲・霊圭は戦死した[240]。

六番隊は、龍仁の戦いから退却した5万の兵を加えた各地からの敗残兵15万を擁して全羅道の守りを固めた権慄によって攻略を阻まれ、錦山において李朝軍を破るが、南下する明軍の攻撃に対応するため、7月中旬には主将の隆景が漢城へ向かった、その際に李朝軍は夜襲を掛けたが察知していた六番隊に準備万端で迎え撃たれ大敗を喫した。9月中旬には残っていた立花宗茂らも漢城へ向かった。

#### 慶尚道と七番隊
- 6月5日 茂渓の戦い。前僉使で武勇の人と言われる孫仁甲率いる朝鮮軍が毛利勢の村上景親が守る茂渓の砦を攻めたが、日本軍が奮戦して撃退し、さらに追撃し数百人を倒した[241]。
- 6月5日 醴泉の戦い。毛利の武将吉川広家の兵が、醴泉に集まった朝鮮義兵数千を攻撃し撃退した[241]。このころ、安国寺恵瓊らの1,500の日本軍が咸安方面から宜寧に入ろうとしていたが、郭再祐は鼎津に兵を置いて渡河を阻んだ。日本軍は渡ることができず引き揚げた(鼎津の戦い[241])。
- 5月、亀井茲矩の軍は泗川付近に上陸し、泗川城を攻略し、さらに昆陽城と河東城を攻略した。朝鮮軍の金時敏は、1千の兵で泗川城に近づいたが、日本軍の守備が厳重なのを見て、攻撃を止めた。その後、亀井茲矩の軍は日本軍上層部の命令で機張城に移った。朝鮮の官僚の金誠一は、日本軍の撤退を金時敏の功績として朝鮮朝廷に報告したので、朝鮮国王は金時敏を晋州牧使に任じた[242]。

11月 機張城の戦い。数千の朝鮮軍義兵が機張城に攻め寄せたが、日本軍はこれを撃退し、800の首を得た。
- 8月7日 善山・仁同の戦い。細川忠興・長谷川秀一・木村重茲らが率いる1万2000日本軍が、善山に立て篭もっていた朝鮮軍義兵を掃討した。その後、南条元清と合流して、仁同の朝鮮軍義兵の根拠地を撃破した[243]。
- 8月20日 第1次星州城の戦い。朝鮮軍数千人が毛利勢の依る星州城をとり囲む。開寧で報告を受けた毛利輝元はすぐに援軍を送り、朝鮮軍は側背を衝かれて撤退した[244]。
- 9月10日 第2次星州城の戦い。兵を集めた15,000の朝鮮軍が再び毛利勢の依る星州城に迫り、毛利輝元の武将らが救援に駆けつけた。毛利の武将は金泉駅で朝鮮軍を破った[244]。さらに日本軍は知礼城を攻め落して帰還した(知礼城の戦い)[244]。
- 9月23-26日、昌原の戦い。細川忠興・長谷川秀一・木村重茲ら2万の日本軍が金海から晋州城に向かう途中、昌原城から出撃して露峴で迎撃にあたった慶尚右兵使・柳崇仁ら数千の朝鮮軍を撃破し、三日後には昌原城を攻め落して1千4百人を討ち取った。柳崇仁は逃走し咸安を守ったが、10月1日、日本軍はこれも攻略し、柳崇仁は晋州方面へ逃げ延びた[245]。敗走した柳崇仁は後方の晋州城へ入ろうとするが、部下であり守将の晋州牧使・金時敏は日本軍の突入を怖れて城門を開くことを拒否した。やむなく柳崇仁は城外で敗兵を再編成して日本軍に野戦を挑むが敗死した。
- 10月6-10日、第一次晋州城攻防戦。日本軍は、釜山西方の制圧を画策して、晋州城の攻略を図る（細川忠興指揮の日本軍対金時敏指揮の朝鮮軍）が、朝鮮軍が防衛に成功した[注 75]。朝鮮軍指揮官金時敏は日本軍の鉄砲によって重傷を負い、攻防戦の後に傷の悪化によって死亡した。
- 12月7-14日、第三次星州城の戦い。金沔率いる5,000の朝鮮軍が星州城を包囲するが、日本軍に撃退される。

### 朝鮮水軍の動向
- 5月7日、海岸移動を行っていた日本輸送船団に対して李舜臣率いる朝鮮水軍91隻艦隊が攻撃、海戦を想定していなかった50隻の日本輸送船団は昼夜戦で15艘が撃破される（玉浦の戦い）。
- 5月8日、朝鮮水軍は赤珍浦にいる日本輸送船13隻を攻撃、日本船11隻は撃破される。
- 5月29日、李舜臣率いる朝鮮水軍が日本輸送船団を攻撃。泗川海戦[246]。
- 6月2日、唐浦の海戦[246]。
- 6月5日、第1次唐項浦海戦[246]。
- 6月7日、栗浦海戦[246]。
- 7月7日、海戦用の水軍や朝鮮沿岸を西進する作戦を持たなかった日本軍は、陸戦部隊や後方で輸送任務に当たっていた部隊から急遽水軍を編成して対抗した。しかし、脇坂安治の抜け駆けが主な原因となり1500人[110][111][112] の日本水軍が敗北する(閑山島海戦[247])。

長年の倭寇対策で船体破壊のための遠戦指向の朝鮮水軍に対して、船員制圧のための近戦指向の日本水軍では装備や戦術の差もあって、正面衝突の海戦をすると日本水軍が不利であった。7月7日の閑山島海戦で日本水軍が敗北すると日本軍は海戦の不利を悟って、出撃戦術から水陸共同防御戦術へ方針を変更した。
当初専ら輸送用だった日本水軍の船にも大鉄砲が備え付けられ、日本軍は勢力範囲の要所に城砦（倭城や鉄炮塚と呼ばれる砲台）を築いて大筒や大鉄砲を備えて、水陸併進して活動するようになった。この方針転換は有効に機能し、以降の李舜臣による日本側の泊地への攻撃は、釜山浦攻撃、熊川攻撃など、朝鮮水軍は被害を多く出すばかりで成果が上がらなくなり、朝鮮水軍の出撃回数は激減した。
日本軍は巨済島にも城郭を建設し、そこに豊臣秀勝の軍勢を置き、日本水軍との連携を深めさせた。当時の船は航海力も未熟で、陸上への依存が強いため水陸共同防御戦術は有効に機能した。
- 中でも釜山浦は、文禄の役の開戦直後の日本軍による占領以来、日本の肥前名護屋から壱岐・対馬を経て釜山に至るルートが日本軍の海上交通路になっており、補給物資は一旦釜山に荷揚げされた後、陸路内陸に輸送されていた。云わば釜山は日本軍にとり補給連絡上の根本となる拠点であった。朝鮮水軍の李舜臣は「釜山は賊（日本軍）の根本なり。進んで之を覆せば、賊（日本軍）は必ず據（拠）を失う。[248]」として、9月1日、朝鮮水軍は総力を挙げ釜山奪回を目指したが、日本軍に撃退され敗退し[249]、朝鮮水軍は鹿島万戸・鄭運が戦死するなど損害を多く出して撤退した（釜山浦海戦）[250][251]。これまで連続的に出撃を繰り返してきた朝鮮水軍は、この戦いを境に目立った活動を停止する。ようやく活動を再開するのは翌年2月の熊川への攻撃である。李舜臣が釜山前洋に現れたのはこの時が最初で最後となった。これにより釜山は日本軍にとって安泰な場所となり、戦争の終結まで補給連絡上の根本拠点として機能し続けることになる。

### 明軍参戦
- 7月16日、明軍が到着し、明軍副総裁・祖承訓率いる遼東の明軍5000兵が平壌を急襲したが、これを一番隊の小西行長らが大いに破った。小西の弟は戦死した。（第一次平壌城の戦い[215]）。

明軍の参戦を受けて、日本軍は、諸将の合議の結果、年内の進撃は平壌までで停止し、漢城の防備を固めることとなった。
他方、明朝廷は祖承訓の7月16日の平壌戦の敗北という事態に、沈惟敬を代表に立て、日本軍に講和を提案。以降、日本と明との間に交渉が持たれることになる。
- 7月29日、朝鮮の将金命元(都元帥)率いる朝鮮軍1万人あまりが平壌を攻撃したが、これを一番隊の小西行長らが大いに破り、朝鮮軍は多くの損害を出し撤退した（第二次平壌城の戦い[252][253]）。

### オランカイ侵攻
7月下旬から8月中旬までの期間、加藤清正は、「オランカイ（女真族）」 の戦力を試すために、豆満江を渡って満州に入り、近在の女真族の城を攻撃した。現在の局子街付近であるという。それまで女真は度々国境を越えて朝鮮を襲撃していたため、咸鏡道の朝鮮人3,000人もこれに（加藤清正の軍勢8,000人に）加わった。まもなく連合軍は城を陥落させ、国境付近に宿営したが、日本軍は女真からの報復攻撃に悩まされた。依然優位には立っていたものの、撤退した。二番隊は東へ向かい、鍾城、穏城、慶源、慶興を占領し、最後に豆満江の河口のソスポに達した。この後、清正は秀吉に「オランカイから明に入るのは無理である」と秀吉に報告しており、ただ戦っただけではなく、明への進攻ルートを探す目的があったと思われる。
この女真侵攻を受けて、女真族の長ヌルハチは明と朝鮮に支援を申し出た。しかしながら、両国ともこの申し出を断った。特に朝鮮は北方の「野蛮人」の助けを借りるのは不名誉なことだと考えたといわれている。

### 日本軍の軍評定
明軍の参戦を受け、朝鮮奉行である石田三成・増田長盛・大谷吉継、ならびに秀吉の上使・黒田孝高らは、漢城に諸将を呼び、軍評定を開いた。
この評定で「今年中の唐入りの延期」「秀吉の朝鮮入りの中止」、この2つを秀吉に進言することが決まった。
黒田孝高は、漢城から北へ1日以内の距離に砦を築き、漢城の守備に力を注ぐことを提案。しかし、小西行長は明軍の救援などありえないと主張し、平壌に戻ってしまった。
なお、加藤清正はオランカイに行っていたため、この評定に参加できなかった。後に石田三成らは清正を訴えた際、理由の一つとしてこの件を挙げている。一方、清正からすれば咸鏡道派遣の際に最も危惧して八道国割に反対の理由としてきた事態（緊急の合流に間に合わない事態）が起きたことに反発し、三成との関係が悪化するきっかけになった。
- 8月22日、延安の戦い[215]。
- 8月29日、長林浦海戦[246]。

### 日本軍・明軍休戦
8月29日、沈惟敬と小西行長との間で50日間の休戦が約束された。朝鮮はこの休戦に反対したが、宗主国である明に押し切られた。他方、明の李如松はこの期間中に日本軍の殲滅作戦を進めている。

### 平壌、碧蹄館、幸州の戦い
名将軍として誉れ高い李如松の軍は総兵力4万人3,000人で、李家の子嗣の私兵によって構成されており、精鋭無比の軍として知られていた。1592年（文禄元年）12月23日、鴨緑江を渡って朝鮮に入り、平壌に向かった。
翌文禄2年（1593年）正月、李如松は、使いを平壌郊外の順安に派遣し、明朝廷が講和を許し、使者がやがて到着することを小西軍に伝えた。これに喜んだ小西は3日、竹内吉兵衛ら使者20名を順安に派遣するが、この講和そのものが罠だった。竹内らは途上で伏兵によって生け捕りにされる。一部が突破に成功し小西に伝える。当時、平壌城には、小西ほか宗義智、松浦鎮信、有馬晴信、大村喜前、五島純玄ら配下の15,000の兵がいた。
1月6日より戦闘が開始された（第三次平壌城の戦い）。明軍には朝鮮軍8,000人が加わり、明・朝鮮軍は合計51,000人余りとなっていた(明軍43,000、朝鮮軍8,000)。明軍の仏狼機（フランキ）砲、大将軍砲、霹靂砲などの火器の攻撃によって平壌城の外郭守備は破られ、日本軍は内城に籠った。しかし、日本軍の鉄砲火器が予想外の装備であったため、李将軍は無理攻めによる自軍の犠牲を考慮し、包囲の一部を解いて、小西軍の退却を促し、追撃戦とすることにした。
1月7日夜、小西軍は脱出した。翌日、明軍は精騎3000人で追撃を開始、日本軍は360余が討たれた（異説あり）。第3次平壌城の戦いでの日本側の死者は合計1560人あまりという

。しかし、さらに日本軍の半数が焼死したとの記述が朝鮮王朝実録にある。
また、朝鮮王朝実録によれば、第3次平壌城の戦いで明軍が得た1285の首級の内、半分が朝鮮人の民の者であり、戦闘中に焼死したり溺死した1万人も皆朝鮮の民だったという、明軍の周維翰・楊廷蘭からの報告が上がった。
この事が中国でも話題となると
、
その後、李如松は反論したが、明軍の宋應昌から弾劾された。李如松は怒り帰国しようとしたが、朝鮮王の、それを無実とする「伸弁」の奏稿を見せられて思い止まった。
小西軍の撤退時、黄州にいた大友義統は明軍襲来に際し、小西軍の収容もせずに退却するという失態を演じた（後改易）。小西軍は落胆したが、さらに退却を続け、龍泉山城に在陣する黒田長政に迎えられた。会議では、ひとまず開城まで撤退し、漢城に集結することとした。漢城では石田三成らは篭城戦を、小早川隆景ら六番隊は前進迎撃戦争を唱えた。兵糧不足のため、大勢が迎撃戦を選んだ。
1月18日、明軍、開城入城。

1月25日、明軍と日本の斥候軍が接触。翌26日未明、立花宗茂隊2000兵が進軍開始した。午前6時より11時までの激戦を経て、通報を受けた宇喜多秀家が指揮する日本軍2万が漢城郊外の碧蹄館で、一大決戦となり日本軍が勝利した

（碧蹄館の戦い）。この戦いで明軍は大きな損失をだし（一説に戦死者6000人）、総司令官・李如松は危うく討ち死に寸前まで追い込まれたが、平壌まで退却した。李如松の麾下の親衛隊の内、李有升ら勇士80人余りも戦死した。
この戦いの敗北によって李如松は戦意を喪失して明軍の勢いはそがれ、武力による日本軍撃退方針を諦めて講和交渉へと転換する。
碧蹄館の戦いに関し、朝鮮王朝実録には「天兵(中国兵)短劍、騎馬, 無火器, 路險泥深, 不能馳騁, 賊(日本軍)奮長刀, 左右突鬪, 鋒鋭無敵。」という記述があり、李如松軍のために兵糧等の手配もしていた朝鮮の宰相である柳成龍が著述した懲毖録には、「李如松提督が率いていたのは皆北方の騎兵で火器を持たず只切れ味の悪い短剣を持っていただけだった。一方賊(日本軍)は歩兵でその刀剣はみな3・4尺の切れ味無比のものだったから、衝突激闘してもその長刀を振り回して斬りつけられるので人も馬も皆倒れ敢えて立ち向かうものはなかった。提督は後続軍を呼び寄せたが、その到着以前に先軍は既に敗れ死傷者が甚だ多かった。日暮れに提督は坡州に戻った。その敗北を隠してはいたものの、気力を沮喪すること甚だしく、夜には親しく信頼していた家丁の戦死を痛哭した。」とある。
日本軍の被害数に関して、日本軍の文禄の役開始時の兵数の史料と、1593年3月時点での日本軍の兵数の史料を比較して、減少数を平壌の戦いや碧蹄館の戦いの戦死者として計算する歴史家も中国などに存在する。
しかし、それらの資料では、いかなる戦闘に参加していない部隊の兵数も大幅に減少しているため、減少した兵数が全て戦死者とは限らないと考えられる。

例

大友義統軍 6000→2052　に減少

また、文禄の役開始時の日本軍全体の兵数も、豊臣秀吉が命令した動員数の記録である陣立書(利家文書や松浦古事記)よりも、実際に動員された兵数は少ないとされる。碧蹄館の戦いに参加した立花宗茂の軍も2500から1132に減ったとされるが、立花宗茂の実際の動員兵数は1500だっとされ、1132への減少数も前述通り戦死者数とは限らないと考えられる。

日本軍の文禄の役開始時の兵数と、1593年に日本に呼び戻された時点での兵数の減少も史料で確認できるが、こちらでも、いかなる戦闘に参加してい部隊や、大きな敗北が記録されていない部隊の兵数も大幅に減少しているため、減少した兵数が全て戦死者とは限らないと考えられる。

例

豊臣秀勝軍 8000→4000　に減少

木村重茲 3000(3500)→1500　に減少

さらに中国では、戦死したとして名前が記録された立花宗茂軍・高橋直次軍・小早川秀包軍の侍の数が、明軍で戦死が記録された軍人（李有升、馬千總、李世華、賈待聘）よりも数が多いとして、碧蹄館の戦い全体で日本軍の方が戦死者が多かったとする考察がある。
しかし日本軍の軍制と中国の軍制の違いがあるため、名前が記録された双方の戦死者が軍隊内でどのような階級だったのか、戦死した上級軍人の数ではどちらが多かったのか、単純に比較するのは非常に難しいと思われる。朝鮮王朝実録には、「提督麾下李有升及勇士八十餘人被砍死」 「而提督以其手下家丁多死, 李文升又戰亡, 故痛哭悲傷」との記述があるが、この戦死した明軍の勇士八十餘人・多くの家丁の軍人としての階級が、戦死が記録された日本の侍と同じような階級であった可能性もある。
また、日本と中国では、戦死を記録する兵士の階級の基準の違いもあると思われる。
2月12日、幸州の戦い。朝鮮軍は1日目の攻撃を撃退したものの（朝鮮軍斬日軍130級）、権慄は日本軍の攻撃を危惧して城を放棄し、坡州まで退却した。懲毖録によれば、権慄はこの戦闘後、日本兵の死体を集め、「肢体を裂いて林の木のあちこちに掛けさせ、その憤りをはらした」という。

### 加藤清正の漢城帰還
その一方、9月中旬、二番隊の加藤清正は安辺まで、鍋島直茂は咸興まで戻り、吉州から安辺までの間の城々に兵を置き、清正・鍋島直茂・相良頼房らは今後の咸鏡道の統治方針を協議していた。清正らはこの時点で他の方面軍の作戦が順調に進んでいないことを知ったようである。特に明への侵攻路である平安道を任された小西行長に対する不満は強く、9月20日に織田信雄や木下吉継に対して宛てられた書状でも憤りを表明している。それまで隣国でもあり、対立を避けてきた加藤清正と小西行長の確執の萌芽がみられる。
10月になると、吉州などで日本軍に対する反乱が起き始めたが、他の方面での戦況の悪化や雪が降り出したために討伐に向かうことが困難な情勢であった。支配領域を縮小しつつあったものの、清正は咸鏡道の平定に自信を見せていたが、平壌での一番隊の敗走の報を聞いた漢城の奉行衆であった石田三成・大谷吉継・増田長盛は二番隊に咸鏡道からの撤退を厳命、やむなく加藤清正らは漢城への撤退を受け入れ、2月29日に朝鮮王子2名(臨海君、順和君)を連れた加藤清正が安辺から漢城に帰還し、鍋島直茂は咸興から漢城に帰還した。清正は王子を日本へ連行して秀吉に謁見させる意図を有していたが、日本の秀吉およびその周辺では講和交渉の進展とともに日本には連行せずに朝鮮側に返す方針が固まり、4月下旬には清正に対して尚州防衛に専念させるために王子を伊達政宗に引き渡すことを命じたのであった。

### 日本・明講和交渉
碧蹄館の戦いの後、後退した明軍が開城に入りしばらくすると、軍糧が尽きた。朝鮮側は明軍のために各地で食料をかき集めたが足らず、情勢は緊迫していた。
明軍の李如松提督の部下の諸将が、軍糧が尽きたことを理由として、軍を撤退させることを提督に要請した。提督は軍糧を用意できない朝鮮朝廷に怒り、柳成龍ら朝鮮朝廷の要人を呼び出し庭にひざまずかせ、大声で叱責し処罰しようとし、柳成龍は涙を流し謝罪した。戦乱により朝鮮の国土は荒れ民衆は飢えていたが、朝鮮朝廷は集めた食料のほとんどを明軍の軍糧として提供した。
文禄2年（1593年）3月、漢城の日本軍の食料貯蔵庫であった龍山の倉庫を明軍に焼かれ 、窮した日本軍は講和交渉を開始する。これを受けて明軍も再び沈惟敬を派遣、小西・加藤の三者で会談を行い、4月に次の条件で合意した。
- 日本軍は朝鮮王子とその従者を返還する
- 日本軍は釜山まで後退
- 明軍は開城まで後退
- 明から日本に使節を派遣する

明側では宋応昌・沈惟敬が共謀し、部下の謝用梓と徐一貫を皇帝からの勅使に偽装して日本に派遣することにした。一方、日本の秀吉には、この勅使は「侘び言」を伝える者だと報告されていた。
この講和交渉は日本と明との間で行われ、朝鮮は交渉の場から外された。朝鮮側は国王以下一貫して講和に反対していたが、明軍は朝鮮の立場を一切無視して日本側との交渉を始めた。朝鮮政府は交渉に口を挟む権利がなく、ただ明にすがっているだけだった。李如松は表向きは朝鮮側の意向を体して日本軍征討を約束するが、実際には朝鮮軍に日本軍への攻撃を停止させる命令を出すというありさまであった。
4月18日、合意条件に基づき、日本軍は漢城を出て、明の勅使・沈惟敬・朝鮮の二王子(臨海君、順和君)とともに釜山まで後退した。
この時二王子が礼を尽され清正の護衛と共に南下した事を感謝する旨の書状が紀州徳川家に残されている。
朝鮮側は李如松に日本軍を追撃するよう嘆願したが、李如松はこれを無視し、日本軍を攻撃することはなかった。
5月1日、秀吉は大友義統・島津忠辰・波多親を改易処分にする。表向きの理由は戦闘中の失態に対する懲罰であるが、秀吉が掲げた「征明」方針の挫折が講和交渉によって明白になった以上、誰かに責任を負わせる必要があったため、とする説がある。
5月8日、小西行長と石田三成・増田長盛・大谷吉継の三奉行は明勅使と共に日本へ出発。
5月15日、明勅使は名護屋で秀吉と会見。秀吉は以下の7つの条件を提示した。
- 明の皇女を天皇の妃として送ること
- 勘合貿易を復活させること
- 日本と明、双方の大臣が誓紙をとりかわすこと
- 朝鮮八道のうち南の四道を日本に割譲し、他の四道および漢城を朝鮮に返還すること
- 朝鮮王子および家老を1、2名、日本に人質として差し出すこと
- 捕虜にした朝鮮王子2人は沈惟敬を通じて朝鮮に返還すること
- 朝鮮の重臣たちに、今後日本に背かないことを誓約させること

石田・小西らは、本国には書き直して報告すればよいと進言。6月28日に小西行長の家臣内藤如安を答礼使として北京へ派遣することとした。7月中旬、釜山に戻ってきた勅使に朝鮮の二王子が引き渡された。
一方、明へ向かった内藤如安は秀吉の「納款表」を持っていたが、明の宋応昌は秀吉の「降伏」を示す文書が必要だと主張。小西行長は「関白降表」を偽作して内藤に託し、内藤は翌1594年（文禄3年）の12月に北京に到着した。

### 第二次晋州城の戦いと戦線膠着
一方、この頃、秀吉も朝鮮南部の支配確保は必須として、晋州城攻略を命じる。戦闘要員42491人の陣容であった、近隣には釜山からの輸送役や城の守備に当たる部隊が存在した。当初は漢城戦線を維持したまま日本本土からの新戦力を投入する計画であった。
日本軍は6月21日から29日に掛けわずか8日（戦闘開始から3日）で攻略する（第二次晋州城合戦）。陥落した晋州城では、指揮官の倡義使・金千鎰、その子・金象乾、慶尚右兵使・崔慶会、忠清兵使・黄進、晋州府使・徐礼元、義兵将・高従厚、金海府使・李宗仁、巨済県令・金俊民などの武将が戦死し、軍民2万人が全滅した(朝鮮史では死者6万人とされる)。6月には明軍も南下しており、朝鮮軍は救援を要請したが「城を空にして、戦いを避けるのが良策」との返答を得た。日本軍の晋州城包囲中、明軍は一時前進したが、日本軍の勢力が強大だと聞くと、恐れて晋州城を救援しようとはせず、早々と撤退した。日本軍は晋州城を攻略するとさらに全羅道を窺い各地の城を攻略、明軍が進出すると戦線は膠着し休戦期に入った。
日本軍は全羅南道において、7月5日には求礼、7日には谷城まで進出した。しかし、南原の守りが堅いと見ると9日には晋州城へ撤退した。以後、日本軍は恒久的な支配と在陣のために朝鮮半島南部の各地に拠点となる城の築城を開始し、築城が始まると防衛力の弱い晋州城は無用とされ破却された。

## 交渉決裂と再出兵
秀吉は明降伏という報告を受け、明朝廷は日本降伏という報告を受けていた。これは日明双方の講和担当者が穏便に講和を行うためにそれぞれ偽りの報告をしたためである。
結局、日本の交渉担当者は「関白降表」という偽りの降伏文書を作成し、明側には秀吉の和平条件は「勘合貿易の再開」という条件のみであると伝えられた。「秀吉の降伏」を確認した明は朝議の結果「封は許すが貢は許さない」（明の冊封体制下に入る事は認めるが勘合貿易は認めない）と決め、秀吉に対し日本国王（順化王）の称号と金印を授けるため日本に使節を派遣した。文禄5年（1596年）9月、秀吉は来朝した明使節と謁見。自分の要求が全く受け入れられていないのを知り激怒。使者を追い返し朝鮮への再度出兵を決定した。なお、沈惟敬は帰国後、明政府によって処刑される。

### 地震と改元
なお、同1596年9月1日（旧暦閏7月9日）、慶長伊予地震が発生。M 7.0、薬師寺本堂や仁王門、鶴岡八幡宮が倒壊。3日後の9月4日に慶長豊後地震が発生。M 7.0-7.8、死者710人、地震と津波によって瓜生島と久光島の2つの島が沈んだとされる。
翌日の9月5日午前0時頃、慶長伏見地震（慶長伏見大地震）が発生。M 7.0-7.1で、京都や堺で死者合計1,000人以上。伏見城の天守や石垣が倒壊し、方広寺の大仏（京の大仏）が損壊した。余震が翌年春まで続く。これらの大きな地震が相次いだことで慶長に改元された（このため、地震は「慶長」を冠している）。
なお、この地震より以前、加藤清正が石田三成・小西行長らに訴えられて日本で謹慎していたが、清正は地震が起きた際に秀吉のもとへ駆けつけて弁明を行い、謹慎を解かれ、慶長の役にも出陣することとなった（地震加藤）。ただし、清正が地震の2日後に出した書状では清正は伏見邸の未完成により自分が無事だったと記しており伏見にはいなかったことが判明しており、地震加藤の逸話は史実ではなかったとみられる。また、同じ時期に他の武将にも帰国の動きがあったことから、清正の帰国は和平の進展と明使節の来日に対応したもので、謹慎処分によるものではなかった可能性が高い。

### 日本軍陣立（慶長）
和平交渉が決裂すると西国諸将に動員令が発せられた。以下は慶長2年2月22日付の秀吉朱印状「慶長再征之役進發人數書」に基づく日本軍の陣立。参謀本部の『日本軍陣立て』とは書き方が異なるが一次史料に従った。
再出征軍・総計141,500人
- 一番隊および二番隊（先手は、加藤清正と小西行長が籤によって2日交替で担うと定められていた。先手の際には一番隊となる。）

- 加藤隊（三備え）

加藤清正…10,000人
- 小西隊・計14,700人（四備え）

小西行長…7,000人
宗義智…1,000人
松浦鎮信…3,000人
有馬晴信…2,000人
大村喜前…1,000人
五島玄雅…700人
- 三番隊・計10,000人（三備え）

黒田長政…5,000人
毛利吉成・毛利吉政…2,000人
島津豊久…800人
高橋元種…600人
秋月種長…300人
伊東祐兵…500人
相良長毎…800人
- 四番隊・計12,000人（四備え）

鍋島直茂・鍋島勝茂…12,000人
- 五番隊・計10,000人（三備え）

島津義弘…10,000人
- 六番隊・計13,300人（四備え）

長宗我部元親…3,000人
藤堂高虎…2,800人
池田秀氏…2,800人
加藤嘉明…2,400人
来島通総…600人
中川秀成…1,500人
菅達長…200人
- 七番隊・計11,100人（三備え）

蜂須賀家政…7,200人
生駒一正…2,700人
脇坂安治…1,200人
- 八番隊および九番隊（両人は先陣を代わったとある。）

- 毛利隊・（五備え・同勢）

毛利秀元…30,000人
- 宇喜多隊・（三備え・同勢）

宇喜多秀家…10,000人
- 諸城の在番衆・計20,390人

- 釜山浦城

| 小早川秀秋（総大将）…10,000人 太田一吉（軍目付）…390人 - 安骨浦城 立花宗茂…5,000人 | - 加徳城 高橋直次…500人 筑紫広門…500人 | - 竹島城 小早川秀包…1,000人 - 西生浦城 浅野幸長…3,000人 |

- 軍目付（慶長）

垣見一直、福原長堯、熊谷直盛、竹中重門

## 慶長の役

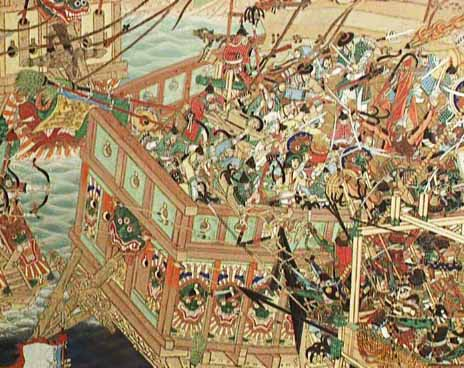
『朝鮮戦役海戦図屏風』／昭和16年前後／太田天洋（明治17-昭和21）

慶長2年（1597年）の後役の作戦目標は、諸将に発せられた2月21日付朱印状によると、「全羅道を残さず悉く成敗し、さらに忠清道やその他にも進攻せよ。」というもので、作戦目標の達成後は、慶尚道沿岸部へ撤収し仕置きの城（倭城）を築城し、在番の城主（主として九州の大名）を定めて、他の諸将は帰国するという計画が定められた(さらに、その後の慶長4年（1599年）に、再出兵による大規模な攻勢も計画されていた。)。
慶長2年（1597年）、九州・四国・中国勢を中心に編成された総勢14万人を超える軍勢は逐次対馬海峡を渡り釜山浦を経て任地へ向かった。

### 全羅道・忠清道掃討戦

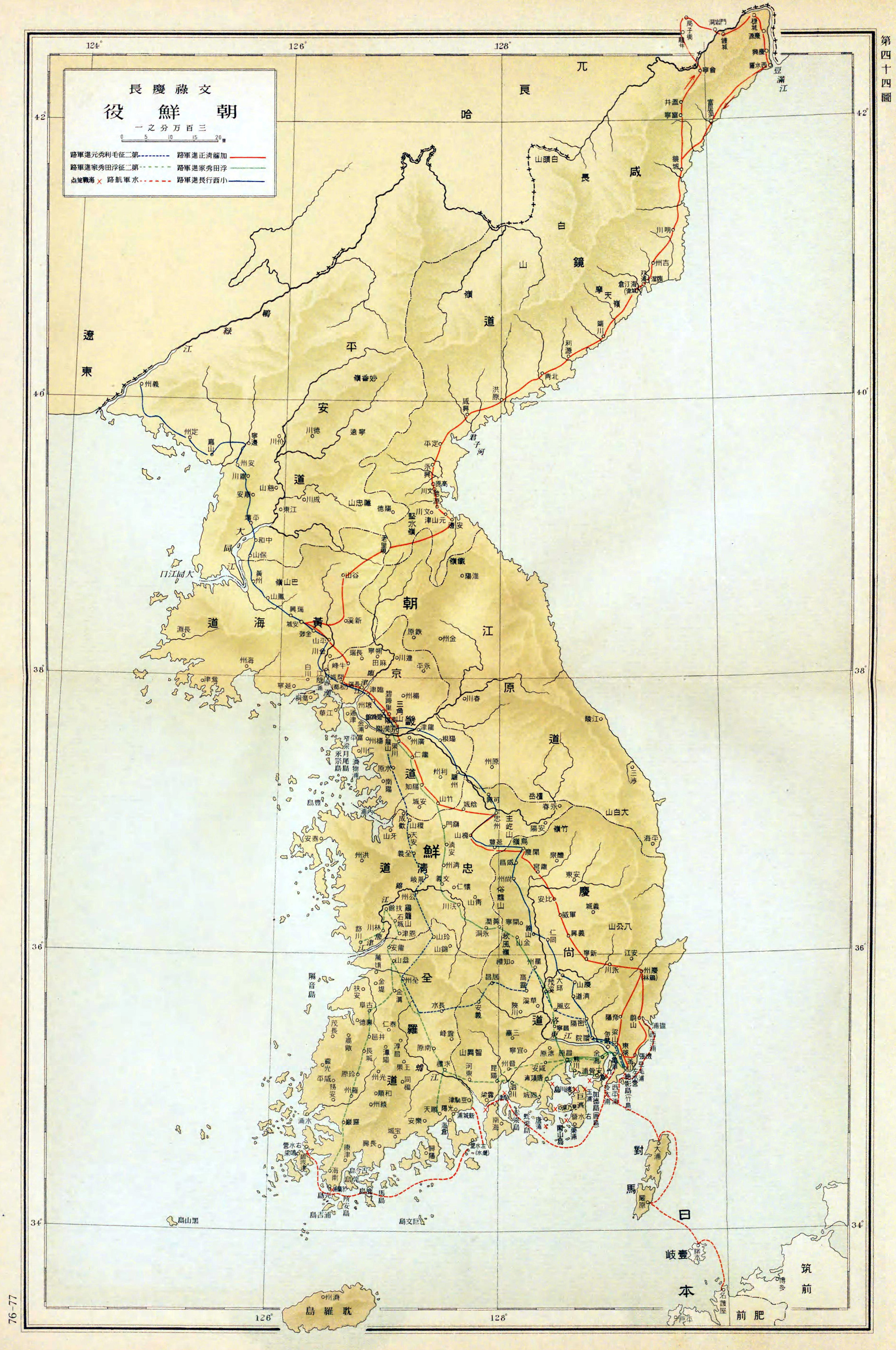
進軍ルート

朝鮮王朝では釜山に集結中の日本軍を朝鮮水軍で攻撃するように命令したが、度重なる命令拒否のために三道水軍統制使の李舜臣は罷免され、後任に元均が任命された。
朝鮮水軍を引き継いだ元均も攻撃を渋ったが、ついに慶長2年（1597年）7月に出撃を行った。しかし、攻撃は失敗し、帰路に巨済島沖の漆川梁で停泊していた。この情報を得た日本軍は水陸から攻撃する作戦を立て、7月16日海上からは藤堂高虎・脇坂安治・加藤嘉明等の水軍が攻撃し、陸上からも島津義弘・小西行長等が攻撃した。この漆川梁海戦は日本軍の大勝となり朝鮮水軍の幹部指揮官、元均、李億祺、崔湖を戦死させ、軍船のほとんどを撃沈して壊滅的打撃を与えた。
海上から朝鮮水軍の勢力を一掃した日本軍は、翌8月、右軍と左軍（及び水軍）の二隊に分かれ慶尚道から全羅道に向かって進撃を開始した。対する明・朝鮮軍は道境付近の黄石山城と南原城で守りを固めたが、日本の右軍は8月16日黄石山城を落城させた（黄石山城の戦い）。さらに、左軍および上陸した水軍諸隊は8月12日から南原城を攻撃し、明軍では主将の明将楊元が逃亡、李新芳・蒋表・毛承先らの副将が戦死、朝鮮軍では李福男(全羅兵使)・任鉉(南原府使)・金敬老(助防将)・鄭期遠(接伴使)・申浩(別将)・李元春(求礼県監)・馬応房(鎮安県監)・呉応鼎(防禦使)・李徳恢(判官)・黄大中(義兵指揮官)ら諸将が戦死、南原城は落城し、明・朝鮮軍は5000人が戦死し全滅した。（南原城の戦い）。逃亡した楊元は後に罪を問われ明軍の手によって処刑された。日本軍がたちまち二城を陥落させ全州城に迫ると、ここを守る明軍は逃走し、8月19日無血占領する。南原と全州の陥落により明・朝鮮軍の全羅道方面における組織的防衛力は瓦解した。
日本の諸将は全州で軍議を行い、右軍、中軍、左軍、水軍に分かれ諸将の進撃路と制圧する地方の分担を行い、守備担当を決め全羅道・忠清道を瞬く間に占領した。北上した日本軍に一時は漢城の放棄も考えた明軍であったが、結局南下しての抗戦を決意し、9月7日に先遣隊の明将・解生と黒田長政の部隊が忠清道と京畿道の道境付近の稷山で遭遇戦となったが決着はつかず、毛利秀元の救援到着を耳にした明軍は水原に撤退し、日本軍も引き上げた（稷山の戦い）。
一方海上では、朝鮮水軍の残存艦隊を三道水軍統制使に返り咲いた李舜臣が率いて全羅右水営に拠っていた。李舜臣は、南原城から南下した後、再び乗船して西進していた日本水軍を、9月17日鳴梁海峡で迎え撃ち、これに痛打を与えると速やかに退却した。この鳴梁海戦の翌日、日本水軍は朝鮮水軍の去った全羅右水営を占領する。さらに、日本の陸軍により全羅道西岸が制圧されると朝鮮水軍は拠点を失い、李舜臣も全羅道北端まで後退し、日本水軍は全羅道西岸まで進出し、陸軍に呼応するかたちで制圧していった。このとき日本水軍は姜沆や鄭希得などの多くの捕虜を得た。後に『看羊録』を残した姜沆が9月23日に藤堂水軍の捕虜となった地点は全羅道霊光の西岸である。
稷山に日本軍が進出すると、明・朝鮮軍は漢江を主防衛線に設定し、ここをなんとか死守しようとしていたが、
漢城では日本軍の接近でパニックに陥っており、人々は逃走をはかりほとんど無人となるほどであった。このときの明軍は兵力が少数にすぎず弱体であり、朝鮮軍は既に潰散していた。このとき、朝鮮では漢城を維持できる状態になく、朝臣たちはわれ先に都を出て避難することを献策した。
稷山での戦闘に関しては、朝鮮王朝実録には日本軍の戦死500～600、明軍も戦死者が多い、との記事がある。

朝鮮王朝実録においては明軍は自軍の勝利と報告している。
一方、日本の右軍は稷山での戦闘の後、9月10日には京畿道の安城・竹山まで前進した。
こうして日本軍は秀吉の作戦目標通り全羅道・忠清道を成敗し、さらに京畿道まで進出すると、計画通り沿岸部へ撤収し、文禄の役の際に築かれた城郭群域の外縁部（東は蔚山から西は順天に至る範囲）に、計画通り新たな城郭群を築いて恒久領土化を目指した。城郭群の完成後は各城の在番軍以外の軍勢は帰国する予定で、翌慶長3年（1598年）中は攻勢を行わない方針を立てていた。
朝鮮の朝廷では日本軍の反転理由が分からず日本軍の罠ではないかと疑った。

### 蔚山戦役
築城を急ぐ日本軍に対して、明軍と朝鮮軍は攻勢をかける。慶長2年12月22日、完成直前の蔚山倭城（日本式城郭）を明・朝鮮連合軍5万6,900人 が襲撃し、攻城戦が開始される。
蔚山城が襲撃を受けたとの報を西生浦で聞いた加藤清正は即座に兵船に座乗して蔚山に帰還、城内に入った。
明・朝鮮連合軍は、連日攻城戦を展開したが、日本軍(籠城兵10,000人)の堅い防御の前に明・朝鮮軍は大きな損害を被り攻撃は頓挫した。しかし、このとき蔚山城は未完成であり、食料準備もできていないままの籠城戦で日本軍は苦境に陥る。年が明けた翌慶長3年（1598年）1月になると蔚山城は飢餓により落城は時間の問題となる。しかし、籠城開始から10日後の1月3日、毛利秀元等が率いる援軍13000人が到着し、翌4日水陸から明・朝鮮連合軍を攻撃敗走させ2万人の損失 を与えて勝利した（蔚山城の戦い）。明軍の指揮官クラスでは、遊撃楊万金戦死、千総麻来戦死、千総周道継戦死、千総李洞賓戦死、把総郭安民戦死、千総王子和戦死、哨総湯文瓚戦死、千総銭応太戦死、張応元戦死、陳観策戦死、遊撃陳寅負傷、遊撃陳愚沖負傷、という損害を出している。明将楊鎬、麻貴は日本軍の追撃を恐れ、漢城まで撤退した。。
大河内秀元の著書、朝鮮物語(大河内秀元陣中日記)による記述では、明軍の軍勢は80万騎だったとしている。日本側の兵数は23000、日本軍は初日の攻撃だけで18360人が戦死したと記述している。籠城による餓死凍死は896、援軍の戦死を2800と記している。明軍の討ち死にした死体は15754としている。なお大河内秀元は、小早川秀秋が援軍の主将であり、自ら13人の明軍を討ち取ったと記述しているが、実際には小早川秀秋は蔚山には出陣していないなど、記述の信頼性に問題も見られる。
中国国内の歴史家には、朝鮮物語(大河内秀元陣中日記)の記述を元に、日本軍の蔚山城防衛兵数を23000、日本軍の戦死者を18360人以上とする主張もみられるが、豊臣秀吉朱印状によれば、日本軍の兵数は最大でも、加藤清正軍が10000、浅野幸長が3000、その他の多少の兵数千を合計しても、最大限に見積もっても15000程度であると考えられる。また日本軍の実際の動員数は公式(豊臣秀吉朱印状)よりも数割少なかったと考えられており、日本軍の兵数は15000以下だったと可能性が高いと考えられ、18360の戦死者数は非現実的と思われる。
加藤清正軍は第二次蔚山城の戦いでも城を守ったが、もし第一次蔚山城の戦いで8割近い壊滅的な被害を被っていた場合、第二次蔚山城の戦いの防衛を任せられたり行うことは難しいため、18360の被害はさらに非現実的と推定される。第一次と第二次蔚山の戦いの間に加藤清正が日本から援軍を呼び寄せた記録もない。
中国国内では、日本の歴史史料である西藩烈士干城録の記述を元に、蔚山城防衛兵数を20000とする主張もあるが、西藩烈士干城録は19世紀に島津家で書かれたものであり、島津家は蔚山城の戦いに参加していないため、20000という数字は信憑性が低いと思われる。
戦いの後、宇喜多秀家など13人は、立地上突出している蔚山・順天・梁山の三城を援軍の困難さを理由として放棄する案を豊臣秀吉に上申しているが、これに小西行長、宗義智、加藤嘉明、立花宗茂らは反対し、秀吉はこの案を却下し上申者を叱責した。日本軍の各城郭では、城の増強工事、火器の増強、兵糧の備蓄が進められ強固な防衛体制が整えられていった。各城郭の防衛体制が整うと、九州衆が城の守備のため6万4千余りの軍勢を朝鮮半島の在番として据え置き、7万の四国衆・中国衆と小早川秀秋は、予定通り順次帰国して翌年以降の再派遣に備えた。

### 四路の戦い（四路並進）
秀吉は翌慶長4年（1599年）に大軍を再派遣して攻勢を行う計画を発表していた。しかし、豊臣秀吉は慶長3年（1598年）8月18日に死去。その後、五大老や五奉行を中心に撤退が決定され、密かに朝鮮からの撤収準備が開始された。もっとも、秀吉の死は秘匿され朝鮮に派遣されていた日本軍にも知らされなかった。
前回の敗戦後、明軍では本国からの増援を得て兵力は約10万となった。すでに2月頃から明軍指揮部は蔚山戦役の失敗を反面教師にして新しい作戦を立案し始めた。つまり、10万の兵力を動員して陸軍が日本軍の拠点らを同時に打撃する一方、水軍に退路を遮断させることであった。9月に入ると明・朝鮮連合軍は軍を三路(東路軍、中路軍、西路軍)に分かち、一路では水軍がこれを補助しながら、蔚山、泗川、順天へ総力を挙げた攻勢に出た。水陸方面での挟撃を通じて朝鮮半島に残留していた日本軍を壊滅させるというこの構想は、いわゆる「四路並進策」と通称された。日本軍は沿岸部に築いた堅固な守りの城(倭城)で迎え撃った。

### 第二次蔚山城の戦い
第一次蔚山城の戦いの後、蔚山城は引き続き加藤清正軍が守備を行っていた。慶長3年（1598年）9月、明将麻貴総兵が指揮する東路軍29,500人（明軍24,000人、朝鮮軍5,514人）が加藤清正が守備する蔚山倭城(籠城兵10,000人)を攻撃したが、今回は篭城準備がなされており、明・朝鮮連合軍の攻撃は撃退され失敗、明・朝鮮連合軍は大きな被害を出し、慶州へ撤退した(第二次蔚山城の戦い)。

『明史』によると、日本軍は偽りの退却をして麻貴の明軍を誘引し、明軍が空塁に入ったとき、伏兵が起こり明軍は敗北した。
慶尚道左防禦使の権応銖が都元帥の権慄に送った報告によると「9月19日に麻貴は釜山の日本軍を牽制するために朝鮮軍の金応瑞が東萊の温井に赴く、翌20日から蔚山倭城を攻撃開始した。明軍は何度も挑戦をしたが、日本軍は守りを固めて出て来ないため明軍の被害は数え切れない。包囲を一旬(約10日間)続けたが攻略の目処が立たないために撤退した」と記述している。

### 泗川の戦い
慶長3年（1598年）9月末、明将董一元率いる明・朝鮮連合軍(朝鮮宣祖実録における兵数は、明軍は26,800人、朝鮮軍は2,215人と記録されている。)が泗川倭城に攻め寄せた。明軍はまず泗川古城を強襲、主将川上忠実は数百の兵で頑強に抵抗し、城から出撃すると明将遊撃李寧・盧得功以下数百人を討ち取った。しかし、数の上で圧倒的に不利な川上忠実の軍勢は明・朝鮮連合軍の囲みを突破して泗川古城を放棄し、泗川新城への撤退を目指した。包囲を突破する際、150人余りが戦死したが、泗川新城へ撤退することに成功した。また川上忠実は、瀬戸口重治に命じて敵の食糧庫を焼き討ちさせ、これに成功した。大兵力の連合軍は食糧が不足していたが、食料庫を焼かれたことでさらに窮地に陥り、短期決戦を余儀なくされた。明軍は10月1日をもって泗川新城への総攻撃を行うことに決した。島津軍7000は数で大きく上回る明・朝鮮連合軍を迎撃することになる。1日、明・朝鮮連合軍が泗川新城への攻撃を開始。島津軍は敵を引き付け、弓銃の一斉射撃で敵を撃退。矢弾はほとんど命中し、敵の死体が山積みとなる。この戦闘中、明・朝鮮連合軍の火薬庫に引火し爆発した。この機に乗じて、島津軍は城門を開き打って出た。島津義弘は伏兵を出動させて敵の隊列を寸断して混乱させ、義弘本隊も攻勢に転じた。義弘自ら4人斬り、忠恒も槍を受け負傷するも7人斬るなどして奮戦した。混乱した連合軍は疲労していたことも手伝って、壊滅的被害を受けた。島津軍は南江の右岸まで追撃を行い、混乱し壊走する連合軍は南江において無数の溺死者を出した。明将董一元は星州まで逃亡した。この戦いは島津の大勝に終わり、明・朝鮮連合軍の死者は3万6000人を超えるとされる。朝鮮王朝実録に記述された明軍戦死者は7000～8000人、あるいは明軍の過半数が戦死としている。

### 順天城の戦い
順天新城では、小西行長、松浦鎮信、有馬晴信、五島玄雅、大村喜前の5氏13,700人が在番していた。明・朝鮮連軍の内、西路軍、水軍が順天城に攻撃目標を定めた。西路軍は明軍21,900人で劉綎が率い、朝鮮軍は5,928人で権慄が率いた。水軍は陳璘率いる明水軍19,400人、朝鮮水軍7,328人は李舜臣が率いた。明・朝鮮連合軍の合計は55000人 に及んだ。慶長3年（1598年）9月19日、地上から明・朝鮮軍が順天新城に進攻し、海上からも明・朝鮮水軍が砲撃を加えたが日本軍に撃退される。続いて20日・21日と明・朝鮮水軍が城に迫ったが、日本軍は防戦してこれを退け、明の遊撃李金が負傷し、戦死した明兵も数知れずとある。
10月2日、明・朝鮮軍は水陸両面から総攻撃を仕掛けた。地上では攻城具を連ねて外郭部に攻めかかったものの、城からの日本軍の鉄砲や大砲による反撃は激しく多くの死傷者を出した。また日本軍は機を見て城から出撃して敵を斬り倒し、攻城具に火を放って焼き払った。この日地上では明・朝鮮軍は八百余人の戦死者を出して撃退された。また水軍による海上からの攻撃も撃退され、朝鮮水軍の蛇渡僉使黄世得が戦死、薺浦万戸朱義寿、蛇梁万戸金声玉、海南県監柳珩、珍島郡守宣義卿、康津県監宋尚甫が負傷した。3日、劉綎は陳璘に「今夜水陸共同で夜襲を決行すべし」と伝えた。ここにおいて陳璘は午後8時頃水軍を率いて上げ潮に乗じて進み、夜半城下に迫り日本軍と攻防戦となる。戦闘中俄に引潮となると、明水軍の唐船二十三隻（『宣祖実録』、李舜臣の『乱中日記』では沙船十九隻、號船二十餘隻）が浅瀬に座礁する。これを日本軍が炎上させた。明兵に死傷及び捕虜となるものが甚だ多く出て、生還した者は百四十余名に過ぎなかった。翌4日も明・朝鮮の水軍による攻撃は継続されたが、城の守りは堅く撃退された。
このように3日、4日と水軍は海上からの攻撃を実施した。にもかかわらずこの間、劉綎の陸兵は動かなかった。これは満を持して行われた2日の総攻撃の損害が大きかったことと、東方で泗川倭城を攻撃した中路軍が島津軍に大敗を喫しており、その敗報が伝わっていた事情がある。明・朝鮮軍は大きな被害を出しながら攻城に失敗し、10月7日になると、ついに包囲中の地上軍は撤退し、明軍は古順天に1万余を残し、劉綎自身は富有まで撤退した。これにともない水軍も10月9日、海上封鎖を解いて古今島（莞島郡古今面）に撤退した。明軍の退路上には投棄された兵糧が散らばっており、この幾らかは日本軍が戦利品として入手した。こうして、兵数で圧倒的に勝っていた明・朝鮮の西路軍・水軍は敗北し、順天城攻略作戦は失敗に終わった。
この三城同時攻撃(第二次蔚山城の戦い、泗川の戦い、順天の戦い)では、明・朝鮮連合軍が動員した総兵力は11万を超え、前役・後役を通じて最大規模に達していた。また兵糧や攻城具も十分に準備してのものであったが、明・朝鮮連合軍の総力を挙げての一大攻勢は日本軍の反撃の前にすべて失敗に終わった。朝鮮王朝実録には、三路の戦い(第二次蔚山城の戦い、泗川の戦い、順天の戦い)において、明・朝鮮軍は全ての攻撃で敗退し、これにより、三路に分かたれた明・朝鮮軍は溶けるように共に潰え、人心は恟懼（恐々）となり、逃避の準備をしたと記述されている。

### 戦争の終結
慶長3年（1598年）8月に秀吉が死去して以降、幼児の豊臣秀頼が後を継いだ豊臣政権では、大名間の権力を巡る対立が顕在化し、政治情勢は不穏なものとなっており、もはや対外戦争を続ける状況にはなかった。そこでついに10月15日、秀吉の死は秘匿されたまま五大老による帰国命令が発令された。秀吉による慶長4年（1599年）の再出兵計画は白紙となった。また対馬海峡は冬になると海が荒れ、重量物輸送が困難になるため、冬を迎える前の撤退が急がれた。
慶長3年（1598年）10月下旬、帰国命令を受領した小西行長は、明軍の陸将劉綎との交渉により無血撤退の約束を取り付け、人質を受領して撤退の準備に取り掛かっていた。ところが、古今島に退却していた明・朝鮮水軍は、日本軍撤退の動きを知ると、11月10日再び順天城の前洋に現れ海上封鎖を実施して海路撤退の妨害を行った。そこで小西行長は、明水軍の陳璘と交渉や買収で無血撤退の約束を取り付け、人質も受領するが、この頃日本側撤退の内情（秀吉の死）は明・朝鮮側も知るところとなり、実際には明・朝鮮水軍は後退せずに海上封鎖を継続した。
小西軍の脱出が阻まれていることが確認されると泗川から撤退してきた島津義弘、立花宗茂、高橋直次、寺沢広高、宗義智、小早川秀包、筑紫広門(上野介広門の子・主水正広門) らの諸将は救援に向かうために水軍を編成して進撃した。島津義弘、立花宗茂らの救援軍が近づくのを知ると明・朝鮮水軍は順天の海上封鎖を解いて迎撃を行い、両軍は11月18日夜間、露梁海峡において衝突する。
この露梁海戦で島津水軍は苦戦したとされ、明・朝鮮側の資料では自軍の勝利を強調している。しかし、明・朝鮮軍では明水軍の副将、鄧子龍や朝鮮水軍の主将で三道水軍統制使の李舜臣、さらに、李英男（加里浦僉使）、方徳龍（樂安郡守）、高得蒋（興陽県監）、李彦良、といった複数の将官が戦死した。一時突出した明軍の主将陳璘も日本軍の包囲から危うく逃れたとされ明・朝鮮水軍が退却する日本軍を追撃したり、あるいは再び順天を封鎖することは適わなかった。明・朝鮮水軍が出撃したことによって順天の海上封鎖が解けたことを知った小西行長は、海戦海域を避け、戦闘に参加することなく海路脱出に成功し、巨済島に到着した。島津・宗・立花勢らも巨済島に到着した。こうして西部方面の日本軍は撤退を完了し、さらに釜山浦に向かった。
一方、蔚山・西生浦・梁山・竹島など東部方面に展開していた日本軍は、これより先の11月15日頃から各自城を撤し順調に釜山に向かっている。
11月中旬、日本軍は釜山に集結した。11月23日加藤清正等が釜山を発し、24日毛利吉成等が釜山を発し、25日小西行長、島津義弘等が釜山を発す。
こうして、日本の出征大名達は朝鮮を退去して日本へ帰国し、豊臣秀吉の画策した明遠征、朝鮮征服計画は成功に至らぬまま、秀吉の死によって終結した。
この戦争について清が編纂した『明史』では「豊臣秀吉による朝鮮出兵が開始されて以来7年、（明では）十万の将兵を喪失し、百万の兵糧を労費するも、中朝（明）と属国（朝鮮）に勝算は無く、ただ関白（豊臣秀吉）が死去するに至り乱禍は終息した。」と総評する。

### 慶長4年（1599年）の再出兵計画
秀吉は慶長の役の開始の頃から数度の出兵を計画しており、蔚山戦役の後には6万4千余の将兵を朝鮮半島の在番として拠点となる城郭群に残し防備を固めさせる一方、7万余の将兵を本土に帰還させていた。それは秀吉が慶長4年（1599年）にも大規模な軍事行動を計画していたためであった。日本軍の総司令官には石田三成や福島正則が任命されていた。その再出兵計画に向けて朝鮮半島の倭城に兵糧や玉薬などを諸将に備蓄するように命じていたが、計画実施前に秀吉が死去したため実施されることはなかった。

## 戦役後の和平交渉
和平交渉は徳川家康によって委任を受けた対馬の宗氏と朝鮮当局の間で進められた。とはいえ、日本国内では「徳川家康が再出兵を計画し、対立している諸大名たちを朝鮮に送り込もうとしている」という不穏な噂が流れていた。
日本は断絶していた朝鮮との国交を回復すべく、朝鮮側に通信使の派遣を打診し、それを受けて朝鮮朝廷はまず日本の内情探索のため1604年に探賊使として惟政を対馬に派遣したが、征夷大将軍徳川家康は宗義智に命じて京まで呼び寄せ、1605年（慶長10年）上洛して伏見城で会見した。惟政は日本側の実権が徳川に移ったことと家康の和平の意向を確認し、その後朝鮮より正式な使節である回答兼刷還使が派遣されて和平が果たされたのは、1607年（慶長12年）二代将軍徳川秀忠に対してであった。
明は日本と国交を結ばないまま滅亡し、明に代わって中国を支配するようになった清は、すでに日本が鎖国を取ったため貿易は行うが、正式な国交を持とうとはしなかった（海禁も参照）。

## 日本軍の補給
文禄・慶長の役において、日本は初動において16万人に対する莫大な輸送量に対する補給を見事になしとげたが、黄海道を経て海路から北京を攻略する計画は制海権を得られずに補給線の確保ができなかったことから断念したとされる説がある。また、朝鮮半島は陸路、海路ともに輸送経路が整備されておらず、補給活動で損耗が伴うような状態であった。
韓国では、日本軍には水陸並進作戦(日本の陸上軍が首都・漢城へ、さらに逃げる朝鮮国王一行を追って平壌へと進撃するのに合わせて日本水軍は海上を進み朝鮮西海岸を北上して、陸軍への補給をするという作戦)が存在した、とされてきた。
日本軍の水陸併進策があったとされる説を最も早く書いたのは当時、朝鮮王朝で左議政（副首相）さらに領議政（首相）を務めた柳成龍の『懲毖録』であろう。
小西行長は明国との国境の鴨緑江の岸・義州に逃れた朝鮮国王宣祖を追って平壌に至り、
「日本の水師十余万が、また西海から到来する。大王の竜御は，ここからどこへ行かれるというのか」
と書簡を送ったという。
「思うに賊はもともと水陸の軍勢を合わせて西下しようとしたのである」
と、これを以て、柳成龍は日本軍に水陸併進策があったと受け取ったのだと思われる。
しかし、この小西の言葉は外交上（戦略上）のブラフ（ハッタリ）であろうと思われる。
実際の日本軍の水軍勢は全体でも1万に満たなかった。このあと，明国の遊撃将・沈惟敬は小西に書簡を送って、「まもなく40万の明兵が出動し、日本軍の前後を遮断する。今、二人の王子を還し撤退すれば、明日から和議の使節を派遣するだろう」と伝えたが，実際に明から朝鮮に派遣された軍勢は4万8千であった（李啓煌）。沈惟敬もブラフを使ったのである。こちらの発言は忘れられているのに、なぜ小西の発言のみが独り歩きしたのだろうか。
それは懲毖録の影響ではないかと思われる。李舜臣の海戦を日本軍の水陸併進策の打破と解釈したからだと思われる。
国王に付き添って義州に滞在中の柳成龍にとっては小西の言葉は現実味を帯びた脅迫と感じたのではないか。自分の推薦で全羅左水使に就任した李舜臣の奮闘によってその恐怖が除去されたので、李舜臣の功績を実際より過度に高く評価したのではないだろうか。もしも水陸併進作戦を進めようとするのならば、船手衆の脇坂・藤堂・九鬼・加藤嘉明らを上陸させて内陸部で働かせたりせず、李舜臣の第1次の慶尚道への出撃をまたず、日本水軍から全羅道の海域への航行をおこなっていたのではないか。慶長2年の第二次侵攻のときも、これら船手衆が漆川海戦で大勝したあと、内陸部の南原城攻略に参戦したりせず、一気に全羅道西岸へと進出するのではないだろうか。韓国、そして日本の歴史家や著述家が柳成龍の叙述に準拠してこの戦役を記述して来たのではないだろうか。西海岸だけではなく、東海岸においても、加藤清正・鍋島直茂は咸鏡道へ侵攻していたが，日本水軍が東海岸を北上して補給を行った事実もないし，計画もなかった。
朝鮮半島における補給線については、寸断されずに継続していたとされるが、近年の韓国の歴史学会からは「李舜臣が日本軍の補給線を寸断した」という主張が行われている（例・日韓歴史共同研究報告書（第1期）・鄭求福発表論文『壬辰倭乱の歴史的意味』「李舜臣による海戦の勝利によって海路を通じた軍糧の輸送も遮断された。」）
日本軍の補給路は、肥前名護屋から海路壱岐を経て対馬厳原に到り、対馬北端に位置する大浦などから釜山に着岸して荷を下ろし、その後は陸上を漢城に向かうというものであった。この補給路を朝鮮水軍が寸断するには、釜山の港を継続的に海上封鎖するか、釜山そのものを占領奪還するしか方法はなかった。しかし、実際のところ李舜臣が釜山の海上封鎖を行ったことはなく、釜山前洋に現れること自体殆ど無かった。閑山島海戦までの李舜臣の活動域は加徳島より西方の海域であり、釜山近くに現れることは殆ど無かった。一度だけ釜山に現れたのが天正20年8月29日（明暦9月1日）の釜山浦海戦であった。李舜臣は釜山と日本本土の海上補給路を分断する必要を痛感しており、朝鮮水軍の総力をあげて釜山港に強硬突入した。しかし、李舜臣の釜山の占領奪還作戦は失敗し、日本軍の補給路を寸断することはなく退却した。たった一日の数時間の出来事であり継続性が無く、この後、李舜臣が釜山の前洋に現れることも二度と無く、日本軍の補給路は堅持され安泰であった。
日本軍の補給の状況を示す資料も多数存在する。
漢城在陣諸将が文禄2年3月3日に発した連署状には、海路、釜山には兵糧は運ばれており、4月11日までは漢城に兵糧があることが書かれている。
文禄2年4月、日本軍は漢城を引き払い、朝鮮南部に再布陣する。ルイス・フロイスの『日本史』には、朝鮮南部の沿海地域に兵糧・弾薬が海路輸送され豊富に備蓄されていたことが書かれている。
南部への再布陣の後、補給を充足させた日本軍は、文禄2年6月、再攻勢を開始し、29日、朝鮮側最大の反抗拠点と目された晋州城を攻略した。この晋州城攻略作戦は文禄の役が始まって以来最大の作戦であり、9万を超える軍勢が晋州城とその周辺に投入されている。
晋州城の攻略後、ただちに日本軍は慶尚道南部の沿海部に、現在倭城と呼ばれる多数の城郭群を構築し、長期の駐留体制を整えた。ルイス・フロイスの『日本史』によれば、これらの城郭には、兵糧・弾薬が海路輸送され豊富に備蓄されており、しかもそれは2年以上持ち堪えるほど莫大な量に達していた。また、この時期、上杉景勝、伊達政宗、佐竹義宣といった増援軍が続々と、海路、日本から釜山へと渡海している。
文禄3年5月24日に豊臣秀吉が発した朱印状には、釜山・加徳島・東萊・竹島（金海）等の倭城に莫大な量の兵糧が備蓄されており、これらが古米化しないように、新しい兵糧米との入れ替えを指示する内容が書かれている。
沿岸の主要港湾には日本式城郭(倭城)が築かれ要塞化されており、日本軍の補給路は頑強に保持される体制が整っていた。
日本と明の講和交渉中（1593年2月以降）にも、李舜臣は倭城群の攻略のために複数回出撃しているが、最初の関門である熊川倭城を遂に攻略・突破することが出来なかったのである。
慶長の役においても、日本軍の補給路は堅持され安泰であり、制海権を撤退まで維持し続けた。
慶長の役では、漆川梁海戦で元均麾下の朝鮮水軍が壊滅的打撃を被った後、李舜臣が三道水軍統制使に復帰し、朝鮮水軍の指揮をとるが、以後一度も釜山近郊に現れていない。鳴梁海戦の後も李舜臣が根拠地としていた場所は全羅道西方の古今島であったが、そこから東の順天から釜山のおよそ140kmに及ぶ沿岸は日本軍の制圧下にあり、海岸には多くの倭城が築かれていた。朝鮮水軍が釜山に到達することは困難であった。
李舜臣率いる朝鮮水軍は、日本軍が占領し倭城を築いた地域よりも東へは進出することが出来ず、一度も釜山の前洋に現れなかった。釜山の日本軍の補給路は寸断されることなく安泰であったのである。
しかし、朝鮮水軍が一度だけ釜山の前洋で日本軍の補給線を妨害したことがあった。慶長の役の初頭、文禄の役後の講和交渉の進捗で日本軍が巨済島から撤収していた。この影響で、元均率いる朝鮮水軍は巨済島を停泊地にして釜山前洋に進出することが可能であった。しかし効果を挙げる間もなく元均麾下の朝鮮水軍は漆川梁海戦で日本水軍の逆襲を受け壊滅的打撃を被り、補給線妨害作戦はここに終決した。
慶長3年3月13日に豊臣秀吉が朝鮮在番の諸将に発した書状には、「兵糧を日本の都へ届けるよりも、その方（朝鮮）に届けるほうが容易である」と書かれている。
秀吉の死後、五大老の命令により、日本軍は撤退を開始する。1598年11月下旬から、諸大名は順次、釜山から博多へ帰着した。最後まで海上補給路が維持されていたからこそ可能な撤退作戦であった。
7年に亘る戦争の間、大軍の海上輸送と揚陸、海岸の拠点・海上補給路の構築と長期間の維持という渡海作戦は成功を収めていたのである。

## 軍事力と軍事情勢
以下、関係国の軍事力を記す。なお、当時の各国の人口は、1600年の時点で、日本は2200万人、朝鮮は500万人、明朝は1億5000万人であったと推測されている（歴史上の推定地域人口参照）。またイベリア帝国（スペイン・ポルトガル）は1050万人、オランダは150万人、ブリテン諸島全体で625万人であった。

### 日本軍
動員数
秀吉は、侵攻軍と予備軍の宿営地として新たに建設した名護屋城に軍隊を集結させた。
- 文禄の役の動員は、9軍団に分かれた総勢158,000人で、その内の2軍団21,500人は予備 として、それぞれ対馬と壱岐に駐屯した。これに諸隊（播磨三木の中川秀政ほか）の12000人、水軍9200人、石田三成ら奉行7200人が後詰めとして名護屋に在陣し、渡海軍と待機軍とを含めると、総計187100人であった。
- 慶長の役では141,500人 が動員された。

ただし、これらは諸大名に賦課された軍役の動員定数であって動員実数はその8割程度ともいわれ、日本軍の動員数には人夫や水夫など非戦闘員が含まれており(文禄の役における島津勢では非戦闘員が全数の四割以上を占めていた)、留意が必要である。
ほかに、20万5570余りの兵が高麗へ渡り、名護屋在陣は10万2415兵で、総計30万7985兵で陣立てされたという『松浦古事記』による記録もある。
武器・装備
15世紀中頃から日本は長い内戦状態（戦国時代）にあったため、豊臣秀吉の指揮下には実戦で鍛えられた50万人の軍隊がいる状態となっており、これは洋の東西を通じて明と並ぶ当時最大規模の軍隊であった。1543年の鉄砲伝来で日本に持ち込まれた火縄銃は、その後直ぐに国産化され独自に瞬発式火縄銃に改良され日本国内で普及していた。当時の貿易取引書からの推計で戦国時代末期には日本は50万丁以上を所持していたともいわれ、当時世界最大の銃保有国となっていた。なお、当時の日本の武士人口は200万人であるのに対して、イギリスの騎士人口は3万人であった。
日本軍は歩兵（足軽）が中心で火縄銃と弓を組み合わせて使用し、接近戦用には長槍、乱戦用には日本刀を用いた。火縄銃は、六匁筒が標準であった日本国内の戦で用いるには威力不足な弾丸重量二匁半（約9.4グラム）の安価で大量生産のできる比較的小口径のものが主に用いられ、大筒や大鉄砲を含む装備銃砲数のおよそ7割をこの二匁半筒が占めた。火薬の原料である硝石を輸入に頼っていた当時の日本では、大口径の砲は火薬を大量に消費するので攻城戦で使われる程度で野戦では余り使われなかった。
戦争の初期、日本軍は500メートル以上の最大射程を持ち、弓矢よりも貫通力のある火縄銃の集団使用によって優位に立った。当時の朝鮮の宰相である柳成龍が著述した懲毖録によれば、日本の火縄銃の射程や命中率は朝鮮の弓(射程約120メートル)の数倍であったという。本来の日本の火縄銃の用法は、西洋における戦列歩兵による弾幕射撃とは異なり狙撃型のものであり、射撃開始距離も1町（約109メートル）程度であったとされるが、朝鮮においてはより遠距離からの射撃戦が行われる傾向にあり、遠距離射撃による精度の低下を補うために、一斉の集中射撃も行われた。しかし、戦争の末期になると朝鮮と明も鹵獲した日本製火縄銃やそれを模造したものを採用して使用数を増やし対抗した。
日本の騎兵は槍や、馬上用の小型銃を装備していた。しかし、日本では戦国時代に銃の集団射撃に対する騎兵の脆弱性を経験していたため、騎兵の使用は減りつつあった。
日本水軍は安宅船は一部の上級指揮官の乗船などに限られ、中型の関船や小型の小早による機動性の高い戦闘を主戦法とし、接舷切り込みによる白兵戦指向で、可能であれば敵船を鹵獲する傾向があった。なお、当時の世界の海戦としても敵船に体当たりして沈めたり、敵船に乗り込んで鹵獲が常道であった。日本水軍の主な任務は食料や兵員の輸送であり、船舶には大口径の火縄銃形式である大鉄砲が多く用いられた。

### 明軍
朝鮮で「天兵」と呼ばれた明軍は、文禄の役においては、祖承訓率いる5,000人、李如松率いる秋水鏡を含む43,000人が参戦し、さらに碧蹄館の戦い後に劉綎率いる5,000人が増援として新たに到着した。ルイス・フロイスは、平安城を囲んだ明軍の兵力を伝聞として「少なくとも20万」と記載している。
慶長の役については、最大動員となった慶長3年（1598年）9月の蔚山・泗川・順天の三方面同時反攻の際の兵力を、『宣祖実録』は水軍を合わせ92,100人とし、参謀本部編纂『日本戦史 朝鮮役』では同じく64,300人としている。また朝鮮の史料『燃藜室記述』では両役を通しての明の動員数を221,500余人とする。
明の歩兵は、広大な帝国内における多様な戦闘を経験しているため、様々な武器を使用した。飛び道具として弓、三眼銃、火縄銃、南蛮式火縄銃、小火砲、長柄武器として槍、三又、鉄棒、射手の護身用に片手刀、その他に大砲、煙幕弾、手投げ弾などである。しかし、明の火縄銃や南蛮式火縄銃は日本の物と比べ改良が進んでおらず余り役に立たなかった。ルイス・フロイスの記録によれば、明軍の防具は鉄製のため守備力があり、槍も日本刀も通じにくかったとされる。
しかし、碧蹄館の戦いに関し、朝鮮王朝実録には「天兵(中国兵)短劍、騎馬, 無火器, 路險泥深, 不能馳騁, 賊(日本軍)奮長刀, 左右突鬪, 鋒鋭無敵。」という記述があり、李如松軍のために兵糧等の手配もしていた朝鮮の宰相である柳成龍が著述した懲毖録には、「李如松提督が率いていたのは皆北方の騎兵で火器を持たず只切れ味の悪い短剣を持っていただけだった。一方賊(日本軍)は歩兵でその刀剣はみな3-4尺の切れ味無比のものだったから、衝突激闘してもその長刀を振り回して斬りつけられるので人も馬も皆倒れ敢えて立ち向かうものはなかった(以下略)」とある。このように明軍は日本軍の日本刀に苦しんだようで、日本軍が南原城を陥落させたときの日本・明間の交戦に関して懲毖録では「日本兵は、城外にあって二重,三重にとり囲み、それぞれ要路を守り、長刀を奮って、やたらと切りつけた。明国軍は、首を垂れて刃を受けるのみであった。たまたま月が明るく、脱出できた者は何人もいなかった」とある。日本刀は宋代（960-1279）にはすでに中国へ輸出されていたが、軍隊や民間で倭刀及び倭刀術が広く用いられるようになったのは明代（1368-1644）からである。明では後期倭寇の頃から、日本兵(倭寇)の日本刀・日本式剣術に苦しめられていたため、明軍では日本式の刀や日本式の剣術が武将の戚継光や学者の茅元儀らによって研究され軍に採用されていた。中国は多くの日本刀を輸入し、日本刀を模した刀も製作された(後に苗刀と呼ばれる)。戚継光の著作『紀効新書』には「此は倭が中国に攻めてきた時わかったことである。彼らは舞うような歩法を用い、前方への突進力は光が閃くようで我ら明の兵は気を奪われるのみだった。倭はよく躍動し、一度動き出せば丈あまり、刀の長さは五尺なので一丈五尺の間合でも攻撃される。我が兵の剣では近づき難く、槍では遅すぎ、遭遇すればみな両断されて殺される。これは彼らの武器が鋭利であり、両手で振れる強力で重い刀を自在に用いているためである。日本人には遠くからの鳥銃が有効である。だが日本人は全く臆せず攻めたり刺したりできる至近まで突っ込んでくる。兼ねてよりこの銃手が弾を込める間に時間を取られて接近を許すことが多い。その勢いを止められない。日本人の刀捌きは軽くて長く接近を許した後の我が軍の銃手の動きは鈍重すぎる。われわれの剣は銃を捨てて即座に対応するための有効な武器ではないのだ。それゆえ我々も日本式の長い刀を備えるべきだ」とある。1790年に朝鮮で編纂された武芸図譜通志には、中国の史料を引用する形で「(明の戚継光曰く)日本刀は倭寇が中国を侵したときに初めて見られるようになった。彼らがこの刀を手にして舞うと光閃の前に、我が兵たちは気を奪われ、倭人は一丈余り一躍し、遭遇した者は両断された。これは刀が鋭利で、しかも両手で使用するので力をこめられるためだ。今日でも、(刀だけ)単独で用いては防御できない。ただ鳥銃を兼用すれば防御可能で、賊が遠ければ鳥銃を発射し、近ければ刀を用いる」、「(明の茅元儀曰く)日本刀は極めて強く鋭く、中国刀では及ばない(中略)、倭賊は勇敢だが愚かで生死を重視しない。戦いのたびに三尺の刀を手に舞いながら前進してくると防ぐことができない」とある。

### 朝鮮軍
文禄の役の全期間の合計で、朝鮮は172,400人の正規軍を展開し、22,400人の非正規軍がこれを支援した。
朝鮮にも火縄銃に似た火器があったが旧式のものであった。現代でいう「大砲」に分類されるものもあったが、銅製であり大きい割に威力が低く小型である日本の鉄製の大鉄砲なみの威力であった。宗義智が1589年に使節として朝鮮を訪れた際に進物として火縄銃を贈ったが、朝鮮国王はそれを軍器寺（武器製造官署）に下げ渡したのみで、李朝は開戦前にこの新兵器の潜在力を見抜くことができなかった。
朝鮮の歩兵は刀、槍、弓矢などの武器を装備していた。主力武器は弓であったが、当時の朝鮮の宰相である柳成龍が著述した懲毖録によれば、朝鮮の弓の最大射程は120メートル程度であり、日本の弓の140メートル余よりも短かった。
更に日本の火縄銃は朝鮮の弓より威力や命中率の点で数倍優れていた。懲毖録には「(火縄銃の)遠くまで発射する力と命中させる手際とは、弓矢に数倍する。（中略）弓矢の技は百歩に過ぎないが、鳥銃はよく数百歩に及び、（中略）とても対抗できない」（東洋文庫版283頁）とある（当時の朝鮮の歩は約118cm）。また同書に、尚州での両軍の戦闘においては朝鮮の弓は実射程が100mに満たず（「矢は数十歩で墜ちて」東洋文庫版60頁）日本軍に届かず、開平地の戦闘では火縄銃にアウトレンジされ一方的に損害を被ったことが記されている。また弓を兵士が効果的に使いこなすためには、火縄銃よりも長く困難な訓練が必要であった。このほか、フロイス日本史には「火薬鍋（パネーラ・デ・ポールヴォラ、手榴弾のような兵器）」「鉄製の兜」「丈夫な皮製の防具」「銅製の小型砲」「矢をつめて発射する射石砲（ボンバルダ）」などの記述が見える。朝鮮の騎兵は、対女真用に北方配備されており、乱戦用に殻竿と槍を装備して、遠距離戦用に弓矢を装備していた。朝鮮騎兵の戦闘としては、忠州の戦い・海汀倉の戦いがあるが、いずれも日本軍が勝利している。
朝鮮軍の防具に関して柳成龍が著述した懲毖録に記録が残っている。それによれば、防衛に関する諸臣の一人が「賊(日本軍)は槍や刀を巧みに用いるが、我々朝鮮軍にはこれを防御することの出来る堅甲が無いために対抗できないでいるのです」と発言したという。さらに、「全身を分厚い鉄で見えなくする鎧を作り、それをまとって敵と戦えば、敵は隙が無く刺すことができず、我々が勝てるでしょう」と言ったという。これに多くの人々が賛同し、大勢の工匠を集め、昼夜をかけ鍛造したという。
しかし、数日して、重さに耐えきれず身動きも取りにくく使用が難しいことが分かり、計画は中止となったという。朝鮮軍は日本兵の日本刀・剣術に苦しんだ。懲毖録には、臨津江における朝鮮軍の敗北に関して「(朝鮮の)軍士たちは敗走して川岸に来たものの渡ることができず、岩の上から川に身を投じたが、それはさながら風に乱れ散る木の葉のようであった。まだ川に身を投じていなかった者には、賊(日本軍)が後ろから長刀を奮って切りかかったが、みな這いつくばって刃を受け、敢えて抵抗する者もなかった。金命元と韓応寅は、川の北から遥かにこれを眺め、気力を喪失してしまった」とある。竜仁における日本軍と朝鮮軍との接触について述べた記事には「日が暮れ、賊は、光彦らの緊張がややゆるんだのを見て、白刃をきらめかせ大声をあげて突進してきた。あわてて馬を索して逃げようとしたが間に合わず、みな賊に殺されてしまった。諸軍はこれを聞いて恐れおののいた。(中略)翌日、賊はわが軍が怯えきっているのを察知し、数人が刃を揮って勇を誇示しながら突進して来た。三道の軍はこれを見て総潰れになり、その声は山崩れのようであった。打ち棄てられた無数の軍事資材や器械が路を塞いで、人が歩行できぬほどであった」とある。他に「わが軍(朝鮮軍)は、賊がまだ山の下にいると思っていたのに、突然一発の砲声が響き、四方面から大声で呼ばわりながらとび出してくるのがみな賊兵(日本兵)であったので、仰天して総崩れとなった。将士たちは、賊のいない処に向けて奔走したところ、ことごとく泥沢の中に落ち込んでしまった。賊が追いついて、まるで草を刈るように斬り倒し、死者は数しれなかった」という記述もある。ルイス・フロイスの著した「日本史』には「朝鮮人は頭上に振り騎される日本人の太刀の威力に対抗できず」「日本軍はきわめて計画的に進出し、鉄砲に加え、太刀の威力をもって散々に襲撃したので、朝鮮軍は戦場を放棄し、足を翼(のよう)にして先を争って遁走した」という記述がある。1790年に朝鮮で編纂された武芸図譜通志には、「我が国(朝鮮)は、（中国から見て辺鄙な）海の外に偏っていて、古くから伝わるのは、ただ弓矢の技芸ひとつがあるだけです。剣と槍に至っては、ただその道具があるだけで、捜してもそれらの習得に用いる方法はありません。 馬上一槍などといっても、試場で用いられたことがなく、その使い方も詳細に揃っていません。そのため、剣槍は、その武器自体が放棄されて久しいです。倭と対陣すると、倭はたちまち決死の突進をしてくる。我が軍(朝鮮軍)が槍を持ち剣を帯びていようとも剣を鞘から出す暇がなく、槍も切っ先を交えることができず、皆凶刃によってことごとく血を流す。すべて剣や槍の訓練法が伝わらなかったためである」とある。また、朝鮮王朝実録によれば、朝鮮軍は、朝鮮側に投降した日本兵(降倭)から、日本式の剣術を学んだという。
朝鮮水軍は、高麗時代から対倭寇を目的に整備され、訓練も行われており、旧式ながら火砲を多く装備していたが、開戦直後から日本には大敗している。朝鮮水軍は板屋船（戦船）という日本の安宅船に相当する大型船を用いた。有名ではあるが実体不明の亀船も、この板屋船を改造したものといわれる。他に補助艦船として中型の挟船、小型の鮑作船がある。朝鮮水軍は火器や弓を使っての遠戦指向だったが、朝鮮の火砲は射程が64m-160mと短く 更に不安定な海上の船の上から撃つとなると殆ど目の前まで接近しなければ砲弾を命中されられず、朝鮮の艦隊が日本船からの火縄銃・弓矢などによる反撃の射程外から日本船を撃破できたわけではない。朝鮮水軍が兵数で圧倒的に有利であった閑山島海戦においても交戦距離は100mに満たない距離で戦われている。また、朝鮮の火砲は、鉄弾、石弾を複数込めて散弾の形で使うこともあったが、基本的には火箭（火矢）を撃って敵船を焼き討ちすることを主眼とする火車が使用されていた。

#### 朝鮮の国防態勢
当時の朝鮮と明に対する主な軍事的脅威は、女真や北方騎馬民族、倭寇であった。女真は北の国境地帯で襲撃を繰り返し、倭寇は沿岸部や貿易船を襲撃して掠奪していた。倭寇に対抗するため、朝鮮は水軍を養成し、倭寇の基地の一つであった対馬を攻撃した（応永の外寇）。また、女真に対しては、図們江に沿って防衛線を構築した。この間、朝鮮では比較的平和が保たれていたため、朝鮮軍は要塞と軍船に偏重した編成となっていた。高麗王朝の間に火薬が導入され、朝鮮では火砲が開発されており、これが海戦では大きな威力を発揮し、日本軍との海戦における朝鮮優位につながった。また、室町時代から戦国時代にかけての日本は内乱状態であったため、朝鮮側は倭寇を別とすれば、日本を大きな軍事的脅威とは見なしていなかった。秀吉が日本を統一し、1588年の刀狩、海賊停止令により倭寇は終息に向かったが、朝鮮側は秀吉の侵攻も倭寇による襲撃の延長線上程度にしか考えていなかった。
1583年、学者で名の高かった当時の兵曹判書（現在日本の防衛大臣に当たる）李珥は全国の兵力を100,000人に増員するよう朝廷に進言したが、李珥は西人派であったため、当時の政権を握っていた東人派（柳成龍が領袖）はこの提案を却下。1588年には南部沿岸の20の島を武装する提案が地方長官から出されたが却下された。1589年に軍事訓練所が設置されるが、若すぎるか、老兵ばかりを採用し、その他に冒険好きの貴族と、自由を求める奴婢階層がいるのみであった。1590年には釜山港湾の要塞化案も出されたが、却下された。日本の侵攻がますます現実味を帯びてきて、この問題について文官柳成龍が立場を変えた後も、政治的な権力争いのための論争が行われるばかりで、実際の軍備拡張は不十分だった。
また、柳成龍が「（将軍が）百人いても誰も兵の訓練方法を知らない」と嘆くほど、朝鮮の軍人は軍事的知識よりも社会的な人脈によって昇進が決定されていたといわれ、軍隊は組織が緩み、兵士はほとんど訓練されておらず、装備も貧弱で、普段は城壁などの建設工事に従事していた。官僚制の弊害も指摘される。
一般的に朝鮮の城塞は山城で、山の周りに蛇のように城壁をめぐらせるものであった。城壁は貧弱で、（日本や西洋の城塞のような）塔や十字砲火の配置は用いられておらず、城壁の高さも低かった。戦時政策としては、住民全員が近隣の城へ避難する事とし、避難しなかった住民は敵に協力する者とみなすとされたが、多くの住民にとって城は遠すぎた。

#### 両班私軍
戦争初期に郭再祐が私兵を徴募した。武装集団は一部の地方で労役や戦闘に参加した。両班の私兵は主に朝鮮正規軍の敗残兵、常民出身、両班が所有する奴婢、李朝社会では賤民と見做されていた僧兵から構成された。
文禄の役の間、朝鮮半島の中では全羅道だけが侵攻を免れた地域として残されていた。各地で敗走した朝鮮軍が全羅道へ集まり、10万を超える軍を擁していたためであり、その後も敗残兵が全羅道へ集まる傾向は続いた。
郭再祐の挙兵は反乱と見なされ、朝鮮官軍との間で戦闘が起こっている。朝鮮の民衆は、朝廷から課される築城などの土木工事、武器・兵糧の運搬などの労役 を厭った。李朝朝廷は郭再祐に対して官職を授ける措置をとり官軍の補助を認めたが、一方で李朝朝廷は郭再祐軍を巡察使等の指揮下において統制した。しかし、文禄の役後の休戦期間に郭再祐軍の漢城襲撃で、李朝朝廷はその危険性を認識し統制を強め、末期には官軍に組み入れられ独立した部隊ではなくなった。
戦後、いわゆる義兵は不遇であった。

## 影響

### 周辺国への影響
結果的には朝鮮一国を侵犯したに留まったものの、そもそもこの戦役は明国征服を目的として始まっており、唐（中国）・天竺（インド）・南蛮に至ると構想された世界進出についても、秀吉は早い段階から言及していた。これらは誇大妄想として評価されることも多いが、東アジアの国際情勢の変化を感じ取っており、「入貢か征伐か」という二者択一を迫っていた相手は実際に遥か南方の諸国にも及んで、秀吉の狙いは明や朝鮮に限られたわけではなかった。それぞれの国の対応や経緯をまとめる。

#### 琉球王国
天正10年（1582年）6月7日、中国大返しに先立って毛利と和睦したため、配下の武将亀井茲矩に約束していた出雲の国での加増が不可能となったので別の場所を所望するようにと秀吉が述べたところ、茲矩は光秀討伐後は国内は皆閣下に靡くであろうから日本において望むべき所はないので「願わくば琉球を賜らん」と返答した。秀吉はこれを喜び、金扇の表に「亀井琉球守殿」と書き裏に署名してこれを与えた。以後、彼は柴田勝家滅亡の頃（天正11年）や小牧長久手の頃（天正12年）の書状では亀井琉球守として署名していた。文禄元年、茲矩は琉球国を賜ったわけであるから今度は「琉球伐使」朱印が欲しいと願い出て、秀吉はやむを得ずこれを許可した。茲矩は出征して活躍したが、戦闘中に大事な金扇を落としてしまい、これは後に李舜臣の手に渡った。出征後は僚友となった島津氏を慮ってか、茲矩は琉球守をではなく中国の地名の「台州守」を名乗るようになった。
琉球王国は明の冊封国であったものの、当時はまだ独立を保っていた。九州征伐後、秀吉は島津氏を介して琉球へ服属入貢の要求を行い、天正16年（1588年）以後複数回要求を繰り返した。琉球は、秀吉の征明軍に加勢せよとの命令を公には拒否したが、実際には日本軍への補給に協力し、島津義久は琉球王に名護屋城築城や遠征の加勢はしないでいいから、代わりに金銀米穀を送るように命じた。しかし他方では、同時に明の臣下でもあった琉球は、日本側には秘密裏に、事前に中城王子を明に派遣して秀吉の征服計画を通報しており、明からも出兵に対して先導役を命じられていた。

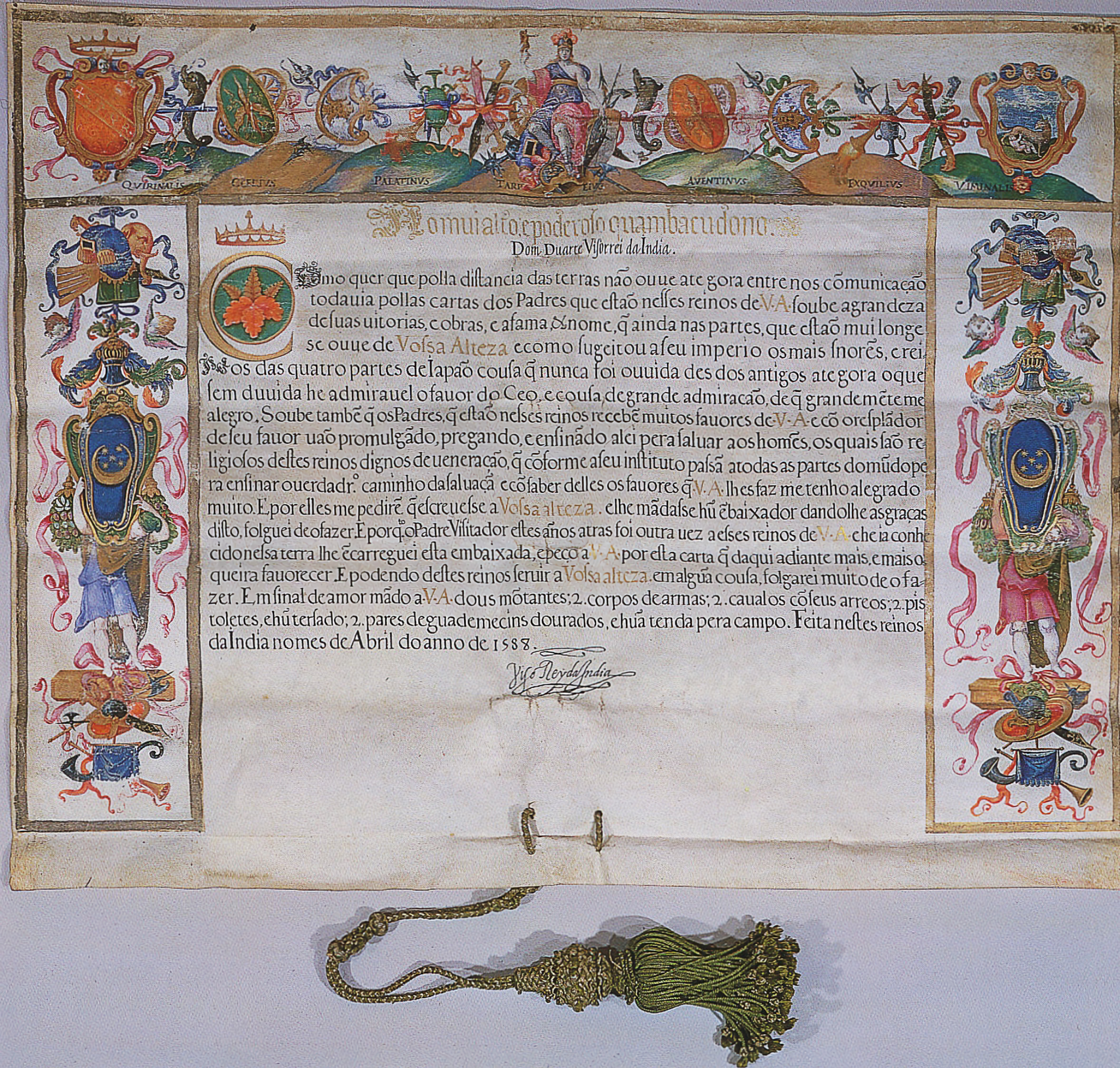
この時、秀吉が受けたポルトガル国印度副王信書は国宝となっている。（妙法院蔵）

#### インド（印度）
天正10年にローマに向けて出発した天正遣欧少年使節が、天正15年の帰路にポルトガル領インドのゴア植民地に立ち寄った際、副王から秀吉への書簡が託された。彼らはイエズス会巡察師ヴァリニャーノを伴って天正18年（1590年）に帰国。翌天正19年正月にヴァリニャーノは秀吉に謁見してこの書簡を渡した。副王の書簡はバテレン追放令が出されたことを知る前の内容で、秀吉に敬意を払ってキリスト教の布教と宣教師の保護に感謝して将来もつづく良好な関係を期待するものであった。ところが、7月25日、秀吉が発した返書はこの期待を裏切るものだった。承兌が起草したため内容は朝鮮国王に渡したものに似ていたが、秀吉は自らが国内の天下統一を成し遂げた偉大な人物であることを誇示し、今は明国を征伐せんとしているところであるが、印度にも行こうと思えば造作もないことで「遠近異同の隔たりはない」と印度遠征の可能性を壮語する一方、印度の仏教と中国の儒教と日本の神道は一体のもので、神道を知ればすべてに通じるという独自の宗教観を披露し、国民を魔道に引き入れようという邪法（キリスト教）の布教は今後は許さないので、以後は宣教師が入国するのを許さず厳しく罰することを警告していた。他方で通商目的の入港の安全を保障し、南蛮貿易を保護する意向を示してもいたが、ヴァリニャーノは痛烈な内容に驚愕し、前田玄以に仲介を頼み込んで何とか表現を穏やかにするように苦心した。
この書簡には恩賜品の武具一式が添えられていたが、これは軍事的威嚇の意味があったのではないかとも解釈されている。バテレン追放令は一時期緩和された後で、二度目の発令で強化され、組屋文書では、加藤清正と小西行長には天竺（印度）の領地の切り取り自由の許しが与えられていた。

#### スペイン領フィリピン

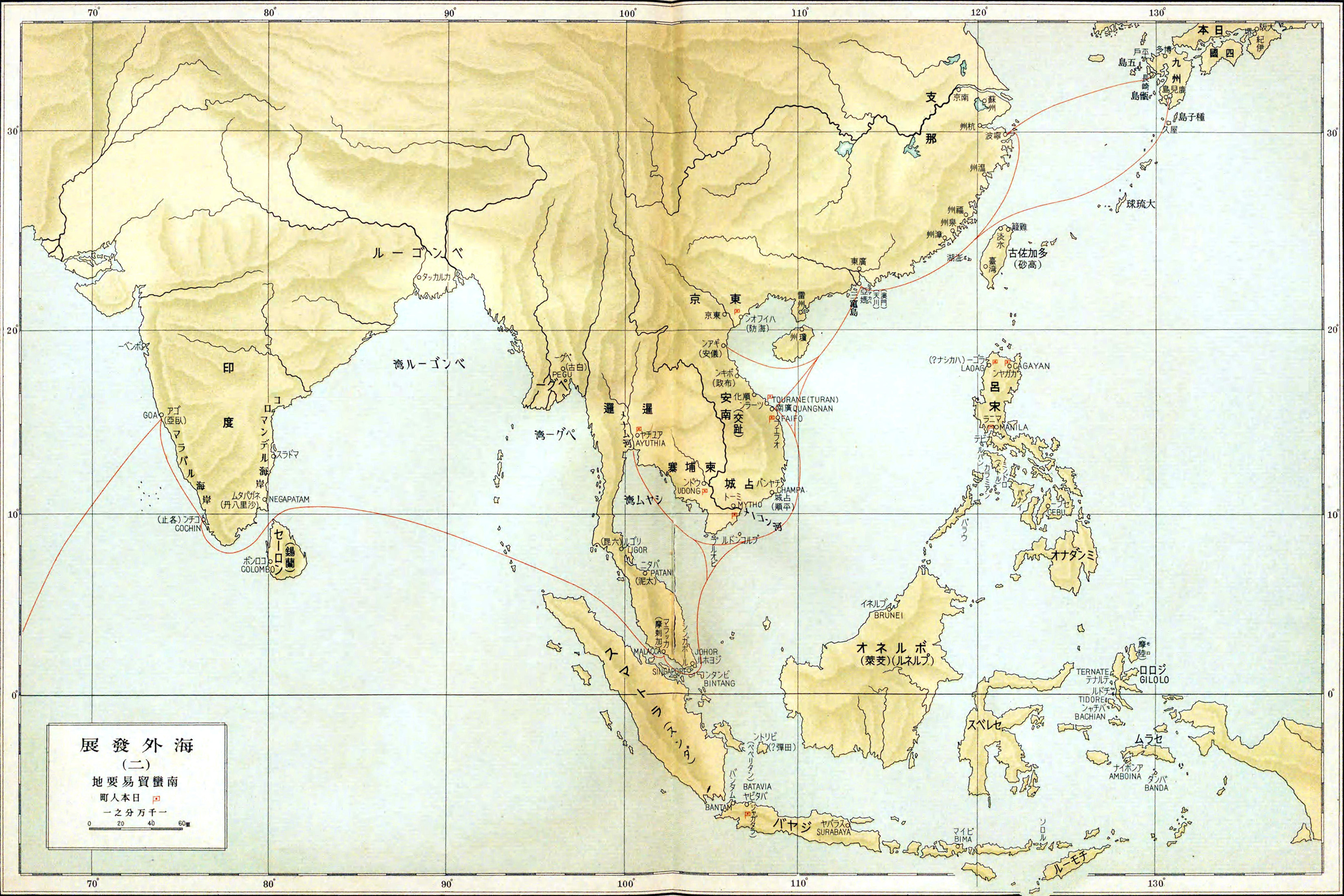
16-17世紀の南蛮貿易の交易路と日本人町。琉球、印度、呂宋、高山国、澎湖、マラッカの位置関係。（『大日本読史地図』より）

フィリピンは当時スペイン植民地 で、秀吉が交渉した南方諸国の中では唯一交戦の可能性があった。織豊時代の日本とは人の往来が活発で、そうしたルソン島を往復していた一介の貿易商原田孫七郎（ガスパル・ハラダ）が、フィリピンの防備が手薄なのを知って秀吉にこの国を征服は容易であると上奏したことから、秀吉は孫七郎の策を受け入れて、天正19年（1591年）9月15日、彼に国書を持たせて降服を勧める使者としてマニラに派遣することにした。国書は西領フィリピンに朝貢と服属を要求するもので、既に朝鮮と琉球は日本に入貢していて、大明国の征伐するところだと述べていた。
孫七郎は渡海の前にヴァリニャーノに総督との面会の口添えを依頼しており、日本の侵略意図を察したヴァリニャーノは、マニラにいる同じイエズス会宣教師のアントニオ・セデーニョにこのことを伝えようとした。1592年春に日本船がマニラに来て日本軍襲来の警告をしたのはこのことであろう。フィリピン総督ゴメス・ペレス・ダスマリニャスは驚き、海岸の防備を固めて警戒していたところに、5月31日、孫七郎が到着して国書を渡した。スペイン側では漢文を理解できるものがおらず、秀吉の国書は日本語からポルトガル語に訳された後でスペイン語に翻訳された。総督は秀吉の物言いに憤慨したようだが、この頃、スペインはオランダやイギリスと世界各所で戦争中で余力がなかったため、セデーニョと相談して返書をしたためた。内容は、無名の商人が国書を持ってきたことを訝しみ、敢えて使者の真偽に疑問を呈して確認を要請することで秀吉の要求への回答を先送りし、時間を稼ごうとするものだった。またスペイン帝国の大国としての威厳を誇示する一方で日本も大国であることを認めて、大国同士の修好通商を希望する旨も伝えていた。使者としてドミニコ会宣教師フアン・コボ が孫七郎に同行し、貢物を持たせて派遣された。文禄元年（1592年末）、孫七郎はコボと共に薩摩から平戸を経て名護屋で秀吉に謁見した。僅かながら入貢があった事実とフィリピンの対応に秀吉は満足し、孫七郎に五百石扶持を与えて賞した。孫七郎は第二の国書を送るように進言したが、今度の使者は孫七郎の主人にあたる原田喜右衛門が務めることになった。毎年入貢を繰り返すならば出兵は見合わすという内容の書簡は二通あり、コボも受け取って別に帰路についたが、彼は台湾沖で遭難して土民に殺害された。
文禄2年（1593年）4月22日、喜右衛門はマニラに到着して第二の国書を総督に渡したが、スペイン側は事前に船に同乗していた明人を詰問して、日本国王が九鬼義隆にフィリピン諸島の占領を任せたが、台湾の占領も別の人物に任せたから、当地の遠征はその次である等々の出所のよくわからぬ怪情報を得て、それを信じていた。それで（イエズス会ではなく）フランシスコ会宣教師の派遣を要請し、秀吉の要求は来貢であると説明する喜右衛門に対して、総督は突っぱね、貢物として送るのは「大砲の弾丸あるのみ」と高圧的に交戦の決意を述べるに至った。ところが、マラッカ遠征中で今日本と開戦するのは好ましくないと説得され、わずか二週間後に喜右衛門の望み通り、フランシスコ会宣教師ペドロ・バプチスタ、ゴンザロ・ガルシア 等3名を使者とし、メキシコ産の駿馬、玻璃の鏡、鍍金した壺などを贈物として通商同盟条約を申し出ることになった。名護屋で秀吉に謁見したこのフィリピン使節は他の宣教師とは異なる質素な装いが目についたが、ゴンザロが日本語に堪能であったことが幸いして、「日輪の子」を称し威圧的に振る舞う秀吉にも堂々と渡り合って感心させた。秀吉はフィリピン総督が服従しなければ征伐すると脅してスペイン国王の入朝まで要求したが、ゴンザロは冷静にフィリピン人はキリスト教徒としては神以外には服従できずスペイン人としてはスペイン国王以外には王とは認められないと反論。またこの使節は通商同盟条約を申し出るために来たのであるから、新たな要求は本国に伺いを立てないと返答できないと言い、それまでは自分たちは人質として日本に留まると言って了承された。しかし人質とは名ばかりの布教を目的とした滞在であり、フィリピン使節はバテレン追放令後の神父を失っていた京都で大歓迎された。豊臣秀次の配慮で前田玄以に命じて南蛮寺の跡地に修道院が建設されることになった。翌年にはマニラから新たに3名の宣教師が来て、京坂地方での布教活動を活発化させ、信徒を1万人増やした。前田秀以（玄以の子）や織田秀信、寺沢広高ら大名クラスもこの頃に洗礼を受けた。文禄3年（1594年）7月20日に帰朝した呂宋助左衛門が堺の代官石田正澄を通じて、秀吉に傘、蝋燭、麝香鹿、ルソン壺50個を献上して大変喜ばれたという有名な逸話もこの頃である。

フィリピンでは総督が相次いで死にテリヨ・デ・グズマン に代わったが、ヌエバ・エスパーニャ（現メキシコ）に派した船が日本近海で難破し、サン＝フェリペ号事件が起きた。秀吉はこの事件をきっかけにスペイン王とポルトガル王を兼ねるフェリペ2世が強大なるを知って脅威に感じ、慶長元年（1597年）にキリシタン弾圧を強めて通商同盟条約のために滞在中の使者全員を処刑した。交渉決裂により遠征の噂は絶えなかったが、しばらくして秀吉は病に倒れて実現することはなかった。
1597年2月に処刑された26聖人の一人であるマルチノ・デ・ラ・アセンシオンはフィリピン総督宛の書簡で自らが処刑されることと秀吉のフィリピン侵略計画について日本で聞いた事を書いている。「（秀吉は）今年は朝鮮人に忙しくてルソン島にいけないが来年にはいく」とした。マルチノはまた侵攻ルートについても「彼は琉球と台湾を占領し、そこからカガヤンに軍を投入し、もし神が進出を止めなければ、そこからマニラに攻め入るつもりである」と述べている。

#### 台湾（高山国）
台湾（臺灣）は当時日本では高山国/高砂（タカサグン）と呼んでいたが、秀吉はフィリピンとの交渉中の文禄2年（1593年）、この高山国にも原田孫七郎を使者として派遣して服属入貢を要求した。しかし台湾は中国大陸より移住した人々が西部と北部沿岸に居住し、高地には少数民族が割拠しているだけで、統一した政府が存在しなかった。孫七郎は交渉先を見つけることができず、外交は失敗に終わった。しかし秀吉が台湾に使者を派遣したという情報は、スペインや明の知るところとなり、前述のようにフィリピンでの警戒は高まり、福建巡撫許孚遠は万が一のために澎湖諸島に兵を配置し、疏通海禁を命じて鎖国するなどしたのであり、一定の効果はあったようである。また孫七郎の以後の消息は不明ながら、書簡を持って帰国したという説もある。

### 日本国内情勢への影響
休戦を挟んで6年に及んだ戦争は、日本・明・朝鮮の三国に重大な影響を及ぼした。

#### 出兵前後に生じた影響
留守中の大名領地に太閤検地が行われ、豊臣政権の統治力と官僚的な集団が強化された。しかし戦後にはこの戦争に過大な兵役を課せられた西国大名が疲弊し、家臣団が分裂したり内乱が勃発する大名も出るなど、かえって豊臣政権の基盤を危うくする結果となった。
また、出兵に必要な武器・弾薬・兵粮・戦夫の多くは大名の負担であり、その負担は直接出陣していない領内の家臣や百姓に転嫁されただけでなく、実際の戦夫として百姓の動員が行われた。このため、農村では動員に抵抗する動きが発生し、また一度動員されて朝鮮半島に送られた戦夫の中にも逃亡して秘かに日本に逃げ帰るものもいた。文禄2年に西生浦倭城にいた加藤清正が1通の書付を見つけた。それは領国・肥後の百姓から清正に随行している人夫に充てて記されたもので、「今なら集団で肥後に逃げ帰っても代官の改めもないあり様なので逃げ帰るのなら今だ」という内容で、百姓の抵抗が留守の代官まで巻き込むものになっていることを示すものだった。帰国した清正は夫役の免除などを行って民心の安定を図るものの、豊臣政権の分裂の影響で有名無実となり、財政難の克服と農村再建が重くのしかかることになる が、出陣した大名が多かれ少なかれ直面した問題であった。
一方で、諸大名中最大の石高を持ちながら、九州への出陣止まりで朝鮮へ出兵しなかった徳川家康が隠然たる力を持つようになった。西国大名が出兵で疲弊した一方で、損耗を免れたことが徳川家康が後に天下を取る要因の一つとなった。
五大老の筆頭となった家康は秀吉死後の和平交渉でも主導権を握り、実質的な政権運営者へとのし上がってゆく。この官僚集団と家康の急成長は、豊臣政権存続を図る官僚集団（主に石田三成）と次期政権を狙う家康との対立に発展し、慶長5年（1600年）の関ヶ原の戦いに至った。戦いに圧勝した家康は日本国内で不動の地位を得、慶長8年（1603年）に朝廷より征夷大将軍に任ぜられ徳川幕府を創設した。さらに家康は慶長19-20年（1614-1615年）に大坂の陣で豊臣氏を滅亡させることで徳川氏による国内覇権を確立、江戸時代が始まった。
また、出兵に参加した大名たちによって連れてこられたり、大名と雇用関係を結んだりして自ら来日した朝鮮人から様々な技能が伝えられた。朝鮮人儒学者との学問や書画文芸での交流、そして陶工が大陸式の磁器の製法、瓦の装飾などを伝えたことで日本の文化に新たな一面を加えた。その一方、多くの朝鮮人捕虜が戦役で失われた国内の労働力を補うために使役され、また奴隷として海外に売られたこともあった。
慣れない異国の戦争は後の台湾出兵・日清戦争と同様に戦死者以上の戦病死を発生させた。文禄二年二月五日付島津義久や吉川広家に宛てた秀吉朱印状には、これまで動員した船頭・水夫の大半が病死したため、浦々から15歳から60歳までの水夫を動員することを命じている。同年四月十二日付渡海諸将宛秀吉朱印状にも病が蔓延しているので医師20人を派遣するとある。陸でも同年七月二十一日付伊達政宗書状には腫気という病を得た者は十人中九人が亡くなったとし、また同月二十四日付書状には水の違いで多くの者が病死したとある。ルイス・フロイスの調査によれば、文禄の役で渡海した十五万人の内、死亡者は五万人、その殆どは過労死・餓死・凍死・病死であった。大名に限っても豊臣秀勝・加藤光泰・戸田勝隆・長谷川秀一・五島純玄・島津久保が渡海先で、もしくは渡海先で病を得て帰国後に病死している。

#### 江戸時代における影響
豊臣政権を倒した徳川氏の江戸幕府治下における朝鮮出兵に対する見方は林羅山の『豊臣秀吉譜』が鶴松の死による狂気にみたように否定的な見方が強かったが、一方で朝鮮通信使を江戸幕府への「朝貢使」と位置付けて、朝鮮出兵をその前提として解釈する流れも存在した。堀正意の『朝鮮征伐記』や山鹿素行の『武家事紀』はこの流れを汲んでいる。また、国学における本居宣長の『馭戒慨言』も同じ路線に立つが、こうした主張は「日本の武威」を強調するとともに、江戸幕府による朝鮮出兵の後処理を単なる平和回復ではなく、幕府によって朝鮮の再服属化と三韓征伐の約束である朝貢が回復されたとする認識によるものである。なお、本居は出兵の失敗の原因として秀吉の敬神の欠如と朝鮮での無益な民衆殺害が原因であったとしている。
18世紀末期から19世紀初頭にかけてロシアの南下が警戒され始めると、朝鮮が朝鮮出兵の報復のためにロシアと組んで日本を攻撃するのではという噂が流れ、文化露寇を扱った南豊亭永助の『北海異談』には朝鮮出兵を対ロシア戦の参考にすべき先例として取り上げるだけではなくロシアと朝鮮による挟撃を警戒する記述が記されたり、『絵本太閤記』・『絵本朝鮮軍記』など朝鮮出兵に関する本が出されたりした。
天保年間には川口長孺によって『征韓偉略』が著される。川口は中国や朝鮮の史料も参照しながら事実関係を考証しているが、一方で「日本の武威」を強調している。
三韓征伐と朝鮮通信使を結びつけた朝鮮を朝貢国とする認識や朝鮮出兵が日本の武威を示したとする認識は、19世紀の欧米の軍事的圧力の中で秀吉による朝鮮出兵に対する評価を肯定化させ、幕末に至って征韓論へと転換する要因となる。
また、朝鮮出兵が比較的新しい歴史的事件として、あるいは『懲毖録』・『征韓偉略』などを読んだ読後の感想として文人たちの間で朝鮮出兵を題材にした多くの漢詩が詠まれ、代表的なものに荻生徂徠の「寄題豊王旧宅」や菅茶山の「寄竹山先生」（中井竹山の学識を秀吉の武力よりも上と評した際に朝鮮出兵の失敗を引き合いに出す）、伊藤東涯の「復軒詞宗従予借懲毖録。頃寄瑤音、卒和謝之」、大槻磐渓の「読征韓紀」などがあげられる。

#### 開国後の大陸進出への影響
江戸時代末期・明治時代の開国により大陸情勢への関係が不可避なものとなると、当時の武将達が三韓征伐を想起したように、秀吉の朝鮮出兵も注目されるようになり、大陸進出は豊臣秀吉の遺志を継ぐ行いだと考えるものも多くなった。韓国併合が成った際、初代総督寺内正毅は「小早川、加藤、小西が世にあれば、今宵の月をいかにみるらむ（秀吉公の朝鮮征伐に参加された小早川・加藤・小西の諸将が今生きていれば、朝鮮を日本のものとしたこの夜の月をどのような気持ちでみられるだろうか）」と歌を詠み、外務部長だった小松緑はこれに返歌して、「太閤を地下より起こし見せばやな高麗（こま）やま高くのぼる日の丸（太閤殿下を蘇らせ見せ申し上げたいものだ、朝鮮の山々に高く翻る日の丸を）」と歌い、韓国併合が成ったことを喜んだ。

### 明への影響
朝鮮への援兵を、同時期に行われた寧夏の哱拝の乱、播州の楊応龍の乱の2つの反乱の鎮圧と合わせて、「万暦の三大征」と呼んでいる。『明史』王徳完伝によると「寧夏用兵（哱拝の乱）、費八十余万、朝鮮之役七百八十余万、播州之役（楊応龍の乱）二百余万」、『明史』陳増伝には「寧夏用兵（哱拝の乱），費帑金二百余萬。其冬。朝鮮用兵，首尾八年，費帑金七百余萬。二十七年，播州用兵（楊応龍の乱），又費帑金二三百萬」とあり、数字に違いはあるが、万暦の三大征の中でもこの戦役が哱拝の乱と楊応龍の乱とは比較にならないほど財政上に大きな負担であったと認識されていたことが窺える。
これらの膨大な軍事費の支出および戦死者を出したことと皇帝万暦帝の奢侈は明の国力を食い潰し、17世紀前半の女真の強大化に耐え切れないほどの、明の急速な弱体化の重要な原因となったと考えられている。

### 朝鮮半島への影響
朝鮮半島では不平両班や被差別階級、困窮した農民、盗賊による反乱、蜂起が起きた。および朝鮮軍によるその鎮圧、また朝鮮王朝内部の政争による粛清や処刑などが行われ、朝鮮社会の矛盾が噴出した。
朝鮮は極端に中央集権化が進み階級差別と過酷な搾取によって農民が毎年春には必ず飢える（「春窮」）ほどで、国土の開発も怠っていた。また、流通経済が未発達で民衆の生活は自給自足が基本であり銀などの貨幣による取引が成立せず朝鮮民衆とは物々交換などで食料の調達を行わなければならなかった。戦争が開始されると、朝鮮・明軍・日本軍が食料の現地調達を行った。食料不足と治安悪化のために農民が耕作を放棄することで流民となった。
明軍の兵糧供給は朝鮮側が提供したため、朝鮮政府は過酷な食料調達を行った。このため明軍の略奪と合わせて日本軍が侵攻していない平安道も荒廃して人口が激減している。また朝鮮軍より明軍に優先的に食料供給が行われたことから、朝鮮軍の戦意低下は少なからぬものがあった。朝鮮に駐屯した明軍による朝鮮民衆に対する無秩序な略奪なども横行し、朝鮮の民衆は日本を一番の侵略者としながらも、抑圧してきた朝鮮王朝に反乱を起こし、明軍も第二の侵略者であるとして憎んだ。そのため、豊臣軍の首都漢城府に到着より以前に逃亡するために朝鮮王を乗せた馬車が城門から出発より前に、朝鮮の民らが宮殿の中に侵入朝鮮王の財産を入れてあった倉庫を略奪した。それだけでなく、景福宮、昌徳宮、昌慶宮など三つの宮殿と6つの政府建築物など大小官庁に放火した。特に身分差別に苦しんだ朝鮮の下層民は混乱に乗じて、不満を持っていた朝鮮王朝の官庁や身分を示す書類の所蔵倉庫を焼き払ったためとされる。民衆の放火によって煙と炎が空に上り、1ヶ月経っても火災が続いたほどだった。当時、漢城の王宮と官庁が放火された情況を証言した大司諫の李曁は「民衆の心を見れば賊の刃よりも残酷だから、とても恐ろしい」との記録している。李曁は隋の煬帝と唐の太宗の故事を引用しながら、中国の大軍も高句麗に侵攻したが勝てなかった反面に、朝鮮が日本軍の攻勢に無残にやられたことは民心が乱れて離反して久しいし、諸将がうわさだけ聞いても逃走したせいで進撃できなかったためと指摘し、支配層と民衆間の乖離や綱紀の緩みを嘆している。
戦功の証明としてはなそぎも行われたが、当初は日本の国内戦同様に非戦闘員である民衆は保護の対象であり殺戮は禁止されていた。慶長の役においては鼻の数で戦功が計られ、老若男女を問わず非戦闘員も対象とされたとされる。削がれた鼻は軍目付が諸大名から受け取り、塩漬けにした上で日本に送られ、のちに耳塚にて弔われたとされる。朝鮮軍に投降し捕えられた日本の将兵（降倭）は当初すぐに処刑されていたが、降倭を利用することを目的として1591年10月に降倭を勝手に殺すことを禁じる命令が出された。以後、降倭のうち砲術や剣術などの技能を有する者は訓錬都監や軍器寺に配属され、降倭からの技能習得が図られた。これにより日本の火縄銃の技術が朝鮮に伝わることとなった。また特殊技能のない降倭は北方の国境警備兵や水軍の船の漕ぎ手とされた。降倭の中には朝鮮王朝に忠誠を誓って日本軍と戦うなどして、朝鮮姓を賜り優遇されて朝鮮に定着する者もいた。
戦役以後、朝鮮では日本に対する敵意が生まれ、平和な貿易関係を望む対馬の宗氏も朝鮮王朝に強く警戒され、日本使節の上京は禁じられ、貿易に訪れた日本人も釜山に設けられた倭館に行動を制限された。一方、朝鮮の両班階層（支配層）の間では明の援軍のおかげにより朝鮮は滅亡を免れたのだという意識（「再造之恩」）が強調され、明への恩義を重視する思想が広まり、属国としての立場が強くなった。これは中国との間での朝鮮外交の針路に多大な影響を与えることとなった。
また、文化面でも朝鮮半島に多大な影響をもたらした。唐辛子が文禄・慶長の役の日本軍によって朝鮮半島にももたらされ、キムチ等の韓国・朝鮮料理の礎を築いた。また軍事面では、多くの火器の製造・運用技術が日本人から伝わり、刀剣類についても日本刀を原型とした倭刀等の派生武具が作られた。現在でも多くの城郭跡が朝鮮半島各地に残され日本人による統治の足跡を残している。文禄・慶長の役は現在の朝鮮半島国家（朝鮮民主主義人民共和国、大韓民国）における反日感情の原点とされる。。

#### 朝鮮と後金・清への服属
朝鮮と明が文禄・慶長の役によって国力を疲弊させると、女真族のヌルハチが台頭し、1616年までに明からの独立し、アイシン国（aisin gurun, 金国。後金）を建国した。1619年の明とアイシン国の戦争であるサルフの戦いで、金は明に勝利する。朝鮮は援軍を明に送っていたが、金に降伏し「朝鮮は戦う意志は無く、明の強制的な要請によって援軍を送った」と弁明した。ヌルハチはこれを許し、後金は朝鮮侵攻を行わなかった。しかしその後、朝鮮でクーデターが起き、反金・親明政策をとるようになる。1624年の仁祖に対する李适の反乱が起き、すぐ鎮圧されたが、後金に逃げ込んだ反逆者が朝鮮侵攻を進言、ホンタイジが1627年に朝鮮に侵攻する（丁卯胡乱）。後金軍が漢城に到達すると、仁祖は降伏し、後金を兄、朝鮮を弟とする兄弟国としての盟約、朝鮮は王族を人質として差し出すことなどが合意された。しかし、朝鮮には反後金感情が強く残った。
1636年に後金が清と国号を変更し、朝鮮に対して清への服従と朝貢、及び明へ派遣する兵3万を要求してきた際に朝鮮はこれを断り、清は12万の軍で朝鮮に侵入した（丙子の乱）。朝鮮側は45日で降伏し、朝鮮は以後、清の属国となった。仁祖はホンタイジに対し三跪九叩頭の礼をし、清皇帝を公認する誓いをした（大清皇帝功徳碑）。清への服属は日本が日清戦争で清に勝利し、朝鮮が清の冊封体制から離脱する1895年まで続いた。

## 日本軍の勝算と明への影響
一般的に朝鮮出兵は勝ち目のない戦いであったと言われるが、明の公式記録である『明史』には朝鮮と明には最後まで勝算がなく秀吉関白が亡くなったことで兵乱が収まったと記述され、北京占領計画は決して無謀ではなかったと評価することもできる。また、この戦いによって日本側も疲弊したが明側の疲弊はより凄まじく、これにより明の滅亡が早まった。

## 関連人物
日本側
- 戦いに参加した武将（名護屋城後詰など、陣立てにある人物は除く）

石田三成、大谷吉継、増田長盛、長谷川秀一、木村重茲、加藤光泰、前野長康、浅野幸長、吉川広家、片桐且元、糟屋武則、貴田孫兵衛（毛谷村六助）、大石智久、熊谷直盛。
- その他

グレゴリオ・デ・セスペデス、慶念
明側
- 文禄の役参戦主要武将

祖承訓、宋応昌、李如松、李如柏、李如梅、李寧、査大受、楊元、張世爵、沈惟敬
- 慶長の役参戦主要武将

麻貴、楊鎬、劉綎、董一元、陳璘、鄧子龍、邢玠、李如梅、高策、李芳春
朝鮮側
- 王族:宣祖、光海君、臨海君、順和君
- 主要武将・官僚
  - 柳成龍、権慄、申砬、李舜臣、元均、李億祺、崔湖、金時敏、郭再祐、姜沆、宋象賢、金誠一
- その他

鄭希得、ジュリアおたあ、大添・小添、沙也可（金忠善）、鄭撥、金命元、惟政、休静、金応瑞、李桓福、李陽元、李英男、桂月香（伝説的な女スパイ）、許浚（王の主治医）、論介、李参平、鄭起龍、高敬命、趙憲、崔慶会、尹斗寿、尹根寿、李恒福、李徳馨、陳武晟、韓濩、黄慎、百婆仙（連れて来られた人）

## 年表
- 天正19年（1591年） 日付はすべて和暦（旧暦）
  - 1月20日 - 豊臣秀吉、遠征準備の開始を命令
  - 8月23日 - 秀吉が「唐入り」の決意公表
  - 10月10日 - 名護屋城の築城普請を開始
  - 12月27日 - 秀吉は関白職を内大臣豊臣秀次に譲って自らは太閤を称す
- 天正20年/文禄元年（1592年）
  - 3月26日 - 秀吉、朝鮮出陣を（後陽成天皇に）上奏
  - 4月12日 - 小西行長、日本軍上陸を開始 - 文禄の役
  - 4月13日 - 釜山鎮の戦い、多大鎮の戦い（14日まで）
  - 4月14日 - 東萊城の戦い（15日まで）
  - 4月16日 - 梁山城の戦い
  - 4月17日 - 鵲院関の戦い
  - 4月18日 - 安骨浦・金海城の戦い
  - 4月20日 - 慶州城の戦い
  - 4月24日 - 尚州の戦い
  - 4月25日 - 秀吉、名護屋城に着陣
  - 4月27日 - 忠州の戦い
  - 4月28日 - 秋風嶺の戦い
  - 4月29日 - 朝鮮国王宣祖の都落ち
  - 5月2日 - 漢城府の占領（日本軍、開戦20日間で攻略）
  - 5月7日 - 玉浦海戦、合浦海戦・赤珍浦海戦（8日まで）
  - 5月18日 - 臨津江の戦い
  - 5月28日 - 開城府の占領
  - 5月29日 - 泗川海戦
  - 6月2日 - 唐浦海戦
  - 6月5日 - 龍仁の戦い
　 第1次唐項浦海戦 （6日まで）
  - 6月7日 - 栗浦海戦
  - 6月15日 - 大同江の戦い（16日まで）
  - 6月16日 - 平壌城の占領
  - 7月7日 - 閑山島海戦
  - 7月8日 - 梨峙（熊峙）の戦い
  - 7月9日 - 安骨浦海戦
　 第1次錦山の戦い
  - 7月13日 - 中和の戦い
  - 7月16日 - 第1次平壌城の戦い、明将祖承訓の奇襲失敗
  - 7月17日 - 海汀倉の戦い
  - 7月22日 - 秀吉、母大政所の病気のために名護屋城から京都へ向かう
  - 7月29日 - 第2次平壌城の戦い、金命元の攻撃失敗
　 秀吉、大坂城で大政所の死去を知る
  - 8月6日 - 秀吉、京都大徳寺で大政所の法要を行う
  - 8月15日 - 第2次錦山の戦い
  - 8月19日 - 第1次星州城の戦い（20日まで）
  - 8月29日 - 釜山浦海戦
  - 9月26日 - 昌原の戦い
  - 10月1日 - 秀吉、大坂城から名護屋城へ向かう
  - 10月4日 - 第1次晋州城の戦い（10日まで）
  - 10月中旬 - 第2次星州城の戦い
  - 10月19日 - 鉄原の戦い
  - 10月24日 - 中川秀政、不慮の戦死[注 96]
  - 11月1日 - 秀吉、名護屋城に戻る
  - 11月10日 - 咸興の戦い
  - 11月12日 - 平山の戦い
  - 11月中旬 - 加藤清正、咸鏡道の戦闘（翌年1月下旬頃まで、北関大捷碑）
  - 11月下旬から1月まで - 沈惟敬、日明間で講和交渉
  - 12月7日 - 第3次星州城の戦い（14日まで）
- 文禄2年（1593年）
  - 1月2日 - 竹内吉兵衛ら使節、順安で生捕らる
  - 1月5日 - 第3次平壌城の戦い（7日まで）李如松の明軍来援
  - 1月7日 - 小西行長、平壌を脱出
  - 1月8日 - 明軍、平壌城を奪還
  - 1月中旬 - 日本軍再編成、咸鏡道より撤退
  - 1月18日 - 明軍、開城府を奪還
  - 1月26日 - 碧蹄館の戦い、明軍大敗・前進止まる
  - 2月10日 - 第1次熊浦（熊川）海戦
  - 2月12日 - 幸州山城の戦い
　 第2次熊浦海戦
  - 2月18日 - 第3次熊浦海戦
  - 2月22日 - 第4次熊浦海戦、朝鮮水軍敗北
  - 2月中旬から4月にかけて - 戦線膠着
  - 3月6日 - 第5次熊浦海戦
  - 3月10日 - 秀吉、漢城府の放棄を指示（4月7日に前線に命令到達）
  - 4月8日 - 小西行長と沈惟敬、再び講和交渉を始める
  - 4月18日 - 日本軍、漢城府から撤収
  - 4月19日 - 明軍、漢城府を奪還
  - 4月下旬 - 日本軍、釜山周辺に移動
  - 5月15日 - 明使、名護屋城に至る
  - 5月20日 - 秀吉、晋州攻撃と沿岸に倭城建設を指示
  - 5月23日 - 秀吉、明使に謁見
  - 6月14日 - 日本軍、軍事行動を再開
  - 6月21日 - 第2次晋州城の戦い（29日まで）
  - 6月28日 - 秀吉、対明講和交渉の条件を提示
　 内藤如安を北京に派遣
  - 7月中旬より - 日本の諸大名、日本本土への帰還始まる
  - 7月から9月にかけて - 李如松ら明軍主力、半島より撤兵
  - 8月3日 - 豊臣秀頼、生誕
  - 8月25日 - 秀吉、大坂城に帰る
  - 9月2日 - 駐留守備隊以外の日本軍撤兵
  - 9月3日 - 宣祖、漢城府に帰る
  - 9月中旬 - 内藤如安、遼陽に到着して明朝廷の入京許可を待つ
  - 12月から翌年1月にかけて - 熊川で日明間の講和交渉

- 文禄3年（1594年）
  - 1月 - 日本軍諸将の一部、再び渡海
  - 3月4日 - 第2次唐項浦海戦 （6日まで）
  - 8月末までに - 明軍、半島より全軍撤兵
  - 9月29日 - 場門浦・永登浦海戦 （翌10月1日まで）
  - 12月7日 - 内藤如安、北京に到着して講和交渉
  - 12月13日 - 明の万暦帝、内藤如安に謁見
  - 12月30日 - 明の正使李宗城と副使楊方亨の日本派遣が決定
- 文禄4年（1595年）
  - 7月15日 - 秀次切腹事件
  - 11月23日 - 李宗城、釜山の日本軍陣営に到着
- 文禄5年/慶長元年（1596年）
  - 4月2日 - 李宗城、釜山より脱走
  - 6月14日 - 楊方亨を正使に昇格し、沈惟敬再訪日
  - 7月 - 朝鮮半島で飢饉発生
  - 7月4日 - 朝鮮の正使黄慎、講和交渉のため来日
  - 7月13日 - 慶長伏見地震
  - 9月1日 - 秀吉、大坂城で明の使節に謁見
  - 9月2日 - 秀吉、明の国書に激怒（講和交渉決裂・再征の準備）
  - 12月 - 朝鮮、再び明の軍事援助を請う
- 慶長2年（1597年）
  - 1月14日 - 帰還した日本軍諸将の再上陸始まる （7月頃まで）
  - 2月21日 - 秀吉、戦役再開を号令 - 慶長の役
  - 7月15日 - 漆川梁海戦、朝鮮水軍大敗
  - 8月13日 - 南原城の戦い （15日まで）
  - 8月14日か15日 - 黄石山城の戦い （16日まで）
  - 8月19日 - 全州城を占領
  - 8月24日 - 全州城を破却
  - 9月7日 - 稷山の戦い
　 朝鮮の世子、再び漢城府から避難
  - 9月16日 - 鳴梁海戦
  - 12月22日 - 第1次蔚山城の戦い （翌年1月4日まで）
- 慶長3年（1598年）
  - 1月2日 - 蔚山城へ日本の援軍到着
  - 2月頃 - 戦線膠着
  - 3月中旬 - 秀吉、蔚山城・順天城・竹島城の固守を厳命
  - 8月18日 - 秀吉、伏見城で死去
  - 9月4日 - 四大老[注 97]、連署で明軍との和議を指示
  - 9月19日 - 順天城の戦い （10月9日まで）
  - 9月20日 - 第2次蔚山城の戦い（10月7日まで）
  - 9月27日 - 泗川古城の戦い
  - 10月1日 - 泗川新城の戦い
  - 10月3日 - 順天海戦
  - 10月15日 - 五大老、連署で撤兵を指示
  - 10月下旬 - 日明間で講和交渉
  - 10月25日 - 日明間で休戦成立（人質を交換）
  - 10月31日 - 小西行長・島津義弘、全軍撤退を確認
  - 11月 - 明軍、秀吉の死を知り、休戦を反故とす
  - 11月15日 - 日本軍、撤兵を開始
　　明将陳璘、人質を出すが兵を退かず
  - 11月18日 - 露梁海戦
  - 11月19日 - 小西行長、巨済島に無事脱出
  - 11月20日 - 島津義弘、南海島で小西隊と合流
　　明軍、泗川城・順天城・蔚山城を占領
  - 11月23日 - 加藤清正ら、蔚山より帰還
  - 11月24日 - 毛利吉成、釜山より帰還
  - 11月25日 - 小西行長らが釜山より帰国して遠征終了
- 慶長4年（1599年）
  - 7月 - 対馬の斡旋により朝鮮に使節の交換を要求
- 慶長5年（1600年）
  - 4月 - 宗義智、朝鮮に修好の諭す
  - 6月19日 - 釜山に停泊中の明・朝鮮水軍が台風に遭って陥没
  - 8月6日 - 明の万暦帝、朝鮮より完全撤兵を命令
  - 9月27日 - 朝鮮駐留の明軍撤兵

## 史料
日本側資料（一次および二次）
- 小瀬甫庵『太閤記』（吉田豊訳『太閤記』1-4、教育社新書）
- 小西行長軍の従軍僧天荊の『西征日記』（『続々群書類従』所収）
- ルイス・フロイス『完訳フロイス日本史5 豊臣秀吉篇2』
- ジャン・クラッセ『日本西教史 上・下』
- 「普聞集」（鍋島直茂 の従軍僧是琢による記録 ）
- 『松浦法印征韓日記抄』
- 『松浦古事記』（下記の『松浦叢書』にも収録）
- 『宗氏家譜』
- 『宇都宮高麗帰陣物語』
- 『朝鮮記』（太田一吉の家臣大河内秀元著）
- 『高麗陣日記』（太田牛一著）
- 『朝鮮日々記』（臼杵城主太田一吉に仕える安養寺の医僧慶念の慶長の役従軍日記。大分県立図書館Q＆A）
- 『清正高麗陣覚書』黒川真道編
- 『朝鮮南大門合戦記』黒川真道編
- 『朝鮮征伐記』（堀正意）（萬治堀本）
- 『朝鮮征伐記』（大関定祐）（大関本）
- 『征韓偉勲録』
- 『元親記』・『土佐物語』長宗我部元親に関する記録

明側資料
- 明『神宗実録』

朝鮮側資料
- 『懲毖録』柳成龍著
- 朝鮮王朝実録
- 李舜臣『亂中日記』『李忠武公全書』

『乱中日記 壬辰倭乱の記録』（1-3、平凡社東洋文庫、2000年-2001年。北島万次訳）